# Lijst van resoluties van de Veiligheidsraad van de Verenigde Naties
Hieronder staat een lijst van resoluties van de Veiligheidsraad van de Verenigde Naties.

## 1946 (1-15)
Resolutie 1 van 25 januariDe eerste vergadering van het Generale Staf-Comité.
Resolutie 2 van 30 januariOproep tot onderhandelingen tussen Iran en de Sovjet-Unie.
Resolutie 3 van 4 aprilErkenning bij de vertraging bij de terugtrekking van Sovjet-troepen uit Iran.
Resolutie 4 van 29 aprilVorming van een onderzoekssubcomité naar het Franco-regime in Spanje.
Resolutie 5 van 8 meiEen Iraans rapport over terugtrekking van Sovjet-troepen uit Iran afwachten.
Resolutie 6 van 17 meiVastlegging tijdschema van vergaderingen over nieuwe kandidaat VN-lidstaten.
Resolutie 7 van 26 juniDe situatie in Spanje in de gaten houden.
Resolutie 8 van 29 augustusAanbeveling van drie landen voor VN-lidmaatschap.
Resolutie 9 van 15 oktoberVoorwaarden waaronder niet-lidstaten van het Internationaal Gerechtshof toegang krijgen tot het Hof.
Resolutie 10 van 4 novemberDoorverwijzing van de zaak inzake de situatie in Spanje naar de Algemene Vergadering.
Resolutie 11 van 15 novemberVoorwaarden waaronder Zwitserland lid kon worden van het Internationaal Gerechtshof.
Resolutie 12 van 10 decemberUitnodiging Griekenland en Joegoslavië voor het debat over het grensgeschil tussen de twee landen, Albanië en Bulgarije.
Resolutie 13 van 12 decemberAanbeveling van Siam voor VN-lidmaatschap.
Resolutie 14 van 16 decemberDe Verenigde Staten mogen tot het jaareinde verlengd voorzitter van de Veiligheidsraad blijven.
Resolutie 15 van 19 decemberOprichting van een onderzoekscommissie naar het Grieks-Albanees-Bulgaars-Joegoslavisch grensgeschil.

## 1947 (16-37)
Resolutie 16 van 10 januariGoedkeuring van de oprichting van de Vrije Zone Triëst.
Resolutie 17 van 10 februariBeslissing in verband met vraag van onderzoekscommissie naar het Grieks-Albanees-Bulgaars-Joegoslavisch grensgeschil over executies.
Resolutie 18 van 13 februariMaatregelen en een commissie voor ontwapening.
Resolutie 19 van 27 februariOprichting subcomité voor Straat van Korfoe-incidenten.
Resolutie 20 van 10 maartAtoomenergiecommissie vragen spoedig verder te werken.
Resolutie 21 van 2 aprilPlaatsing voormalige Duitse koloniën onder de Trustschapsraad.
Resolutie 22 van 9 aprilAdvies om Straat van Korfoe-incidenten voor het Internationaal Gerechtshof te brengen.
Resolutie 23 van 18 aprilEen afdeling van de onderzoekscommissie moet ter plaatse blijven in het Grieks-Albanees-Bulgaars-Joegoslavisch grensgeschil.
Resolutie 24 van 30 aprilDoorverwijzing van aanbeveling Hongarije als kandidaat VN-lidstaat.
Resolutie 25 van 23 meiDoorverwijzing van aanbeveling Italië als kandidaat VN-lidstaat.
Resolutie 26 van 4 juniOvername van een regel van de Algemene Vergadering.
Resolutie 27 van 1 augustusOproep tot staakt-het-vuren en bemiddeling in de Indonesische onafhankelijkheidsoorlog.
Resolutie 28 van 6 augustusOprichting van een subcomité om een oplossing voor het Grieks-Albanees-Bulgaars-Joegoslavisch grensgeschil te formuleren.
Resolutie 29 van 12 augustusAanbeveling van twee landen voor VN-lidmaatschap.
Resolutie 30 van 25 augustusVerwelkoming Nederlandse en Indonesische aanvaarding van resolutie 27.
Resolutie 31 van 25 augustusAanbod tot bijstand in onderhandelingen tussen Nederland en Indonesië.
Resolutie 32 van 26 augustusVeroordeling van het voortdurende geweld in Indonesië.
Resolutie 33 van 27 augustusAanvaarding van de meeste door de Algemene Vergadering voorgestelde wijzigingen aan de eigen procedures.
Resolutie 34 van 15 septemberSchrapping van het Grieks-Albanees-Bulgaars-Joegoslavisch grensgeschil van de lijst met open kwesties.
Resolutie 35 van 3 oktoberStart van het comité om te helpen met het oplossen van de kwestie tussen Nederland en Indonesië.
Resolutie 36 van 1 novemberOproep om de onderhandelingen tussen Nederland en Indonesië te beginnen.
Resolutie 37 van 9 decemberAanpassing van de procedures inzake het toelaten van nieuwe VN-lidstaten.

## 1948 (38-66)
Resolutie 38 van 17 januariOproep aan de twee partijen in de Eerste Kasjmiroorlog om de situatie onder controle te houden.
Resolutie 39 van 20 januariVorming van een onderzoekscommissie naar de situatie in Kasjmir.
Resolutie 40 van 28 februariVroeg extra aandacht voor de Indonesische regio's West-Java en Madoera.
Resolutie 41 van 28 februariPrees de wil van alle partijen in de Indonesische onafhankelijkheidsoorlog om tot een vreedzame oplossing te komen.
Resolutie 42 van 5 maartOproep om de ongeregeldheden in Palestina te stoppen.
Resolutie 43 van 1 aprilRiep op tot een bestand en een staking van het geweld in de kwestie Palestina.
Resolutie 44 van 1 aprilVroeg een speciale sessie van de Algemene Vergadering over de kwestie Palestina.
Resolutie 45 van 10 aprilAanbeveling Birma als VN-lidstaat.
Resolutie 46 van 17 aprilOproep om de orde in het mandaatgebied Palestina te herstellen.
Resolutie 47 van 21 aprilBepaling van de taken van India en Pakistan en de oprichting van de Administratie voor de te houden Volksraadpleging.
Resolutie 48 van 23 aprilOprichting van de Bestandscommissie voor Palestina.
Resolutie 49 van 22 meiOproep tot staakt-het-vuren en onderhandeling in het Palestijns-Israëlisch conflict.
Resolutie 50 van 29 meiOproep tot vier weken wapenstilstand in Palestina.
Resolutie 51 van 3 juniDroeg de VN-Commissie voor India en Pakistan op haar taken te beginnen.
Resolutie 52 van 22 juniDroeg op de eerste drie rapporten van de Atoomenergiecommissie van de Verenigde Naties over te maken aan de leden.
Resolutie 53 van 7 juliOproep om het bestand in Palestina te verlengen.
Resolutie 54 van 15 juliBepaling dat de situatie in Palestina een gevaar is voor de vrede; De eis om het geweld te stoppen; De vraag om een vreedzame oplossing te zoeken.
Resolutie 55 van 29 juliOproep aan Nederland en Indonesië om de gesloten overeenkomst na te leven.
Resolutie 56 van 19 augustusBepaling van de regels inzake het bestand in Palestina.
Resolutie 57 van 18 septemberRegeling na de dood van de VN-bemiddelaar in Jeruzalem.
Resolutie 58 van 28 septemberDe regels voor de deelname van niet-VN-lidstaten aan de verkiezing van leden van het Internationaal Gerechtshof.
Resolutie 59 van 19 oktoberMedewerking aan en de veiligheid van VN-personeel in Palestina.
Resolutie 60 van 29 oktoberOprichting van een subcomité om een nieuwe resolutie over Palestina voor te bereiden.
Resolutie 61 van 4 novemberVraagt de partijen in Palestina permanente bestandsgrenzen vast te leggen en voorziet al verdere actie bij het falen hiervan.
Resolutie 62 van 16 novemberBeslissing tot een permanente wapenstilstand in Palestina.
Resolutie 63 van 24 decemberEiste de stopzetting van het geweld in Indonesië en de vrijlating van politieke gevangenen, waaronder de Indonesische president.
Resolutie 64 van 28 decemberEiste de onmiddellijke vrijlating van de politieke gevangenen die Nederland in Indonesië had genomen.
Resolutie 65 van 28 decemberVroeg een rapport van de consuls in Indonesië die waren gevraagd de situatie aldaar in de gaten te houden.
Resolutie 66 van 29 decemberRiep op tot wapenstilstand in Palestina, de toepassing van de resoluties 61 en 62 en legde de eerste vergadering van het Comité vast.

## 1949 (67-78)
Resolutie 67 van 28 januariStappen die tot een onafhankelijk Indonesië moeten leiden en de rol van de VN-Commissie voor Indonesië daarin.
Resolutie 68 van 10 februariBesliste resolutie 192 van de Algemene Vergadering over ontwapening door te sturen naar de Commissie voor Conventionele Bewapening.
Resolutie 69 van 4 maartAanbeveling Israël als VN-lidstaat.
Resolutie 70 van 7 maartVerzocht de Trustschapsraad om zijn rapporten voortaan naar de Veiligheidsraad te sturen.
Resolutie 71 van 27 juniVoorwaarden waaronder Liechtenstein lid kon worden van het Internationaal Gerechtshof.
Resolutie 72 van 11 augustusEerbetoon aan alle VN-medewerkers in Palestina na de totstandkoming van een wapenstilstand.
Resolutie 73 van 11 augustusOnthief de VN-bemiddelaar in Palestina en regelde het verdere toezicht op de wapenstilstanden.
Resolutie 74 van 16 septemberHet overmaken van twee resoluties van de Atoomenergiecommissie aan de Algemene Vergadering en de VN-lidstaten.
Resolutie 75 van 27 septemberTerugbetaling van reis- en onderhoudskosten van vervangers in de VN-Commissie voor Indonesië en de VN-Commissie voor India en Pakistan.
Resolutie 76 van 5 oktoberDe vraag van de Commissie van Consuls in Indonesië om de kosten van de militaire waarnemers aldaar over te nemen werd doorgestuurd naar de secretaris-generaal.
Resolutie 77 van 11 oktoberDoorzenden van een rapport van de Commissie voor Conventionele Bewapening naar de Algemene Vergadering.
Resolutie 78 van 18 oktoberDoorzenden van voorstellen van de Commissie voor Conventionele Bewapening naar de Algemene Vergadering.

## 1950 (79-89)
Resolutie 79 van 17 januariDoorzenden van resolutie 300 van de Algemene Vergadering naar de Commissie voor Conventionele Bewapening.
Resolutie 80 van 14 maartDrong aan op demilitarisatie van Kasjmir en verving de VN-Commissie voor India en Pakistan door een vertegenwoordiger.
Resolutie 81 van 24 meiAanvaarding nieuwe principes bepaald door de Algemene Vergadering.
Resolutie 82 van 25 juniNog op de dag van de Noord-Koreaanse inval in Zuid-Korea vroeg de Veiligheidsraad Noord-Korea zich terug te trekken.
Resolutie 83 van 27 juniRaadde de VN-lidstaten aan Zuid-Korea te steunen in de Koreaanse Oorlog.
Resolutie 84 van 7 juliOprichting van een militair commando onder de VS tegen Noord-Korea.
Resolutie 85 van 31 juliVraag om noodhulp voor de Koreaanse bevolking.
Resolutie 86 van 26 septemberAanbeveling Indonesië als VN-lidstaat.
Resolutie 87 van 29 septemberBesliste de discussie over de invasie van Taiwan uit te stellen en dan een vertegenwoordiger van de Volksrepubliek China uit te nodigen.
Resolutie 88 van 8 novemberBesliste een Chinese vertegenwoordiger uit te nodigen op de discussie over een rapport van het VN-Commando in Korea.
Resolutie 89 van 11 novemberControle van de Palestijnse vluchtelingen en de rol van de wapenstilstandscommissies.

## 1951 (90-96)
Resolutie 90 van 31 januariSchrapping kwestie Koreaanse Oorlog van de lijst met lopende zaken.
Resolutie 91 van 30 maartAanstelling nieuwe VN-vertegenwoordiger die de demilitarisatie in Kasjmir moest bewerkstelligen.
Resolutie 92 van 8 meiOproep opnieuw de wapens neer te leggen toen opnieuw gevochten werd in Palestina.
Resolutie 93 van 18 meiOproep aan Israël en Syrië om zich aan de wapenstilstand te houden.
Resolutie 94 van 29 meiBepaling moment van de verkiezing van een nieuwe rechter voor het Internationaal Gerechtshof.
Resolutie 95 van 1 septemberVraagt Egypte de belemmeringen op de scheepvaart in het Suezkanaal te beëindigen.
Resolutie 96 van 10 novemberTevredenheid over het demilitarisatieplan voor Kasjmir van de VN-vertegenwoordiger en de opdracht om hieraan verder te werken.

## 1952 (97 en 98)
Resolutie 97 van 30 januariOpheffing van de Commissie voor Conventionele Bewapening.
Resolutie 98 van 23 decemberAandrang om te onderhandelen over de demilitarisatie van Kasjmir.

## 1953 (99-103)
Resolutie 99 van 12 augustusBepaling moment van de verkiezing van een nieuwe rechter voor het Internationaal Gerechtshof.
Resolutie 100 van 27 oktoberSchorsing van het werk in de gedemilitariseerde zone in Palestina.
Resolutie 101 van 24 novemberAfkeuring van Israëlisch geweld in Palestina en vraag om respect voor de demarcatielijn en de wapenstilstanden.
Resolutie 102 van 3 decemberVoorwaarden waaronder Japan lid kon worden van het Internationaal Gerechtshof.
Resolutie 103 van 3 decemberVoorwaarden waaronder San Marino lid kon worden van het Internationaal Gerechtshof.

## 1954 (104 en 105)
Resolutie 104 van 20 juniVraag om het bloedvergieten te stoppen bij de staatsgreep in Guatemala.
Resolutie 105 van 28 juliBepaling moment van de verkiezing van een nieuwe rechter voor het Internationaal Gerechtshof.

## 1955 (106-110)
Resolutie 106 van 29 maartVeroordeling van een Israëlische aanval op Egypte in de Gazastrook.
Resolutie 107 van 30 maartVraag om het conflict tussen Egypte en Israël na de aanval van die laatste op de Gazastrook op te lossen.
Resolutie 108 van 8 septemberOproep om het staakt-het-vuren in de Gazastrook te respecteren en verdere onderhandelingen tussen Egypte en Israël.
Resolutie 109 van 14 decemberAanbeveling van zestien landen voor VN-lidmaatschap.
Resolutie 110 van 16 decemberEens met de Algemene Vergadering om het Handvest ten gepaste tijde te herzien.

## 1956 (111-121)
Resolutie 111 van 19 januariVeroordeling van de Israëlische aanval op Syrië in Syrië.
Resolutie 112 van 6 februariAanbeveling Soedan voor VN-lidmaatschap.
Resolutie 113 van 4 aprilVraag om maatregelen om de spanningen rond de demarcatielijnen aan de Israëlische grenzen te doen afnemen.
Resolutie 114 van 4 juniVraag om de maatregelen om de spanningen rond de demarcatielijnen aan de Israëlische grenzen uit te voeren.
Resolutie 115 van 20 juliAanbeveling Marokko voor VN-lidmaatschap.
Resolutie 116 van 26 juliAanbeveling Tunesië voor VN-lidmaatschap.
Resolutie 117 van 6 septemberBepaling moment van de verkiezing van een nieuwe rechter voor het Internationaal Gerechtshof.
Resolutie 118 van 13 oktoberVoorwaarden waaraan een oplossing voor de Suezcrisis moest voldoen.
Resolutie 119 van 31 oktoberDoorverwijzing Suez-kwestie naar de Algemene Vergadering.
Resolutie 120 van 4 novemberDoorverwijzing kwestie Hongarije naar de Algemene Vergadering.
Resolutie 121 van 12 decemberAanbeveling Japan voor VN-lidmaatschap.

## 1957 (122-126)
Resolutie 122 van 24 januariHerinnerde eraan dat een volksraadpleging over de toekomst van Kasjmir moest beslissen.
Resolutie 123 van 21 februariVroeg de voorzitter van de VN-Veiligheidsraad om samen met India en Pakistan een oplossing te zoeken voor de kwestie Kasjmir.
Resolutie 124 van 7 maartAanbeveling Ghana voor VN-lidmaatschap.
Resolutie 125 van 5 septemberAanbeveling Maleisië voor VN-lidmaatschap.
Resolutie 126 van 2 decemberProbeerde vooruitgang te forceren in de kwestie Kasjmir.

## 1958 (127-131)
Resolutie 127 van 22 januariOnderzoek naar eigendomsrechten in de demarcatiezone Jeruzalem en vraag alle activiteiten er stop te zetten.
Resolutie 128 van 11 juniSturen van waarnemers naar Libanon.
Resolutie 129 van 7 augustusDoorverwijzing klacht van Libanon en Jordanië naar de Algemene Vergadering.
Resolutie 130 van 25 novemberBepaling moment van de verkiezing van een nieuwe rechter voor het Internationaal Gerechtshof.
Resolutie 131 van 9 decemberAanbeveling Guinee voor VN-lidmaatschap.

## 1959 (132)
Resolutie 132 van 7 septemberOprichting van een subcomité om informatie over Laos te onderzoeken.

## 1960 (133-160)
Resolutie 133 van 26 januariAanbeveling Kameroen voor VN-lidmaatschap.
Resolutie 134 van 1 aprilOproep om de apartheid in Zuid-Afrika af te schaffen.
Resolutie 135 van 27 meiVraag om de internationale spanningen uit te klaren met onderhandelingen en ontwapening.
Resolutie 136 van 31 meiAanbeveling Togo voor VN-lidmaatschap.
Resolutie 137 van 31 meiBepaling moment van de verkiezing van een nieuwe rechter voor het Internationaal Gerechtshof.
Resolutie 138 van 23 juniVeroordeelde de soevereiniteitsschending van Israël door Adolf Eichmann uit Argentinië weg te halen.
Resolutie 139 van 28 juniAanbeveling Mali voor VN-lidmaatschap.
Resolutie 140 van 29 juniAanbeveling Malagasië voor VN-lidmaatschap.
Resolutie 141 van 5 juliAanbeveling Somalië voor VN-lidmaatschap.
Resolutie 142 van 7 juliAanbeveling Congo voor VN-lidmaatschap.
Resolutie 143 van 17 juliVroeg België zich terug te trekken uit Congo en gaf toestemming voor militaire VN-steun.
Resolutie 144 van 19 juliSchorste de kwestie Cuba-VS in afwachting van een rapport van de OAS.
Resolutie 145 van 22 juliVroeg om de orde in Congo verder te handhaven.
Resolutie 146 van 9 augustusVroeg België zich terug te trekken uit Katanga en de uitvoering van de vorige resoluties aldaar.
Resolutie 147 van 23 augustusAanbeveling Dahomey voor VN-lidmaatschap.
Resolutie 148 van 23 augustusAanbeveling Niger voor VN-lidmaatschap.
Resolutie 149 van 23 augustusAanbeveling Opper-Volta voor VN-lidmaatschap.
Resolutie 150 van 23 augustusAanbeveling Ivoorkust voor VN-lidmaatschap.
Resolutie 151 van 23 augustusAanbeveling Tsjaad voor VN-lidmaatschap.
Resolutie 152 van 23 augustusAanbeveling Congo voor VN-lidmaatschap.
Resolutie 153 van 23 augustusAanbeveling Gabon voor VN-lidmaatschap.
Resolutie 154 van 23 augustusAanbeveling Centraal-Afrikaanse Republiek voor VN-lidmaatschap.
Resolutie 155 van 24 augustusAanbeveling Cyprus voor VN-lidmaatschap.
Resolutie 156 van 9 septemberNam akte van een resolutie van de OAS over de Dominicaanse Republiek.
Resolutie 157 van 17 septemberDoorverwijzing Congo-kwestie naar de Algemene Vergadering.
Resolutie 158 van 28 septemberAanbeveling Senegal voor VN-lidmaatschap.
Resolutie 159 van 28 septemberAanbeveling Mali voor VN-lidmaatschap.
Resolutie 160 van 7 oktoberAanbeveling Nigeria voor VN-lidmaatschap.

## 1961 (161-170)
Resolutie 161 van 21 februariVroeg maatregelen om een burgeroorlog in Congo af te wenden.
Resolutie 162 van 11 aprilSteunde een beslissing van de Israëlisch-Jordaanse Wapenstilstandscommissie.
Resolutie 163 van 9 juniVroeg een einde aan de repressie in en onafhankelijkheid voor Angola.
Resolutie 164 van 22 juliRiep op tot een staakt-het-vuren en terugtrekking in Tunesië.
Resolutie 165 van 26 septemberAanbeveling Sierra Leone voor VN-lidmaatschap.
Resolutie 166 van 25 oktoberAanbeveling Mongolië voor VN-lidmaatschap.
Resolutie 167 van 25 oktoberAanbeveling Mauritanië voor VN-lidmaatschap.
Resolutie 168 van 3 novemberBeval U Thant aan als waarnemend Secretaris-Generaal.
Resolutie 169 van 24 novemberAfkeuring separatisme en steun aan de centrale regering van Congo.
Resolutie 170 van 14 decemberAanbeveling Tanganyika voor VN-lidmaatschap.

## 1962 (171-177)
Resolutie 171 van 9 aprilRiep Israël en Syrië op zich opnieuw aan de wapenstilstand te houden.
Resolutie 172 van 26 juliAanbeveling Rwanda voor VN-lidmaatschap.
Resolutie 173 van 26 juliAanbeveling Burundi voor VN-lidmaatschap.
Resolutie 174 van 12 septemberAanbeveling Jamaica voor VN-lidmaatschap.
Resolutie 175 van 12 septemberAanbeveling Trinidad en Tobago voor VN-lidmaatschap.
Resolutie 176 van 4 oktoberAanbeveling Algerije voor VN-lidmaatschap.
Resolutie 177 van 15 oktoberAanbeveling Oeganda voor VN-lidmaatschap.

## 1963 (178-185)
Resolutie 178 van 24 aprilVroeg Portugal om de soevereiniteit van Senegal te respecteren.
Resolutie 179 van 11 juniVroeg om het gesloten akkoord in de Noord-Jemenitische Burgeroorlog na te leven.
Resolutie 180 van 31 juliEiste dat Portugal onafhankelijkheid zou verlenen aan zijn territoria.
Resolutie 181 van 7 augustusOproep om de apartheid in Zuid-Afrika af te schaffen en geen wapens meer aan het land te verkopen.
Resolutie 182 van 4 decemberOproep om de apartheid in Zuid-Afrika af te schaffen, geen wapens meer aan het land te verkopen en tot een vreedzame oplossing.
Resolutie 183 van 11 decemberBevestigde het zelfbeschikkingsrecht voor de Portugese territoria en vroeg de vrijlating van politieke gevangenen als teken van goede wil.
Resolutie 184 van 16 decemberAanbeveling Sultanaat Zanzibar voor VN-lidmaatschap.
Resolutie 185 van 16 decemberAanbeveling Kenia voor VN-lidmaatschap.

## 1964 (186-199)
Resolutie 186 van 4 maartOprichting van een vredesmissie voor Cyprus.
Resolutie 187 van 13 maartBevestigde resolutie 186 over Cyprus.
Resolutie 188 van 9 aprilVeroordeling van een Britse vergeldingsaanval in Noord-Jemen.
Resolutie 189 van 4 juniVeroordeelde de incidenten veroorzaakt door Vietnam in Cambodja en besloot een delegatie ter plaatse te sturen.
Resolutie 190 van 9 juniOproep tot stopzetting van het Rivoniaproces in Zuid-Afrika.
Resolutie 191 van 18 juniVeroordeling apartheid in Zuid-Afrika en oproep om politieke gevangenen vrij te laten.
Resolutie 192 van 20 juniVerlengde de vredesmissie in Cyprus met drie maanden.
Resolutie 193 van 9 augustusOproep tot een staakt-het-vuren in Cyprus.
Resolutie 194 van 25 septemberVerlengde de vredesmissie in Cyprus opnieuw met drie maanden.
Resolutie 195 van 9 oktoberAanbeveling Malawi voor VN-lidmaatschap.
Resolutie 196 van 30 oktoberAanbeveling Malta voor VN-lidmaatschap.
Resolutie 197 van 30 oktoberAanbeveling Zambia voor VN-lidmaatschap.
Resolutie 198 van 18 decemberVerlengde de vredesmissie in Cyprus wederom met drie maanden.
Resolutie 199 van 30 decemberVroeg om een staakt-het-vuren in Congo met de hulp van de OAE.

## 1965 (200-219)
Resolutie 200 van 15 maartAanbeveling Gambia voor VN-lidmaatschap.
Resolutie 201 van 19 maartVerlengde de vredesmissie in Cyprus nogmaals met drie maanden.
Resolutie 202 van 6 meiVroeg om de wil van de bevolking van Zuid-Rhodesië te volgen.
Resolutie 203 van 14 meiOproep tot een staakt-het-vuren in de Dominicaanse Republiek en het sturen van een VN-vertegenwoordiger.
Resolutie 204 van 19 meiVroeg Portugal om de soevereiniteit van Senegal te respecteren na een klacht van die laatste.
Resolutie 205 van 22 meiVroeg een staakt-het-vuren in de Dominicaanse Republiek.
Resolutie 206 van 15 juniVerlengde de vredesmissie in Cyprus weer met zes maanden.
Resolutie 207 van 10 augustusOproep tot kalmte in Cyprus.
Resolutie 208 van 10 augustusverkiezingen voor functie rechter, internationaal gerechtshof.
Resolutie 209 van 4 septemberRoept India en Pakistan op onmiddellijk stappen te zetten voor een staakt-het-vuren in Kasjmir.
Resolutie 210 van 6 septemberOproep aan India en Pakistan om te stoppen met vechten en zich terug te trekken.
Resolutie 211 van 20 septemberEiste een staakt-het-vuren tussen India en Pakistan.
Resolutie 212 van 20 septemberAanbeveling Maldiven voor VN-lidmaatschap.
Resolutie 213 van 20 septemberAanbeveling Singapore voor VN-lidmaatschap.
Resolutie 214 van 27 septemberMaande India en Pakistan aan om het overeengekomen staakt-het-vuren te respecteren.
Resolutie 215 van 5 novemberVroeg India en Pakistan om het staakt-het-vuren te respecteren en eiste de opstelling van een terugtrekkingsplan.
Resolutie 216 van 12 novemberOproep regime in Zuid-Rhodesië niet te erkennen.
Resolutie 217 van 20 novemberVeroordeelde de onafhankelijkheidsverklaring van Zuid-Rhodesië en vroeg maatregelen om het regime er te beëindigen.
Resolutie 218 van 23 novemberEiste dat Portugal de repressie in zijn koloniën stopte en ze onafhankelijkheid verleende.
Resolutie 219 van 17 decemberVerlengde de vredesmissie in Cyprus nog een keer met drie maanden.

## 1966 (220-232)
Resolutie 220 van 16 maartVerlengde de vredesmissie in Cyprus nogmaals met drie maanden.
Resolutie 221 van 9 aprilStop van olietransporten naar Zuid-Rhodesië.
Resolutie 222 van 16 juniVerlengde de vredesmissie in Cyprus weer met drie maanden.
Resolutie 223 van 21 juniAanbeveling Guyana voor VN-lidmaatschap.
Resolutie 224 van 14 oktoberAanbeveling Botswana voor VN-lidmaatschap.
Resolutie 225 van 14 oktoberAanbeveling Lesotho voor VN-lidmaatschap.
Resolutie 226 van 14 oktoberRoept alle landen op, niet in te grijpen in Congolese binnenlandse aangelegenheden.
Resolutie 227 van 18 oktoberVerlengd termijn Secretaris-Generaal tot eind 21e algemene vergadering.
Resolutie 228 van 25 novemberBestraft Israël voor het breken van het handvest van de VN en de wapenstilstand.
Resolutie 229 van 2 decemberAanbeveling tweede termijn U Thant.
Resolutie 230 van 7 decemberAanbeveling Barbados als VN-lidstaat.
Resolutie 231 van 15 decemberVerlengde de vredesmissie in Cyprus nogmaals met zes maanden.
Resolutie 232 van 16 decemberEconomisch boycot Zuid-Rhodesië.

## 1967 (233-244)
Resolutie 233 van 6 juniOproep tot staakt-het-vuren in de Zesdaagse Oorlog.
Resolutie 234 van 7 juniDeadline staakt-het-vuren in de Zesdaagse Oorlog.
Resolutie 235 van 9 juniOproep tot staakt-het-vuren in de Zesdaagse Oorlog.
Resolutie 236 van 11 juniOproep tot staakt-het-vuren in de Zesdaagse Oorlog.
Resolutie 237 van 14 juniOproep tot staakt-het-vuren in de Zesdaagse Oorlog.
Resolutie 238 van 19 juniWederom verlenging mandaat vredesmacht in Cyprus met zes maanden.
Resolutie 239 van 10 juliWaarschuwing tegen mogelijk buitenlands ingrijpen in Congo.
Resolutie 240 van 25 oktoberOproep tot naleving staakt-het-vuren Zesdaagse Oorlog.
Resolutie 241 van 15 novemberWederom waarschuwing tegen buitenlands ingrijpen in Congo.
Resolutie 242 van 22 novemberTerugtrekking van Israël na de Zesdaagse Oorlog en opheffen van de staat van oorlog.
Resolutie 243 van 12 decemberAanbeveling Volksrepubliek Zuid-Jemen als VN-lidstaat.
Resolutie 244 van 22 decemberVerlenging mandaat vredesmacht in Cyprus met drie maanden.

## 1968 (245-262)
Resolutie 245 van 25 januariOproep aan Zuid-Afrika tot het naleven van de resolutie met betrekking tot Zuidwest-Afrika.
Resolutie 246 van 14 maartOproep aan Zuid-Afrika tot het naleven van de resolutie met betrekking tot Zuidwest-Afrika.
Resolutie 247 van 18 maartVerlenging mandaat vredesmacht in Cyprus met drie maanden.
Resolutie 248 van 24 maartOproep Israël op om het staakt-het-vuren na te leven.
Resolutie 249 van 18 aprilAanbeveling Mauritius voor VN-lidmaatschap.
Resolutie 250 van 27 aprilRiep Israël op af te zien van een militaire parade in Jeruzalem.
Resolutie 251 van 2 meiBetreurde de Israëlische militaire parade in Jeruzalem.
Resolutie 252 van 14 juliRiep Israël op om de status van Jeruzalem niet te wijzigen.
Resolutie 253 van 29 meiInstelling boycot van Zuid-Rhodesië.
Resolutie 254 van 18 juniVerlenging mandaat vredesmacht in Cyprus.
Resolutie 255 van 19 juniBevestigde ingrijpen bij een kernaanval op een niet-kernland.
Resolutie 256 van 16 augustusVeroordeelde de aanvallen van Israël op Jordanië.
Resolutie 257 van 11 septemberAanbeveling Swaziland voor VN-lidmaatschap.
Resolutie 258 van 18 septemberRiep op tot naleving van het staakt-het-vuren na de Zesdaagse Oorlog.
Resolutie 259 van 27 septemberSturen van een VN-vertegenwoordiger naar de door Israël bezette gebieden.
Resolutie 260 van 6 novemberAanbeveling Equatoriaal-Guinea voor VN-lidmaatschap.
Resolutie 261 van 10 decemberVerlenging mandaat vredesmacht in Cyprus met zes maanden.
Resolutie 262 van 31 decemberVeroordeelde de Israëlische aanval op Libanon.

## 1969 (263-275)
Resolutie 263 van 24 januariToevoeging Russisch en Spaans als werktalen in de Veiligheidsraad.
Resolutie 264 van 20 maartVeroordeelde Zuid-Afrika's weigering om Zuidwest-Afrika te verlaten.
Resolutie 265 van 1 aprilVeroordeelde Israëlische luchtaanvallen op Jordaanse dorpen.
Resolutie 266 van 10 juniVerlengde de vredesmissie in Cyprus opnieuw.
Resolutie 267 van 3 juliBepaalde dat Israël dat status van Jeruzalem niet kan en mag wijzigen.
Resolutie 268 van 28 juliKeurde een aanval van Portugal op Zambia af.
Resolutie 269 van 12 augustusRiep Zuid-Afrika op om Namibië te verlaten.
Resolutie 270 van 26 augustusVeroordeelde de Israëlische aanval op Libanon.
Resolutie 271 van 15 septemberWaarschuwde voor de gevolgen van de brandstichting in de Al-Aqsamoskee en riep Israël nogmaals op de status van Jeruzalem niet te wijzigen.
Resolutie 272 van 23 oktoberAanbeveling over amendementen op het Statuut van het Internationaal Gerechtshof.
Resolutie 273 van 9 decemberVeroordeelde de Portugese beschieting van een Senegalees dorp.
Resolutie 274 van 11 decemberVerlengde de vredesmissie in Cyprus wederom.
Resolutie 275 van 22 decemberOproep aan Portugal om een Guinees vliegtuig en een boot vrij te laten en een waarschuwing aan Portugal.

## 1970 (276-291)
Resolutie 276 van 30 januariVeroordeelde Zuid-Afrika's weigering om aan de VN-resoluties te voldoen en richtte een subcomité op.
Resolutie 277 van 18 maartRiep de lidstaten op alle banden met Zuid-Rhodesië door te knippen.
Resolutie 278 van 11 meiSteunde de onafhankelijkheid die Bahrein wenste te bereiken.
Resolutie 279 van 12 meiEiste de terugtrekking van Israël uit Libanon.
Resolutie 280 van 19 meiVeroordeelde de Israëlische aanval op Libanon.
Resolutie 281 van 9 juniVerlengde de vredesmissie in Cyprus nogmaals.
Resolutie 282 van 23 juliRiep alle landen op het wapenembargo tegen Zuid-Afrika op te volgen.
Resolutie 283 van 29 juliRiep alle landen op alle diplomatieke- en handelsrelaties met Namibië te beëindigen.
Resolutie 284 van 29 juliVroeg advies in verband met Namibië aan het Internationaal Gerechtshof.
Resolutie 285 van 5 septemberEiste de terugtrekking van Israël uit Libanon.
Resolutie 286 van 9 septemberOproep tot vrijlating na vliegtuigkapingen.
Resolutie 287 van 10 oktoberAanbeveling Fiji voor VN-lidmaatschap.
Resolutie 288 van 17 novemberOproep om vorige resoluties over Zuid-Rhodesië uit te voeren.
Resolutie 289 van 23 novemberEiste de terugtrekking van Portugal uit Guinee en besliste een speciale missie te sturen.
Resolutie 290 van 8 decemberWaarschuwde Portugal en vroeg dit land om aan zijn koloniën onafhankelijkheid te verlenen.
Resolutie 291 van 10 decemberVerlengde de vredesmissie in Cyprus weer met zes maanden.

## 1971 (292-307)
Resolutie 292 van 10 februariAanbeveling Bhutan voor VN-lidmaatschap.
Resolutie 293 van 26 meiVerlengde de vredesmissie in Cyprus wederom met zes maanden.
Resolutie 294 van 15 juliVeroordeelde het geweld van Portugal tegen Senegal.
Resolutie 295 van 3 augustusBesliste een missie uit te sturen naar Guinee.
Resolutie 296 van 18 augustusAanbeveling Bahrein voor VN-lidmaatschap.
Resolutie 297 van 15 septemberAanbeveling Qatar voor VN-lidmaatschap.
Resolutie 298 van 25 septemberRiep Israël wederom op om de status van Jeruzalem niet te wijzigen.
Resolutie 299 van 30 septemberAanbeveling Oman voor VN-lidmaatschap.
Resolutie 300 van 12 oktoberRiep Zuid-Afrika op de soevereiniteit van Zambia te respecteren.
Resolutie 301 van 20 oktoberRiep op tot internationale steun aan de bevolking van Namibië.
Resolutie 302 van 24 novemberRiep Portugal op de soevereiniteit van Senegal en de rechten van het volk van Guinee-Bissau te respecteren.
Resolutie 303 van 6 decemberVerwees de kwestie-Kasjmir door naar de Algemene Vergadering.
Resolutie 304 van 8 decemberAanbeveling Verenigde Arabische Emiraten voor VN-lidmaatschap.
Resolutie 305 van 13 decemberVerlengde de vredesmissie in Cyprus weer met zes maanden.
Resolutie 306 van 21 decemberAanbeveling Kurt Waldheim als Secretaris-Generaal.
Resolutie 307 van 21 decemberVroeg een duurzaam staakt-het-vuren en hulpverlening in Kasjmir.

## 1972 (308-324)
Resolutie 308 van 19 januariBesliste een aantal vergaderingen van de Veiligheidsraad in Addis Abeba te houden.
Resolutie 309 van 4 februariVroeg contact op te nemen met alle betrokken partijen in de kwestie-Namibië.
Resolutie 310 van 4 februariVeroordeelde de illegale bezetting van Namibië en vroeg de mensenrechten te respecteren.
Resolutie 311 van 4 februariVeroordeelde de apartheid in Zuid-Afrika en vroeg de vrijlating van opponenten en hulp aan de slachtoffers ervan.
Resolutie 312 van 4 februariRiep Portugal op om de rechten van de bevolking in zijn koloniën te erkennen.
Resolutie 313 van 28 februariEiste de onmiddellijke terugtrekking van Israël uit Libanon.
Resolutie 314 van 28 februariRiep alle landen op de sancties tegen Zuid-Rhodesië uit te voeren.
Resolutie 315 van 15 juniVerlengde de vredesmissie in Cyprus met zes maanden.
Resolutie 316 van 26 juniVeroordeelde de Israëlische aanvallen op Libanon en vroeg de vrijlating van daar ontvoerd personeel.
Resolutie 317 van 21 juliRiep Israël op om in Libanon ontvoerde personeelsleden vrij te laten.
Resolutie 318 van 28 juliRiep alle landen op de sancties tegen Zuid-Rhodesië uit te voeren.
Resolutie 319 van 1 augustusBesloot de contacten met alle partijen inzake de kwestie-Namibië voort te zetten.
Resolutie 320 van 29 septemberRiep alle landen op de sancties tegen Zuid-Rhodesië uit te voeren.
Resolutie 321 van 23 oktoberVeroordeelde een aanval van Portugal op Senegal.
Resolutie 322 van 22 novemberRiep Portugal op de militaire operaties in zijn koloniën stop te zetten en onderhandelingen aan te gaan.
Resolutie 323 van 6 decemberRiep op tot samenwerking aan een vreedzame oplossing voor de kwestie-Namibië.
Resolutie 324 van 12 decemberVerlengde de vredesmissie in Cyprus opnieuw met zes maanden.

## 1973 (325-344)
Resolutie 325 van 26 januariBesliste een aantal vergaderingen van de Veiligheidsraad in Panama-Stad te houden.
Resolutie 326 van 2 februariVeroordeelde de agressie van Zuid-Rhodesië tegen Zambia.
Resolutie 327 van 2 februariBesliste economische steun voor Zambia te onderzoeken.
Resolutie 328 van 10 maartVeroordeelde Zuid-Afrika, riep op tot het naleven van de sancties en riep op tot vrijheid in Zuid-Rhodesië.
Resolutie 329 van 10 maartBesliste tot economische steun aan Zambia.
Resolutie 330 van 21 maartVroeg de Latijns-Amerikaanse landen om elkaar niet te forceren.
Resolutie 331 van 20 aprilVroeg de Secretaris-Generaal om een rapport over alle inspanningen van de VN in het Midden-Oosten.
Resolutie 332 van 21 aprilVeroordeelde het geweld van Israël tegen Libanon.
Resolutie 333 van 22 meiRiep op tot een strikte naleving van de sancties tegen Zuid-Rhodesië.
Resolutie 334 van 15 juniVerlengde de vredesmissie in Cyprus weer met zes maanden.
Resolutie 335 van 22 juniAanbeveling West- en Oost-Duitsland voor VN-lidmaatschap.
Resolutie 336 van 18 juliAanbeveling Bahama's voor VN-lidmaatschap.
Resolutie 337 van 15 augustusVeroordeelde de kaping van een Libanees vliegtuig door Israël.
Resolutie 338 van 22 oktoberRiep op tot een staakt-het-vuren in de Jom Kipoeroorlog.
Resolutie 339 van 23 oktoberRiep op het staakt-het-vuren in de Jom Kipoeroorlog na te leven.
Resolutie 340 van 25 oktoberOprichting van de UNEF-interventiemacht na de Jom Kipoeroorlog.
Resolutie 341 van 27 oktoberBesliste de UNEF-interventiemacht na de Jom Kipoeroorlog voor zes maanden op te richten.
Resolutie 342 van 11 decemberBesliste het overleg in de kwestie-Namibië op te geven.
Resolutie 343 van 14 decemberVerlengde de vredesmissie in Cyprus met zes maanden.
Resolutie 344 van 15 decemberVroeg op de hoogte te worden gehouden van de vredesconferentie over het Midden-Oosten.

## 1974 (345-366)
Resolutie 345 van 17 januariOpname Chinees als werktaal van de Veiligheidsraad.
Resolutie 346 van 8 aprilVerlengde de vredesmissie in het Midden-Oosten met zes maanden.
Resolutie 347 van 24 aprilVeroordeelde nieuw geweld van Israël tegen Libanon.
Resolutie 348 van 28 meiVerwelkomde het neerleggen van de wapens en de wil tot dialoog tussen Irak en Iran.
Resolutie 349 van 29 meiVerlengde de vredesmissie in Cyprus met zes maanden.
Resolutie 350 van 31 meiRichtte een waarnemingsmacht op om toe te zien op een akkoord tussen Israël en Syrië.
Resolutie 351 van 10 juniAanbeveling Bangladesh voor VN-lidmaatschap.
Resolutie 352 van 21 juniAanbeveling Grenada voor VN-lidmaatschap.
Resolutie 353 van 20 juliRiep op tot een staakt-het-vuren in Cyprus.
Resolutie 354 van 23 juliEiste een staakt-het-vuren in Cyprus.
Resolutie 355 van 1 augustusVraag om staakt-het-vuren in Cyprus.
Resolutie 356 van 12 augustusAanbeveling Guinee-Bissau voor VN-lidmaatschap.
Resolutie 357 van 14 augustusEist tot staakt-het-vuren en dialoog in Cyprus.
Resolutie 358 van 15 augustusDrong aan op naleving van het staakt-het-vuren in Cyprus.
Resolutie 359 van 15 augustusEis om het ontzien van en medewerking aan de VN-vredesmacht in Cyprus.
Resolutie 360 van 16 augustusOproep tot onderhandelingen in Cyprus.
Resolutie 361 van 30 augustusRiep op tot hulpverlening aan de vluchtelingen in Cyprus.
Resolutie 362 van 23 oktoberVerlengde de vredesmissie in het Midden-Oosten met zes maanden.
Resolutie 363 van 29 novemberVerlengde de waarnemingsmissie in het Midden-Oosten met zes maanden.
Resolutie 364 van 13 decemberVerlengde de vredesmissie in Cyprus met zes maanden.
Resolutie 365 van 13 decemberSteunde resolutie 3212 van de Algemene Vergadering.
Resolutie 366 van 17 decemberEiste dat Zuid-Afrika zou voldoen aan de VN-resoluties over Namibië.

## 1975 (367-384)
Resolutie 367 van 12 maartRiep op tot onderhandelingen in Cyprus.
Resolutie 368 van 17 aprilVerlengde de vredesmissie in het Midden-Oosten met drie maanden.
Resolutie 369 van 28 meiVerlengde de waarnemingsmissie in het Midden-Oosten nogmaals met zes maanden.
Resolutie 370 van 13 juniVerlengde wederom de vredesmissie in Cyprus.
Resolutie 371 van 24 juliVerlengde de vredesmissie in het Midden-Oosten met drie maanden.
Resolutie 372 van 18 augustusAanbeveling Kaapverdië voor VN-lidmaatschap.
Resolutie 373 van 18 augustusAanbeveling Sao Tomé en Principe voor VN-lidmaatschap.
Resolutie 374 van 18 augustusAanbeveling Mozambique voor VN-lidmaatschap.
Resolutie 375 van 22 septemberAanbeveling Papoea-Nieuw-Guinea voor VN-lidmaatschap.
Resolutie 376 van 17 oktoberAanbeveling Comoren voor VN-lidmaatschap.
Resolutie 377 van 22 oktoberVroeg consultaties met de partijen in de kwestie over de Westelijke Sahara.
Resolutie 378 van 23 oktoberVerlengde de vredesmissie in het Midden-Oosten met een jaar.
Resolutie 379 van 2 novemberRiep de partijen op tot terughoudendheid in de Westelijke Sahara.
Resolutie 380 van 6 novemberRiep Marokko op de Westelijke Sahara terug te ontruimen na de gehouden mars.
Resolutie 381 van 30 novemberVerlengde de waarnemingsmissie in het Midden-Oosten opnieuw met zes maanden.
Resolutie 382 van 1 decemberAanbeveling Suriname voor VN-lidmaatschap.
Resolutie 383 van 13 decemberVerlengde nogmaals de vredesmissie in Cyprus.
Resolutie 384 van 22 decemberRiep Indonesië en Portugal op zich terug te trekken uit Oost-Timor en vroeg zelfbeschikking voor het Oost-Timorese volk.

## 1976 (385-402)
Resolutie 385 van 30 januariEiste vrije verkiezingen in en de terugtrekking van Zuid-Afrika uit Namibië.
Resolutie 386 van 17 maartBesliste tot economische steun aan Mozambique.
Resolutie 387 van 31 maartVeroordeelde de Zuid-Afrikaanse agressie tegen Angola.
Resolutie 388 van 6 aprilBreidde de sancties tegen Zuid-Rhodesië uit.
Resolutie 389 van 22 aprilRiep Indonesië op zich uit Oost-Timor terug te trekken en de voortzetting van de consultaties.
Resolutie 390 van 28 meiVerlengde de waarnemingsmissie in het Midden-Oosten nogmaals met zes maanden.
Resolutie 391 van 15 juniVerlengde de vredesmissie in Cyprus wederom met zes maanden.
Resolutie 392 van 19 juniVeroordeelde geweld van Zuid-Afrika tegen betogers.
Resolutie 393 van 30 juliVeroordeelde een Zuid-Afrikaanse aanval op Zambia.
Resolutie 394 van 16 augustusAanbeveling Seychellen voor VN-lidmaatschap.
Resolutie 395 van 25 augustusRiep Griekenland en Turkije op tot onderhandelingen in hun geschil over de Egeïsche Zee.
Resolutie 396 van 22 oktoberVerlengde de vredesmissie in het Midden-Oosten met een jaar.
Resolutie 397 van 22 novemberAanbeveling Angola voor VN-lidmaatschap.
Resolutie 398 van 30 novemberVerlengde de waarnemingsmissie in het Midden-Oosten opnieuw met zes maanden.
Resolutie 399 van 1 decemberAanbeveling West-Samoa voor VN-lidmaatschap.
Resolutie 400 van 7 decemberAanbeveling tweede termijn voor Kurt Waldheim als Secretaris-Generaal.
Resolutie 401 van 14 decemberVerlengde de vredesmissie in Cyprus nogmaals met zes maanden.
Resolutie 402 van 22 decemberOproep tot economische steun aan Lesotho.

## 1977 (403-422)
Resolutie 403 van 14 januariBesliste economische steun aan Botswana te onderzoeken.
Resolutie 404 van 8 februariBesliste een speciale missie naar Benin te sturen.
Resolutie 405 van 14 aprilVeroordeelde de aanval op Benin en de inzet van huurlingen om regeringen omver te werpen.
Resolutie 406 van 25 meiBesliste tot economische steun aan Botswana.
Resolutie 407 van 25 meiBesliste tot economische steun aan Lesotho.
Resolutie 408 van 26 meiVerlengde de waarnemingsmissie in het Midden-Oosten met zes maanden.
Resolutie 409 van 27 meiVersterkte de sancties tegen Zuid-Rhodesië.
Resolutie 410 van 15 juniVerlengde de vredesmissie in Cyprus eens te meer met zes maanden.
Resolutie 411 van 30 juniVeroordeelde agressie van Zuid-Rhodesië tegen Mozambique en besliste tot economische steun aan Mozambique.
Resolutie 412 van 7 juliAanbeveling Djibouti voor VN-lidmaatschap.
Resolutie 413 van 20 juliAanbeveling Vietnam voor VN-lidmaatschap.
Resolutie 414 van 15 septemberRiep op tot hervatting van de onderhandelingen in Cyprus.
Resolutie 415 van 29 septemberVroeg de aanstelling van een VN-vertegenwoordiger voor Zuid-Rhodesië.
Resolutie 416 van 21 oktoberVerlengde de waarnemingsmissie in het Midden-Oosten met één jaar.
Resolutie 417 van 31 oktoberVeroordeelde het geweld in Zuid-Afrika en riep op tot de afschaffing van de apartheid in dat land.
Resolutie 418 van 4 novemberLegde een wapenembargo op tegen Zuid-Afrika.
Resolutie 419 van 24 novemberRiep op te helpen met het vergoeden van de schade in Benin.
Resolutie 420 van 30 novemberVerlengde de waarnemingsmissie in het Midden-Oosten met zes maanden.
Resolutie 421 van 9 decemberRichtte een comité in verband met van het wapenembargo tegen Zuid-Afrika.
Resolutie 422 van 15 decemberVerlengde de vredesmissie in Cyprus met zes maanden.

## 1978 (423-443)
Resolutie 423 van 14 maartRiep op het illegale regime in Zuid-Rhodesië te beëindigen en er een onafhankelijk democratisch land van te maken.
Resolutie 424 van 17 maartVeroordeelde de aanval van Zuid-Rhodesië op Zambia.
Resolutie 425 van 19 maartOprichting interim VN-macht in Zuid-Libanon.
Resolutie 426 van 19 maartOprichting interim VN-macht in Zuid-Libanon voor zes maanden.
Resolutie 427 van 3 meiVersterking interim VN-macht in Zuid-Libanon.
Resolutie 428 van 6 meiVeroordeelde de Zuid-Afrikaanse invasie in Angola.
Resolutie 429 van 31 meiVerlengde de waarnemingsmissie in het Midden-Oosten met zes maanden.
Resolutie 430 van 16 juniVerlengde de vredesmissie in Cyprus met zes maanden.
Resolutie 431 van 27 juliVroeg een VN-vertegenwoordiger aan te duiden voor Namibië.
Resolutie 432 van 27 juliVroeg de herintegratie van Walvisbaai bij Namibië.
Resolutie 433 van 17 augustusAanbeveling Salomonseilanden voor VN-lidmaatschap.
Resolutie 434 van 18 septemberVerlengde de interim VN-macht in Zuid-Libanon met vier maanden.
Resolutie 435 van 29 septemberRichtte een VN-Overgangsassistentiegroep op voor Namibië.
Resolutie 436 van 6 oktoberRiep de vechtende partijen in Libanon op tot een staakt-het-vuren.
Resolutie 437 van 10 oktoberBetreurde dat de Verenigde Staten Zuid-Rhodesische regeringslieden toeliet op hun grondgebied.
Resolutie 438 van 23 oktoberVerlengde de vredesmissie in het Midden-Oosten met negen maanden.
Resolutie 439 van 13 novemberVeroordeelde eenzijdige verkiezingen in Namibië.
Resolutie 440 van 27 novemberRiep op de onderhandelingen in Cyprus te hervatten.
Resolutie 441 van 30 novemberVerlengde de waarnemingsmissie in het Midden-Oosten met zes maanden.
Resolutie 442 van 6 decemberAanbeveling Dominica voor VN-lidmaatschap.
Resolutie 443 van 14 decemberVerlengde de vredesmissie in Cyprus met zes maanden.

## 1979 (444-461)
Resolutie 444 van 19 januariVerlengde de interim VN-macht in Zuid-Libanon met vijf maanden.
Resolutie 445 van 8 maartVerklaarde de door het illegale regime van Zuid-Rhodesië geplande verkiezingen op voorhand nietig.
Resolutie 446 van 22 maartVroeg Israël de Vierde Geneefse Conventie toe te passen in de bezette gebieden en richtte een commissie op om de situatie in die gebieden nader te bekijken.
Resolutie 447 van 28 maartVeroordeelde een Zuid-Afrikaanse invasie in Angola.
Resolutie 448 van 30 aprilVeroordeelde de door het Zuid-Rhodesische regime geplande verkiezingen.
Resolutie 449 van 30 meiVerlengde de waarnemingsmissie in het Midden-Oosten met zes maanden.
Resolutie 450 van 14 juniVerlengde de interim VN-macht in Zuid-Libanon met zes maanden.
Resolutie 451 van 15 juniVerlengde de vredesmissie in Cyprus wederom met zes maanden.
Resolutie 452 van 20 juliRiep Israël op de oprichting van nederzettingen in de Arabische bezette gebieden te stoppen.
Resolutie 453 van 12 septemberAanbeveling Saint Lucia voor VN-lidmaatschap.
Resolutie 454 van 2 novemberVeroordeelde de Zuid-Afrikaanse agressie tegen Angola.
Resolutie 455 van 23 novemberVeroordeelde de agressie van Zuid-Rhodesië tegen Zambia en de collusie met Zuid-Afrika.
Resolutie 456 van 30 novemberVerlengde de waarnemingsmissie in het Midden-Oosten met zes maanden.
Resolutie 457 van 4 decemberRiep Iran op de gijzelaars van de Amerikaanse ambassade vrij te laten en het conflict samen met de VS vreedzaam op te lossen.
Resolutie 458 van 14 decemberVerlengde de vredesmissie in Cyprus nogmaals met zes maanden.
Resolutie 459 van 19 decemberVerlengde de interim VN-macht in Zuid-Libanon met zes maanden.
Resolutie 460 van 21 decemberTrok de sancties tegen Zuid-Rhodesië in.
Resolutie 461 van 31 decemberRiep Iran nogmaals op de Amerikaanse gijzelaars vrij te laten.

## 1980 (462-484)
Resolutie 462 van 9 januariDoorverwijzing Afghaanse kwestie naar de Algemene Vergadering.
Resolutie 463 van 2 februariRiep op tot naleving van het akkoord over en het houden van vrije verkiezingen in Zuid-Rhodesië.
Resolutie 464 van 19 februariAanbeveling Sint-Vincent en de Grenadines voor VN-lidmaatschap.
Resolutie 465 van 1 maartRiep Israël op de bouw van nederzettingen in de bezette gebieden te stoppen.
Resolutie 466 van 11 aprilVeroordeelde de agressie van Zuid-Afrika tegen Angola.
Resolutie 467 van 24 aprilVeroordeelde het geweld tegen de VN-macht in Libanon, een einde van de vijandelijkheden en de VN-macht toe te laten haar mandaat uit te voeren.
Resolutie 468 van 8 meiRiep Israël op uitgewezen Palestijnse leiders te laten terugkeren.
Resolutie 469 van 20 meiRiep Israël op uitgewezen Palestijnse leiders te laten terugkeren.
Resolutie 470 van 30 meiVerlengde de waarnemingsmissie in het Midden-Oosten met zes maanden.
Resolutie 471 van 5 juniRiep Israël op de Vierde Geneefse Conventie toe te passen.
Resolutie 472 van 13 juniVerlengde de vredesmissie in Cyprus nogmaals met zes maanden.
Resolutie 473 van 13 juniVeroordeelde de repressie tegen tegenstanders van de apartheid in Zuid-Afrika en vroeg de vrijlating van politiek gevangenen.
Resolutie 474 van 17 juniVerlengde de interim VN-macht in Zuid-Libanon met zes maanden.
Resolutie 475 van 27 juniVeroordeelde de agressie van Zuid-Afrika tegen Angola.
Resolutie 476 van 30 juniZorgen over Israëls optreden in Jeruzalem.
Resolutie 477 van 30 juliAanbeveling Zimbabwe als VN-lidstaat.
Resolutie 478 van 20 augustusNietigheid Israëlische wet over Jeruzalem en oproep om diplomatieke missies in Jeruzalem terug te trekken.
Resolutie 479 van 28 septemberRiep Irak en Iran op hun geschil vreedzaam op te lossen.
Resolutie 480 van 23 oktoberBepaling moment van de verkiezing van twee nieuwe rechters voor het Internationaal Gerechtshof.
Resolutie 481 van 26 novemberVerlengde de waarnemingsmissie in het Midden-Oosten met zes maanden.
Resolutie 482 van 11 decemberVerlengde de vredesmissie in Cyprus met zes maanden.
Resolutie 483 van 17 decemberVerlengde de interim VN-macht in Zuid-Libanon met zes maanden.
Resolutie 484 van 19 decemberRiep Israël op de Vierde Geneefse Conventie na te leven en twee Palestijnse burgemeesters te laten terugkeren.

## 1981 (485-499)
Resolutie 485 van 22 meiVerlengde de waarnemingsmissie in het Midden-Oosten met zes maanden.
Resolutie 486 van 4 juniVerlengde de vredesmissie in Cyprus met zes maanden.
Resolutie 487 van 19 juniVeroordeelde een Israëlische luchtaanval op de Iraakse kerninstallatie Osirak.
Resolutie 488 van 19 juniVerlengde de interim VN-macht in Zuid-Libanon met zes maanden.
Resolutie 489 van 8 juliAanbeveling Vanuatu als VN-lidstaat.
Resolutie 490 van 21 juliRiep op tot een einde aan de aanvallen in Zuid-Libanon.
Resolutie 491 van 23 septemberAanbeveling Belize als VN-lidstaat.
Resolutie 492 van 10 novemberAanbeveling Antigua en Barbuda als VN-lidstaat.
Resolutie 493 van 23 novemberVerlengde de waarnemingsmissie in het Midden-Oosten met zes maanden.
Resolutie 494 van 11 decemberAanbeveling Javier Pérez de Cuéllar als Secretaris-Generaal.
Resolutie 495 van 14 decemberVerlengde de vredesmissie in Cyprus met zes maanden.
Resolutie 496 van 15 decemberVeroordeelde de agressie tegen en stuurde een commissie naar de Seychellen.
Resolutie 497 van 17 decemberBesliste dat de Israëlische wetten nietig zijn in de Golanhoogten en dat de Vierde Geneefse Conventie er bleef gelden.
Resolutie 498 van 18 decemberVerlengde de interim VN-macht in Zuid-Libanon met zes maanden.
Resolutie 499 van 21 decemberBepaling moment van de verkiezing van een nieuwe rechter voor het Internationaal Gerechtshof.

## 1982 (500-528)
Resolutie 500 van 28 januariDoorverwijzing kwestie tussen Israël en Syrië over de Golanhoogten naar de Algemene Vergadering.
Resolutie 501 van 25 februariVersterkte de interim VN-macht in Zuid-Libanon met 1000 troepen.
Resolutie 502 van 3 aprilEiste een einde aan de Falklandoorlog en het begin van onderhandelingen.
Resolutie 503 van 9 aprilRiep Zuid-Afrika op om drie doodstraffen niet uit te voeren.
Resolutie 504 van 30 aprilVroeg steun voor een vredesmacht van de O.A.E. in Tsjaad.
Resolutie 505 van 26 meiRiep op tot onderhandelingen tijdens de Falklandoorlog.
Resolutie 506 van 26 meiVerlengde de waarnemingsmissie in het Midden-Oosten met zes maanden.
Resolutie 507 van 26 meiVeroordeelde de agressie door huurlingen tegen de Seychellen en gaf opdracht tot verder onderzoek.
Resolutie 508 van 5 juniRiep alle betrokken partijen in Libanon op alle militaire activiteiten stop te zetten.
Resolutie 509 van 6 juniEiste de terugtrekking van Israël uit Libanon en het einde van de militaire activiteiten.
Resolutie 510 van 15 juniVerlengde de vredesmissie in Cyprus eens te meer met zes maanden.
Resolutie 511 van 18 juniVerlengde de interim VN-macht in Zuid-Libanon tijdelijk met twee maanden.
Resolutie 512 van 19 juniRiep op tot hulpverlening aan en het ontzien van de bevolking in Libanon.
Resolutie 513 van 7 juliRiep op tot hulpverlening aan de bevolking in Libanon.
Resolutie 514 van 12 juliRiep Iran en Irak op tot een staakt-het-vuren.
Resolutie 515 van 29 juliEiste dat Israël zijn blokkade van Beiroet ophief.
Resolutie 516 van 1 augustusBesliste VN-waarnemers naar Beiroet te sturen.
Resolutie 517 van 4 augustusBesliste het aantal VN-waarnemers in Beiroet op te trekken.
Resolutie 518 van 12 augustusEiste de opheffing van de beperkingen in Beiroet en dat Israël zou meewerken met de VN-waarnemers.
Resolutie 519 van 17 augustusVerlengde de interim VN-macht in Zuid-Libanon nogmaals tijdelijk met twee maanden.
Resolutie 520 van 17 septemberVeroordeelde de Israëlische invallen in Beiroet en eiste hun terugtrekking.
Resolutie 521 van 19 septemberVeroordeelde het bloedbad in Beiroet en breidde het aantal VN-waarnemers in de stad uit.
Resolutie 522 van 4 oktoberRiep Iran en Irak op tot een staakt-het-vuren.
Resolutie 523 van 18 oktoberVerlengde de interim VN-macht in Zuid-Libanon tijdelijk met drie maanden.
Resolutie 524 van 29 novemberVerlengde de waarnemingsmissie in het Midden-Oosten met zes maanden.
Resolutie 525 van 7 decemberRiep Zuid-Afrika op om drie doodstraffen niet uit te voeren.
Resolutie 526 van 14 decemberVerlengde de vredesmissie in Cyprus nogmaals met zes maanden.
Resolutie 527 van 15 decemberVeroordeelde de Zuid-Afrikaanse agressie tegen Lesotho en riep op Lesotho te steunen bij het opvangen van Zuid-Afrikaanse vluchtelingen.
Resolutie 528 van 21 decemberOpname Arabisch als officiële- en werktaal van de Veiligheidsraad.

## 1983 (529-545)
Resolutie 529 van 18 januariVerlengde de interim VN-macht in Zuid-Libanon met zes maanden.
Resolutie 530 van 19 meiSpoorde aan tot het oplossen van het conflict in Centraal-Amerika.
Resolutie 531 van 26 meiVerlengde de waarnemingsmissie in het Midden-Oosten met zes maanden.
Resolutie 532 van 31 meiRiep op resolutie 435 in verband met Namibië uit te voeren.
Resolutie 533 van 7 juniRiep Zuid-Afrika op om drie doodstraffen niet uit te voeren.
Resolutie 534 van 15 juniVerlengde de vredesmissie in Cyprus nogmaals met zes maanden.
Resolutie 535 van 29 juniVroeg steun voor Lesotho.
Resolutie 536 van 18 juliVerlengde de interim VN-macht in Zuid-Libanon met drie maanden.
Resolutie 537 van 22 septemberAanbeveling Saint Kitts en Nevis als VN-lidstaat.
Resolutie 538 van 18 oktoberVerlengde de interim VN-macht in Zuid-Libanon met zes maanden.
Resolutie 539 van 28 oktoberRiep op resolutie 435 in verband met Namibië uit te voeren.
Resolutie 540 van 31 oktoberRiep Iran en Irak op alle militaire operaties stop te zetten.
Resolutie 541 van 18 novemberVerwierp het plan om een Turks-Cypriotische staat af te scheiden van Cyprus.
Resolutie 542 van 23 novemberVroeg een staakt-het-vuren in de burgeroorlog in Libanon.
Resolutie 543 van 29 novemberVerlengde de waarnemingsmissie in het Midden-Oosten met zes maanden.
Resolutie 544 van 15 decemberVerlengde de vredesmissie in Cyprus opnieuw met zes maanden.
Resolutie 545 van 20 decemberVeroordeelde de Zuid-Afrikaanse bezetting van een deel van Angola.

## 1984 (546-559)
Resolutie 546 van 6 januariEiste dat Zuid-Afrika zijn bombardementen in Angola staakte en zich terugtrok.
Resolutie 547 van 13 januariRiep Zuid-Afrika op om een doodstraf niet uit te voeren.
Resolutie 548 van 24 februariAanbeveling Brunei Darussalam als VN-lidstaat.
Resolutie 549 van 19 aprilVerlengde de interim VN-macht in Zuid-Libanon met zes maanden.
Resolutie 550 van 11 meiVeroordeelde de op til zijnde afscheiding van de Turkse Republiek Noord-Cyprus van Cyprus.
Resolutie 551 van 30 meiVerlengde de waarnemingsmissie in het Midden-Oosten met zes maanden.
Resolutie 552 van 1 juniVeroordeelde de Iraanse aanvallen op olietankers met Iraakse olie.
Resolutie 553 van 15 juniVerlengde de vredesmissie in Cyprus nogmaals met zes maanden.
Resolutie 554 van 17 augustusVerwierp de nieuwe grondwet en de verkiezingen voor kleurlingen in Zuid-Afrika.
Resolutie 555 van 12 oktoberVerlengde de interim VN-macht in Zuid-Libanon met zes maanden.
Resolutie 556 van 23 oktoberEiste de afschaffing van de apartheid in Zuid-Afrika.
Resolutie 557 van 28 novemberVerlengde de waarnemingsmissie in het Midden-Oosten met zes maanden.
Resolutie 558 van 13 decemberVroeg aan alle landen om geen wapens in te voeren uit Zuid-Afrika.
Resolutie 559 van 14 decemberVerlengde de vredesmissie in Cyprus met zes maanden.

## 1985 (560-580)
Resolutie 560 van 12 maartRiep Zuid-Afrika op politiek gevangenen vrij te laten.
Resolutie 561 van 17 aprilVerlengde de interim VN-macht in Zuid-Libanon met zes maanden.
Resolutie 562 van 10 meiRiep op tot een hervatting van de gesprekken tussen Nicaragua en de Verenigde Staten.
Resolutie 563 van 21 meiVerlengde de waarnemingsmissie in het Midden-Oosten met zes maanden.
Resolutie 564 van 31 meiRiep de partijen in de Libanese Burgeroorlog op de burgerbevolking te ontzien.
Resolutie 565 van 14 juniVerlengde de vredesmissie in Cyprus met zes maanden.
Resolutie 566 van 19 juniVerwierp de interim-regering in Namibië en drong aan op internationale sanctiemaatregelen tegen Zuid-Afrika.
Resolutie 567 van 20 juniVeroordeelde de agressie van Zuid-Afrika tegen Angola.
Resolutie 568 van 21 juniBesliste een missie naar Botswana te sturen na een aanval van Zuid-Afrika.
Resolutie 569 van 26 juliDrong aan op verdere internationale sanctiemaatregelen tegen Zuid-Afrika.
Resolutie 570 van 12 septemberBepaling moment van de verkiezing van een nieuwe rechter voor het Internationaal Gerechtshof.
Resolutie 571 van 20 septemberVeroordeelde de Zuid-Afrikaanse agressie tegen Angola en besloot een onderzoekscommissie te sturen.
Resolutie 572 van 30 septemberVroeg steun voor Botswana.
Resolutie 573 van 4 oktoberVeroordeelde een aanval van Israël op Tunesië.
Resolutie 574 van 7 oktoberVeroordeelde opnieuw de agressie van Zuid-Afrika tegen Angola.
Resolutie 575 van 17 oktoberVerlengde de interim VN-macht in Zuid-Libanon met zes maanden.
Resolutie 576 van 21 novemberVerlengde de waarnemingsmissie in het Midden-Oosten met zes maanden.
Resolutie 577 van 6 decemberVeroordeelde opnieuw de agressie van Zuid-Afrika tegen Angola.
Resolutie 578 van 12 decemberVerlengde de vredesmissie in Cyprus met zes maanden.
Resolutie 579 van 18 decemberVeroordeelde alle daden van gijzeling en ontvoering en riep op tot maatregelen ertegen.
Resolutie 580 van 30 decemberVeroordeelde een aanval van Zuid-Afrika op Lesotho.

## 1986 (581-593)
Resolutie 581 van 13 februariVeroordeelde de agressie van Zuid-Afrika tegen de buurlanden en eiste de afschaffing van apartheid.
Resolutie 582 van 24 februariRiep Iran en Irak op de vijandelijkheden tussen beide te beëindigen.
Resolutie 583 van 18 aprilVerlengde de interim VN-macht in Zuid-Libanon met drie maanden.
Resolutie 584 van 29 meiVerlengde de waarnemingsmissie in het Midden-Oosten met zes maanden.
Resolutie 585 van 13 juniVerlengde de vredesmissie in Cyprus met zes maanden.
Resolutie 586 van 18 juliVerlengde de interim VN-macht in Zuid-Libanon met zes maanden.
Resolutie 587 van 23 septemberVeroordeelde aanvallen op de UNIFIL-macht in Zuid-Libanon en vroeg extra veiligheidsmaatregelen.
Resolutie 588 van 8 oktoberRiep Iran en Irak op om resolutie 582 uit te voeren.
Resolutie 589 van 10 oktoberAanbeveling tweede termijn voor Javier Pérez de Cuéllar als Secretaris-Generaal.
Resolutie 590 van 26 novemberVerlengde de waarnemingsmissie in het Midden-Oosten met zes maanden.
Resolutie 591 van 28 novemberVerstrengde het wapenembargo tegen Zuid-Afrika.
Resolutie 592 van 8 decemberRiep Israël op de Vierde Geneefse Conventie te respecteren in de bezette gebieden.
Resolutie 593 van 11 decemberVerlengde de vredesmissie in Cyprus met zes maanden.

## 1987 (594-606)
Resolutie 594 van 15 januariVerlengde de interim VN-macht in Zuid-Libanon met zes maanden en twaalf dagen.
Resolutie 595 van 27 maartBepaling moment van de verkiezing van een nieuwe rechter voor het Internationaal Gerechtshof.
Resolutie 596 van 29 meiVerlengde de waarnemingsmissie in het Midden-Oosten met zes maanden.
Resolutie 597 van 12 juniVerlengde de vredesmissie in Cyprus met zes maanden.
Resolutie 598 van 20 juliOproep tot wapenstilstand en onderhandelingen tussen Irak en Iran.
Resolutie 599 van 31 juliVerlengde de interim VN-macht in Zuid-Libanon met zes maanden.
Resolutie 600 van 19 oktoberVoorwaarden waaronder Nauru lid kon worden van het Internationaal Gerechtshof.
Resolutie 601 van 30 oktoberStond de Secretaris-Generaal toe een staakt-het-vuren te regelen tussen Zuid-Afrika en de SWAPO.
Resolutie 602 van 25 novemberVeroordeelde de agressie van Zuid-Afrika tegen Angola en eiste de terugtrekking.
Resolutie 603 van 25 novemberVerlengde de waarnemingsmissie in het Midden-Oosten met zes maanden.
Resolutie 604 van 14 decemberVerlengde de vredesmissie in Cyprus met zes maanden.
Resolutie 605 van 22 decemberRiep Israël nogmaals op de Vierde Geneefse Conventie te respecteren in de bezette gebieden.
Resolutie 606 van 23 decemberVeroordeelde de vertraging bij Zuid-Afrika's terugtrekking uit Angola.

## 1988 (607-626)
Resolutie 607 van 5 januariVroeg Israël geen Palestijnse burgers te deporteren in de bezette gebieden.
Resolutie 608 van 14 januariVroeg Israël de deportatie van Palestijnse burgers te stoppen.
Resolutie 609 van 29 januariVerlengde de interim VN-macht in Zuid-Libanon met zes maanden.
Resolutie 610 van 16 maartRiep Zuid-Afrika op om zes doodstraffen niet uit te voeren.
Resolutie 611 van 25 aprilVeroordeelde Israël opnieuw voor agressie tegen Tunesië.
Resolutie 612 van 9 meiVeroordeelde het gebruik van chemische wapens tijdens de oorlog tussen Iran en Irak.
Resolutie 613 van 31 meiVerlengde de waarnemingsmissie in het Midden-Oosten met zes maanden.
Resolutie 614 van 15 juniVerlengde de vredesmissie in Cyprus met zes maanden.
Resolutie 615 van 17 juniRiep Zuid-Afrika opnieuw op om zes doodstraffen niet uit te voeren.
Resolutie 616 van 20 juliDrong aan op respect voor het verdrag inzake burgerluchtvaart na het neerhalen van een Iraans vliegtuig.
Resolutie 617 van 29 juliVerlengde de interim VN-macht in Zuid-Libanon met zes maanden.
Resolutie 618 van 29 juliVeroordeelde de ontvoering van VN-waarnemer William Higgins in Libanon.
Resolutie 619 van 9 augustusRichtte een waarnemingsgroep op voor de oorlog tussen Iran en Irak.
Resolutie 620 van 26 augustusVeroordeelde het gebruik van chemische wapens tijdens de oorlog tussen Iran en Irak.
Resolutie 621 van 20 septemberStond de Secretaris-Generaal toe een speciale vertegenwoordiger aan te duiden voor de Westelijke Sahara.
Resolutie 622 van 31 oktoberBevestigde zijn instemming met maatregelen van de Secretaris-Generaal in verband met de situatie met Afghanistan.
Resolutie 623 van 23 novemberRiep Zuid-Afrika op om een doodstraf niet uit te voeren.
Resolutie 624 van 30 novemberVerlengde de waarnemingsmissie in het Midden-Oosten met zes maanden.
Resolutie 625 van 15 decemberVerlengde de vredesmissie in Cyprus met zes maanden.
Resolutie 626 van 20 decemberBesloot tot de oprichting van de VN-Angola Verificatiemissie.

## 1989 (627-646)
Resolutie 627 van 9 januariBepaling moment van de verkiezing van een nieuwe rechter voor het Internationaal Gerechtshof.
Resolutie 628 van 16 januariRiep op om de akkoorden tussen Angola, Cuba en Zuid-Afrika ten uitvoer te brengen.
Resolutie 629 van 16 januariBesloot dat het onafhankelijkheidsproces van Namibië op 1 april zou beginnen.
Resolutie 630 van 30 januariVerlengde de interim VN-macht in Zuid-Libanon met zes maanden.
Resolutie 631 van 8 februariVerlengde de Waarnemingsgroep in Iran en Irak met 32 dagen.
Resolutie 632 van 16 februariBesloot dat het originele VN-plan voor Namibië zou worden uitgevoerd.
Resolutie 633 van 30 meiVerlengde de waarnemingsmissie in het Midden-Oosten met zes maanden.
Resolutie 634 van 9 juniVerlengde de vredesmissie in Cyprus met zes maanden.
Resolutie 635 van 14 juniDrong aan op een internationaal opsporingssysteem voor springstoffen.
Resolutie 636 van 6 juliRiep Israël op de deportatie van Palestijnse burgers te stoppen.
Resolutie 637 van 27 juliSteunde het akkoord dat was bereikt in Centraal-Amerika.
Resolutie 638 van 31 juliVeroordeelde alle daden van gijzeling en ontvoering en riep op tot maatregelen ertegen.
Resolutie 639 van 31 juliVerlengde de interim VN-macht in Zuid-Libanon met zes maanden.
Resolutie 640 van 29 augustusEiste dat het VN-plan voor Namibië strikt zou worden nageleefd.
Resolutie 641 van 30 augustusRiep Israël op de deportatie van Palestijnse burgers te stoppen.
Resolutie 642 van 29 septemberVerlengde de Waarnemingsgroep in Iran en Irak met zes maanden.
Resolutie 643 van 31 oktoberEiste dat het VN-plan voor Namibië strikt zou worden nageleefd.
Resolutie 644 van 7 novemberRichtte een VN-Waarnemersgroep op in Centraal-Amerika.
Resolutie 645 van 29 novemberVerlengde de waarnemingsmissie in het Midden-Oosten met zes maanden.
Resolutie 646 van 14 decemberVerlengde de vredesmissie in Cyprus met zes maanden.

## 1990 (647-683)
Resolutie 647 van 11 januariBevestigde zijn akkoord met maatregelen van de Secretaris-Generaal in verband met de situatie met Afghanistan.
Resolutie 648 van 31 januariVerlengde de interim VN-macht in Zuid-Libanon met zes maanden.
Resolutie 649 van 12 maartRiep de leiders van de twee Cypriotische gemeenschappen op om tot een akkoord te komen.
Resolutie 650 van 27 maartBreidde het mandaat en het aantal troepen van de VN-Waarnemersgroep in Centraal-Amerika uit.
Resolutie 651 van 29 maartVerlengde de Waarnemingsgroep in Iran en Irak met zes maanden.
Resolutie 652 van 17 aprilAanbeveling Namibië als VN-lidstaat.
Resolutie 653 van 20 aprilKeurde de voorgestelde bijkomende taken van de VN-Waarnemersgroep in Centraal-Amerika goed.
Resolutie 654 van 4 meiVerlengde de Waarnemingsgroep in Centraal-Amerika met zes maanden.
Resolutie 655 van 31 meiVerlengde de waarnemingsmissie in het Midden-Oosten met zes maanden.
Resolutie 656 van 8 juniVerlengde de taken van de Waarnemingsgroep in Centraal-Amerika tot 29 juni.
Resolutie 657 van 15 juniVerlengde de vredesmissie in Cyprus met zes maanden.
Resolutie 658 van 27 juniRiep op tot samenwerking om de kwestie-Westelijke Sahara op te lossen.
Resolutie 659 van 31 juliVerlengde de interim VN-macht in Zuid-Libanon met zes maanden.
Resolutie 660 van 2 augustusVeroordeling van Iraakse inval in Koeweit en eis tot onmiddellijke terugtrekking.
Resolutie 661 van 6 augustusInstelling van economische sancties tegen Irak.
Resolutie 662 van 9 augustusVerklaarde de annexatie van Koeweit door Irak nietig.
Resolutie 663 van 14 augustusAanbeveling Liechtenstein als VN-lidstaat.
Resolutie 664 van 18 augustusEiste de veiligheid van buitenlanders in Irak en Koeweit.
Resolutie 665 van 25 augustusRiep de lidstaten wiens zeemacht aanwezig was in Koeweit om alle in- en uitgaande schepen te inspecteren.
Resolutie 666 van 13 septemberLiet voedselhulp aan de Iraakse bevolking toe indien daar nood aan zou komen.
Resolutie 667 van 16 septemberVeroordeelde de agressie van Irak tegen diplomatieke terreinen en personeel in Koeweit.
Resolutie 668 van 20 septemberRiep op om samen te werken aan een vredesakkoord om het conflict in Cambodja op te lossen.
Resolutie 669 van 24 septemberLiet het bestuderen van de hulpaanvragen in verband met de situatie in Irak over aan het Comité.
Resolutie 670 van 25 septemberBesliste dat er geen vluchten naar Irak of Koeweit mochten plaatsvinden en dat resolutie 661 moest worden nageleefd.
Resolutie 671 van 27 septemberVerlengde de Waarnemingsgroep in Iran en Irak met twee maanden.
Resolutie 672 van 12 oktoberVeroordeelde het geweld van de Israëlische veiligheidsdiensten in Jeruzalem.
Resolutie 673 van 24 oktoberVroeg Israël om de missie van de Secretaris-Generaal alsnog te ontvangen.
Resolutie 674 van 29 oktoberEiste dat Irak Koeweiti's en buitenlanders beter zou behandelden.
Resolutie 675 van 5 novemberVerlengde de Waarnemingsgroep in Centraal-Amerika met zes maanden.
Resolutie 676 van 28 novemberVerlengde de Waarnemingsgroep in Iran en Irak met twee maanden.
Resolutie 677 van 28 novemberMandateerde de Secretaris-Generaal om een kopie van het bevolkingsregister van Koeweit in beslag te nemen.
Resolutie 678 van 29 novemberGaf Irak een laatste kans om aan de vorige resoluties te voldoen waarna de lidstaten alle mogelijke middelen mochten inzetten.
Resolutie 679 van 30 novemberVerlengde de waarnemingsmissie in het Midden-Oosten met zes maanden.
Resolutie 680 van 14 decemberVerlengde de vredesmissie in Cyprus met zes maanden.
Resolutie 681 van 20 decemberDrong er bij Israël op aan de Vierde Geneefse Conventie te respecteren in de bezette gebieden.
Resolutie 682 van 21 decemberBesloot te zoeken naar een alternatieve financiering voor de VN-vredesmacht in Cyprus.
Resolutie 683 van 22 decemberBepaalde dat het beheersmandaat van de Verenigde Staten over de Pacifische eilanden onder VN-trustschap ten einde was nu er een akkoord was over hun nieuwe status.

## 1991 (684-725)
Resolutie 684 van 30 januariVerlengde de interim VN-macht in Zuid-Libanon met zes maanden.
Resolutie 685 van 31 januariVerlengde de Waarnemingsgroep in Iran en Irak met één maand.
Resolutie 686 van 2 maartLegde Irak eisen op teneinde de vijandelijkheden te beëindigen.
Resolutie 687 van 3 aprilVoorwaarden gesteld aan Irak na de Golfoorlog.
Resolutie 688 van 5 aprilEiste dat Irak de repressie in het land stopte en vroeg hulp voor de vluchtelingen van die repressie.
Resolutie 689 van 9 aprilKeurde de modaliteiten voor de VN-Irak-Koeweit Waarnemingsmissie in het rapport van de Secretaris-Generaal goed.
Resolutie 690 van 29 aprilRichtte een VN-Missie voor de Volksraadpleging in de Westelijke Sahara op.
Resolutie 691 van 6 meiVerlengde de Waarnemingsgroep in Centraal-Amerika met zes maanden.
Resolutie 692 van 20 meiRichtte het Compensatiefonds voor Koeweit en de Commissie voor het beheer ervan op.
Resolutie 693 van 20 meiRiep de partijen in El Salvador op om de vredesonderhandelingen voort te zetten en richtte een waarnemingsmissie op.
Resolutie 694 van 24 meiHerhaalde dat Israël geen Palestijnse burgers mocht deporteren uit de bezette gebieden.
Resolutie 695 van 30 meiVerlengde de waarnemingsmissie in het Midden-Oosten met zes maanden.
Resolutie 696 van 30 meiBesloot tot de oprichting van de VN-Angola Verificatiemissie II.
Resolutie 697 van 14 juniVerlengde de vredesmissie in Cyprus met zes maanden.
Resolutie 698 van 14 juniBesloot dat verdere studie van het financieringsprobleem van de VN-macht in Cyprus nodig was.
Resolutie 699 van 17 juniLiet het IAEA toe controles op kernwapens te doen in Irak.
Resolutie 700 van 17 juniKeurde de richtlijnen voor het wapenembargo tegen Irak goed.
Resolutie 701 van 31 juliVerlengde de interim VN-macht in Zuid-Libanon met zes maanden.
Resolutie 702 van 8 augustusAanbevelingen Noord- en Zuid-Korea als VN-lidstaat.
Resolutie 703 van 9 augustusAanbeveling Micronesia als VN-lidstaat.
Resolutie 704 van 9 augustusAanbeveling Marshalleilanden als VN-lidstaat.
Resolutie 705 van 15 augustusBepaalde de bijdrage die Irak moest betalen aan het Compensatiefonds.
Resolutie 706 van 15 augustusVerkoop van Iraakse olie voor humanitaire noden.
Resolutie 707 van 15 augustusTerorderoeping van Irak om zijn verplichtingen na het verlies van de Golfoorlog na te leven.
Resolutie 708 van 28 augustusVastlegging datum voor de verkiezing van een nieuwe rechter voor het Internationaal Gerechtshof.
Resolutie 709 van 12 septemberAanbeveling Estland als VN-lidstaat.
Resolutie 710 van 12 septemberAanbeveling Letland als VN-lidstaat.
Resolutie 711 van 12 septemberAanbeveling Litouwen als VN-lidstaat.
Resolutie 712 van 19 septemberBevestiging van resolutie 706.
Resolutie 713 van 25 septemberLegde een wapenembargo op tegen Joegoslavië.
Resolutie 714 van 30 septemberWas tevreden over het bereikte akkoord en riep op tot verdere onderhandeling voor vrede in El Salvador.
Resolutie 715 van 11 oktoberKeurde de plannen van de Secretaris-Generaal inzake wapeninspecties in Irak goed.
Resolutie 716 van 11 oktoberBevestigde het standpunt over Cyprus en vroeg nog dat jaar een hoge internationale bijeenkomst te houden over de kwestie.
Resolutie 717 van 16 oktoberBesloot tot de oprichting van een VN-Vooruitgangsmissie in Cambodja.
Resolutie 718 van 31 oktoberSteunde de in Parijs gesloten akkoorden over Cambodja.
Resolutie 719 van 6 novemberVerlengde de Waarnemingsgroep in Centraal-Amerika met vijf maanden en 23 dagen.
Resolutie 720 van 21 novemberAanbeveling Boutros Boutros-Ghali als Secretaris-Generaal.
Resolutie 721 van 27 novemberDrong erop aan dat alle partijen in Joegoslavië het akkoord van Genève na zouden leven.
Resolutie 722 van 29 novemberVerlengde de waarnemingsmissie in het Midden-Oosten met zes maanden.
Resolutie 723 van 12 decemberVerlengde de vredesmissie in Cyprus met zes maanden.
Resolutie 724 van 15 decemberRichtte een comité op om toe te zien op het wapenembargo tegen Joegoslavië.
Resolutie 725 van 31 decemberRiep op om te werken aan de uitvoering van het plan dat was overeengekomen voor de Westelijke Sahara.

## 1992 (726-799)
Resolutie 726 van 6 januariVeroordeelde twaalf nieuwe deportaties van Palestijnen door Israël.
Resolutie 727 van 8 januariStuurde een missie van militaire afgevaardigden naar Joegoslavië voor het staakt-het-vuren.
Resolutie 728 van 8 januariRiep de partijen in Cambodja op te blijven samenwerken met de VN-missie en het staakt-het-vuren te respecteren.
Resolutie 729 van 14 januariBreidde uit en verlengde het mandaat van de VN-Waarnemingsmissie in El Salvador.
Resolutie 730 van 16 januariBeëindigde de Waarnemingsgroep in Centraal-Amerika.
Resolutie 731 van 21 januariVeroordeelde de aanslagen op twee vliegtuigen en drong aan op Libische medewerking aan het onderzoek.
Resolutie 732 van 23 januariAanbeveling Kazachstan als VN-lidstaat.
Resolutie 733 van 23 januariStelde een wapenembargo in tegen Somalië en riep op tot humanitaire hulp aan dat land.
Resolutie 734 van 29 januariVerlengde de interim VN-macht in Zuid-Libanon met zes maanden en stemde in met het effectiever maken van die Macht.
Resolutie 735 van 29 januariAanbeveling Armenië als VN-lidstaat.
Resolutie 736 van 29 januariAanbeveling Kirgizië als VN-lidstaat.
Resolutie 737 van 29 januariAanbeveling Oezbekistan als VN-lidstaat.
Resolutie 738 van 29 januariAanbeveling Tadzjikistan als VN-lidstaat.
Resolutie 739 van 5 februariAanbeveling Moldavië als VN-lidstaat.
Resolutie 740 van 7 februariRiep op tot aanvaarding van het VN-vredesplan voor Joegoslavië.
Resolutie 741 van 7 februariAanbeveling Turkmenistan als VN-lidstaat.
Resolutie 742 van 14 februariAanbeveling Azerbeidzjan als VN-lidstaat.
Resolutie 743 van 21 februariBesloot tot de oprichting van de VN-Beschermingsmacht in Joegoslavië.
Resolutie 744 van 25 februariAanbeveling San Marino als VN-lidstaat.
Resolutie 745 van 28 februariRichtte de VN-Overgangsautoriteit in Cambodja op en riep op tot samenwerking ermee.
Resolutie 746 van 17 maartRiep op om humanitaire hulp mogelijk te maken in Somalië.
Resolutie 747 van 24 maartBreidde het mandaat van de VN-Angola Verificatiemissie II uit met het toezicht op de aankomende verkiezingen.
Resolutie 748 van 31 maartLegde Libië en luchtvaart- en wapenembargo op.
Resolutie 749 van 7 aprilAutoriseerde de oprichting van de VN-Beschermingsmacht UNPROFOR in Joegoslavië.
Resolutie 750 van 10 aprilRiep op de ideeën voor een raamakkoord voor de kwestie-Cyprus te voltooien.
Resolutie 751 van 24 aprilRichtte een VN-operatie op voor Somalië en een Comité om toe te zien op het wapenembargo tegen dat land.
Resolutie 752 van 15 meiEiste dat alle buitenlandse- en irreguliere strijdkrachten in Bosnië en Herzegovina zich zouden terugtrekken of worden opgeheven.
Resolutie 753 van 18 meiAanbeveling Kroatië als VN-lidstaat.
Resolutie 754 van 18 meiAanbeveling Slovenië als VN-lidstaat.
Resolutie 755 van 20 meiAanbeveling Bosnië en Herzegovina als VN-lidstaat.
Resolutie 756 van 29 meiVerlengde de waarnemingsmissie in het Midden-Oosten met zes maanden.
Resolutie 757 van 30 meiLegde een handelsembargo op tegen Joegoslavië.
Resolutie 758 van 8 juniRiep op het staakt-het-vuren in Bosnië en Herzegovina te respecteren en de verdeling van hulpgoederen mogelijk te maken.
Resolutie 759 van 12 juniVerlengde de vredesmissie in Cyprus met zes maanden.
Resolutie 760 van 18 juniSloot hulpgoederen uit van het handelsembargo tegen Joegoslavië.
Resolutie 761 van 29 juniStond het sturen van bijkomende manschappen toe om vanuit de luchthaven van Sarajevo hulpgoederen te verdelen.
Resolutie 762 van 30 juniRiep de partijen in Joegoslavië op zich aan het VN-plan te houden en versterkte de VN-Beschermingsmacht.
Resolutie 763 van 6 juliAanbeveling Georgië als VN-lidstaat.
Resolutie 764 van 13 juliRiep op tot samenwerking met de VN-Beschermingsmacht en hulporganisaties in Bosnië en Herzegovina om hulpgoederen te kunnen verdelen.
Resolutie 765 van 16 juliRiep op het geweld in Zuid-Afrika te stoppen en de onderhandelingen te hervatten.
Resolutie 766 van 21 juliEiste dat een weigerende partij de inzet van de VN-Overgangsautoriteit en de uitvoer van fase II van het VN-plan alsnog zou toestaan.
Resolutie 767 van 27 juliRiep op om dringend noodhulp te voorzien voor de bevolking van Somalië.
Resolutie 768 van 30 juliVerlengde de interim VN-macht in Zuid-Libanon met zes maanden.
Resolutie 769 van 7 augustusBreidde het mandaat van de UNPROFOR-macht in ex-Joegoslavië uit en versterkte het.
Resolutie 770 van 13 augustusEiste dat de verdeling van hulpgoederen in Bosnië en Herzegovina werd mogelijk gemaakt en dat gedetineerden er humaan werden behandeld.
Resolutie 771 van 13 augustusEiste dat de vechtende partijen in Joegoslavië zich aan de internationale wetten zouden houden.
Resolutie 772 van 17 augustusAutoriseerde het sturen van VN-waarnemers naar Zuid-Afrika.
Resolutie 773 van 26 augustusWas tevreden over de Commissie die de grens tussen Irak en Koeweit moest afbakenen en vroeg dat werk snel te voltooien.
Resolutie 774 van 26 augustusVerwachtte nog in 1992 een raamakkoord om de kwestie-Cyprus op te lossen.
Resolutie 775 van 28 augustusWas tevreden over de humanitaire inspanningen in Somalië en vroeg dat het geweld er zou stoppen.
Resolutie 776 van 14 septemberAutoriseerde de uitbreiding van het mandaat van UNPROFOR in Bosnië en Herzegovina.
Resolutie 777 van 19 septemberBesloot dat Servië en Montenegro het VN-lidmaatschap van ex-Joegoslavië niet automatisch konden overnemen.
Resolutie 778 van 2 oktoberBesloot dat alle gelden uit de Iraakse olie-uitvoer moesten worden overgemaakt aan de VN.
Resolutie 779 van 6 oktoberAutoriseerde UNPROFOR om toe te zien op een overeenkomst tussen Kroatië en Servië en Montenegro.
Resolutie 780 van 6 oktoberVroeg een Commissie van Experts om schendingen van de Geneefse Conventies is ex-Joegoslavië te onderzoeken.
Resolutie 781 van 9 oktoberStelde een ban in op militaire vluchten boven Bosnië en Herzegovina.
Resolutie 782 van 13 oktoberStemde in met het sturen van waarnemers naar Mozambique.
Resolutie 783 van 13 oktoberEiste dat een weigerende partij de inzet van de VN-Overgangsautoriteit en de uitvoer van fase II van het VN-plan alsnog zou toestaan.
Resolutie 784 van 30 oktoberStemde in met een tijdelijke uitbreiding van het mandaat van ONUSAL in El Salvador.
Resolutie 785 van 30 oktoberVerlengde de UNAVEM II-missie in Angola tot 30 november.
Resolutie 786 van 10 novemberStemde in met een versterking van de UNPROFOR-missie in Bosnië en Herzegovina.
Resolutie 787 van 16 novemberVerbood doorvoer via Servië en Montenegro.
Resolutie 788 van 19 novemberStelde een wapenembargo in tegen Liberia.
Resolutie 789 van 25 novemberDrong erop aan dat alle betrokkenen in Cyprus bijdroegen aan een vertrouwelijke sfeer om tot een akkoord te komen.
Resolutie 790 van 25 novemberVerlengde de waarnemingsmissie in het Midden-Oosten met zes maanden.
Resolutie 791 van 30 novemberVerlengde de waarnemingsmissie in El Salvador met zes maanden.
Resolutie 792 van 30 novemberVeroordeelde de Cambodjaanse PDK voor het niet naleven van haar verplichtingen uit de vredesakkoorden.
Resolutie 793 van 30 novemberVerlengde de vredesmissie in Angola met twee maanden.
Resolutie 794 van 3 decemberGaf toestemming voor een militaire interventie in Somalië.
Resolutie 795 van 11 decemberAutoriseerde de uitbreiding van UNPROFOR naar Macedonië.
Resolutie 796 van 14 decemberVerlengde de vredesmissie in Cyprus met zes maanden.
Resolutie 797 van 16 decemberBesloot tot de oprichting van de VN-operatie in Mozambique.
Resolutie 798 van 18 decemberSteunde een Europees onderzoek naar massale opsluitingen en verkrachtingen in Bosnië en Herzegovina.
Resolutie 799 van 18 decemberVeroordeelde honderden deportaties van Palestijnen door Israël.

## 1993 (800-892)
Resolutie 800 van 8 januariAanbeveling Slowakije als VN-lidstaat.
Resolutie 801 van 8 januariAanbeveling Tsjechië als VN-lidstaat.
Resolutie 802 van 25 januariVeroordeelde en eiste een einde van de aanvallen op UNPROFOR door Kroatische troepen.
Resolutie 803 van 28 januariVerlengde de interim VN-macht in Zuid-Libanon met zes maanden.
Resolutie 804 van 29 januariVerlengde de vredesmissie in Angola met drie maanden.
Resolutie 805 van 4 februariVastlegging datum voor de verkiezing van een nieuwe rechter voor het Internationaal Gerechtshof.
Resolutie 806 van 5 februariBreidde de taken van de VN-Waarnemingsmissie in Irak en Koeweit uit.
Resolutie 807 van 19 februariVerlengde en versterkte de VN-vredesmissie in Kroatië.
Resolutie 808 van 22 februariRichtte het Joegoslaviëtribunaal op.
Resolutie 809 van 2 maartVroeg de Secretaris-Generaal meer te doen om de onenigheid tussen de partijen in de Westelijke Sahara op te lossen.
Resolutie 810 van 8 maartEiste een einde aan het geweld en vreedzame verkiezingen in Cambodja.
Resolutie 811 van 12 maartEiste een staakt-het-vuren en de hervatting van de dialoog in Angola.
Resolutie 812 van 12 maartRiep op tot een staakt-het-vuren en verdere onderhandelingen in Rwanda.
Resolutie 813 van 26 maartRiep op het vredesakkoord in Liberia uit te voeren.
Resolutie 814 van 26 maartBreidde de vredesmacht in Somalië uit en verlengde ze.
Resolutie 815 van 30 maartVerlengde de VN-vredesmissie in Kroatië.
Resolutie 816 van 31 maartAutoriseerde het militair afdwingen van het vliegverbod boven Bosnië en Herzegovina.
Resolutie 817 van 7 aprilAanbeveling Macedonië als VN-lidstaat.
Resolutie 818 van 14 aprilRiep de partijen in Mozambique op zich aan het vredesakkoord te houden.
Resolutie 819 van 16 aprilEiste dat Srebrenica werd gerespecteerd als veilig gebied.
Resolutie 820 van 18 aprilVerstrengde het handelsembargo tegen Servië en Montenegro.
Resolutie 821 van 28 aprilBevestigde dat Servië en Montenegro het VN-lidmaatschap van ex-Joegoslavië niet automatisch konden overnemen.
Resolutie 822 van 30 aprilRiep op tot een staakt-het-vuren en onderhandelingen tussen Armenië en Azerbeidzjan.
Resolutie 823 van 30 aprilVerlengde de vredesmissie in Angola tot 31 mei.
Resolutie 824 van 6 meiBreidde het aantal veilige gebieden in Bosnië en Herzegovina uit.
Resolutie 825 van 11 meiVroeg Noord-Korea om partij van het Non-proliferatieverdrag over Kernwapens te blijven.
Resolutie 826 van 20 meiWas tevreden over de aankomende verkiezingen in Cambodja en herinnerde de partijen aan hun verplichting om de uitslag ervan na te leven.
Resolutie 827 van 25 meiBevestigde de oprichting van het Joegoslaviëtribunaal.
Resolutie 828 van 26 meiAanbeveling Eritrea als VN-lidstaat.
Resolutie 829 van 26 meiAanbeveling Monaco als VN-lidstaat.
Resolutie 830 van 26 meiVerlengde de waarnemingsmissie in het Midden-Oosten met zes maanden.
Resolutie 831 van 27 meiGaf de intentie om de vredesmacht in Cyprus grondig te herzien aan.
Resolutie 832 van 27 meiVerlengde de waarnemingsmissie in El Salvador en verbrede diens mandaat.
Resolutie 833 van 27 meiEiste dat Irak en Koeweit de afgebakende grens tussen beide landen respecteerden.
Resolutie 834 van 1 juniVerlengde de vredesmissie in Angola met 45 dagen en vroeg de gesprekken te hervatten.
Resolutie 835 van 2 juniRiep op de uitslag van de verkiezingen in Cambodja te respecteren en vreedzaam een democratische regering te vormen.
Resolutie 836 van 4 juniVerbrede het mandaat van de vredesmacht in Bosnië en Herzegovina.
Resolutie 837 van 6 juniVeroordeelde aanvallen op de vredesmacht in Somalië en vroeg de versterking van die macht.
Resolutie 838 van 10 juniVroeg een verder rapport naar het toezicht op de grenzen van Bosnië en Herzegovina.
Resolutie 839 van 11 juniVerlengde de vredesmissie in Cyprus met zes maanden.
Resolutie 840 van 15 juniRiep op de uitslag van de verkiezingen in Cambodja te respecteren en zo snel mogelijk een regering te vormen.
Resolutie 841 van 16 juniStelde een handelsembargo in tegen Haïti.
Resolutie 842 van 18 juniBreidde de vredesmacht in Bosnië en Herzegovina op aanbod van de Verenigde Staten.
Resolutie 843 van 18 juniVroeg dat het Comité dat verzoeken om bijstand uit ex-Joegoslavië moest onderzoeken aanbevelingen maakte bij elk verzoek.
Resolutie 844 van 18 juniAutoriseerde de versterking van de vredesmacht in Bosnië en Herzegovina.
Resolutie 845 van 18 juniVroeg het geschil over de naam "Macedonië" met Griekenland spoedig op te lossen.
Resolutie 846 van 22 juniRichtte de waarnemingsmissie in Rwanda en Oeganda op.
Resolutie 847 van 30 juniVerlengde de vredesmacht in ex-Joegoslavië tot 30 september.
Resolutie 848 van 8 juliAanbeveling Andorra als VN-lidstaat.
Resolutie 849 van 9 juliRiep op tot een staakt-het-vuren in Abchazië.
Resolutie 850 van 9 juliRiep op de troepen te demobiliseren en een nieuw Mozambikaans eenheidsleger te vormen.
Resolutie 851 van 15 juliVerlengde de vredesmissie in Angola met twee maanden.
Resolutie 852 van 28 juliVerlengde de interim VN-macht in Zuid-Libanon met zes maanden.
Resolutie 853 van 29 juliEiste het einde van de vijandelijkheden tussen Armenië en Azerbeidzjan.
Resolutie 854 van 6 augustusStond het sturen van 10 militaire waarnemers naar Abchazië toe.
Resolutie 855 van 9 augustusRiep Servië en Montenegro op de missies van de OVSE alsnog te laten verder werken.
Resolutie 856 van 10 augustusStuurde een voorhoede van 30 VN-waarnemers naar Liberia.
Resolutie 857 van 20 augustusLegde de lijst met kandidaten voor rechter van het Joegoslaviëtribunaal vast.
Resolutie 858 van 24 augustusRichtte de waarnemingsmissie in Georgië op.
Resolutie 859 van 24 augustusRiep op tot een staakt-het-vuren en respect voor het humanitaire recht in Bosnië en Herzegovina.
Resolutie 860 van 27 augustusBevestigde de nakende terugtrekking van de VN-Overgangsautoriteit in Cambodja.
Resolutie 861 van 27 augustusSchorste het handelsembargo tegen Haïti.
Resolutie 862 van 31 augustusStemde in met het sturen van een voorhoede van een eventuele VN-missie in Haïti.
Resolutie 863 van 13 septemberVroeg de vooruitgang in het vredesproces in Mozambique door te zetten.
Resolutie 864 van 15 septemberVerlengde de vredesmissie in Angola met drie maanden en legde een wapenembargo op tegen UNITA.
Resolutie 865 van 22 septemberVroeg dat de politie en het gerecht in Somalië dringend in ere werden hersteld.
Resolutie 866 van 22 septemberRichtte de waarnemingsmissie in Liberia op.
Resolutie 867 van 23 septemberRichtte de vredesmissie UNMIH in Haïti op.
Resolutie 868 van 29 septemberBepaalde de voorwaarden voor VN-operaties inzake veiligheid.
Resolutie 869 van 30 septemberVerlengde de vredesmacht in Bosnië en Herzegovina en Kroatië tot 1 oktober.
Resolutie 870 van 1 oktoberVerlengde de vredesmacht in ex-Joegoslavië tot 5 oktober.
Resolutie 871 van 4 oktoberVerlengde de vredesmacht in ex-Joegoslavië tot 31 maart 1994.
Resolutie 872 van 5 oktoberRichtte de vredesmissie UNAMIR in Rwanda op.
Resolutie 873 van 13 oktoberHief de schorsing van het handelsembargo tegen Haïti op.
Resolutie 874 van 14 oktoberRiep op stappen te zetten naar een onderhandelde oplossing voor het conflict tussen Armenië en Azerbeidzjan.
Resolutie 875 van 16 oktoberVroeg de lidstaten maatregelen te nemen om het handelsembargo tegen Haïti te doen naleven.
Resolutie 876 van 19 oktoberVroeg toegang voor humanitaire hulp tot Abchazië.
Resolutie 877 van 21 oktoberBenoemde de openbaar aanklager voor het Joegoslaviëtribunaal.
Resolutie 878 van 29 oktoberVerlengde de vredesmacht in Somalië tot 18 november.
Resolutie 879 van 29 oktoberVerlengde de vredesmissie in Mozambique tot 5 november.
Resolutie 880 van 4 novemberWas tevreden over de afloop van het vredesproces in Cambodja en verlengde de terugtrekkingsperiode van de VN-Overgangsautoriteit.
Resolutie 881 van 4 novemberStemde in met de verdere aanwezigheid van de waarnemingsmissie in Georgië tot 31 januari 1994.
Resolutie 882 van 5 novemberVerlengde de vredesmissie in Mozambique met 6 maanden.
Resolutie 883 van 11 novemberLegde een olie- en gasboycot op tegen Libië.
Resolutie 884 van 12 novemberVroeg het geweld tussen Armenië en Azerbeidzjan te stoppen, terug te keren naar het staakt-het-vuren en de onderhandelingen te hervatten.
Resolutie 885 van 16 novemberAutoriseerde de oprichting van een onderzoekscommissie naar aanvallen op de vredesmissie in Somalië.
Resolutie 886 van 18 novemberVerlengde de vredesmissie in Somalië tot 31 mei 1994.
Resolutie 887 van 29 novemberVerlengde de waarnemingsmissie in het Midden-Oosten met zes maanden.
Resolutie 888 van 30 novemberVerlengde de waarnemingsmissie in El Salvador tot 31 mei 1994.
Resolutie 889 van 15 decemberVerlengde de vredesmissie in Cyprus met zes maanden.
Resolutie 890 van 15 decemberVerlengde de vredesmissie in Angola tot 16 maart 1994.
Resolutie 891 van 20 decemberVerlengde de waarnemingsmissie in Rwanda met 6 maanden.
Resolutie 892 van 22 decemberAutoriseerde het sturen van 50 bijkomende waarnemers naar Georgië.

## 1994 (893-969)
Resolutie 893 van 6 januariBevestigde de inzet van een tweede bataljon van de waarnemingsmissie in Rwanda.
Resolutie 894 van 14 januariStemde in met wijzigingen aan de waarnemingsmissie in Zuid-Afrika.
Resolutie 895 van 28 januariVerlengde de interim VN-macht in Zuid-Libanon met zes maanden.
Resolutie 896 van 31 januariVerlengde de waarnemingsmissie in Georgië tot 7 maart.
Resolutie 897 van 4 februariWijzigde het mandaat en autoriseerde een versterking van de vredesmissie in Somalië.
Resolutie 898 van 23 februariAutoriseerde een politiecomponent binnen en de terugtrekking van een deel van de militairen van de vredesmacht in Mozambique.
Resolutie 899 van 4 maartBesloot dat compensaties mochten worden betaald aan Iraakse burgers wiens eigendommen in Koeweit kwamen te liggen na de grensafbakening.
Resolutie 900 van 4 maartVroeg het normale leven te herstellen in en rond Sarajevo.
Resolutie 901 van 4 maartVerlengde de waarnemingsmissie in Georgië tot 31 maart.
Resolutie 902 van 11 maartVroeg dat er snel een akkoord kwam over vertrouwensmaatregelen in Cyprus.
Resolutie 903 van 16 maartVerlengde de vredesmissie in Angola tot 31 mei.
Resolutie 904 van 18 maartVeroordeelde de slachtpartij in een moskee in Hebron.
Resolutie 905 van 23 maartVerlengde de vredesmissie in Haïti tot 30 juni.
Resolutie 906 van 25 maartVerlengde de waarnemingsmissie in Georgië tot 30 juni.
Resolutie 907 van 29 maartVroeg eind juni te beginnen met de registratie van kiezers voor de volksraadpleging in de Westelijke Sahara.
Resolutie 908 van 31 maartVerlengde de vredesmacht in Bosnië en Herzegovina en Kroatië tot 30 september.
Resolutie 909 van 5 aprilVerlengde de waarnemingsmacht in Rwanda tot 29 juli.
Resolutie 910 van 14 aprilStond een uitzondering op het vliegverbod naar Libië toe voor een verkenningsteam.
Resolutie 911 van 21 aprilVerlengde de waarnemingsmissie in Liberia tot 22 oktober.
Resolutie 912 van 21 aprilWijzigde het mandaat van de vredesmacht in Rwanda.
Resolutie 913 van 22 aprilEiste een staakt-het-vuren in de stad Goražde in Bosnië en Herzegovina.
Resolutie 914 van 27 aprilAutoriseerde de versterking van UNPROFOR in Bosnië en Herzegovina en Kroatië.
Resolutie 915 van 4 meiRichtte de waarnemingsmissie in de Aouzoustrook op.
Resolutie 916 van 5 meiVerlengde de vredesmissie in Mozambique tot 15 november.
Resolutie 917 van 6 meiBreidde het handelsembargo tegen Haïti uit.
Resolutie 918 van 17 meiBreidde het mandaat en de sterkte van de vredesmacht in Rwanda uit en legde een wapenembargo op.
Resolutie 919 van 25 meiHief alle sancties tegen Zuid-Afrika op.
Resolutie 920 van 26 meiVerlengde de waarnemingsmissie in El Salvador tot 30 november.
Resolutie 921 van 26 meiVerlengde de waarnemingsmissie in het Midden-Oosten met zes maanden.
Resolutie 922 van 31 meiVerlengde de vredesmissie in Angola tot 30 juni.
Resolutie 923 van 31 meiVerlengde de vredesmissie in Somalië tot 30 september.
Resolutie 924 van 1 juniVroeg een staakt-het-vuren in Jemen en stuurde een onderzoeksmissie.
Resolutie 925 van 8 juniVerlengde de vredesmacht in Rwanda tot 9 december.
Resolutie 926 van 13 juniDoekte de waarnemingsmissie in de Aouzoustrook op.
Resolutie 927 van 15 juniVerlengde de vredesmacht in Cyprus tot 31 december.
Resolutie 928 van 20 juniVerlengde de waarnemingsmissie in Rwanda en Oeganda tot 21 september.
Resolutie 929 van 22 juniStond een multinationale humanitaire operatie van 2 maanden in Rwanda toe.
Resolutie 930 van 27 juniBeëindigde de waarnemingsmissie in Zuid-Afrika.
Resolutie 931 van 29 juniVroeg een staakt-het-vuren en een hervatting van de dialoog in Jemen.
Resolutie 932 van 30 juniVerlengde de vredesmissie in Angola tot 30 september.
Resolutie 933 van 30 juniVerlengde de vredesmissie in Haïti tot 31 juli.
Resolutie 934 van 30 juniVerlengde de waarnemingsmissie in Georgië tot 21 juli.
Resolutie 935 van 1 juliRichtte een commissie op om de mogelijke genocide in Rwanda te onderzoeken.
Resolutie 936 van 8 juliStelde de openbaar aanklager van het Joegoslaviëtribunaal aan.
Resolutie 937 van 21 juliVerlengde de waarnemingsmissie in Georgië tot 13 januari 1995 en omschreef diens mandaat.
Resolutie 938 van 28 juliVerlengde de interim VN-macht in Zuid-Libanon met zes maanden.
Resolutie 939 van 29 juliVroeg dat de vertrouwensmaatregelen die in Cyprus waren overeengekomen uitgevoerd werden.
Resolutie 940 van 31 juliVerlengde de vredesmissie in Haïti met 6 maanden en stemde in met een multinationale interventie.
Resolutie 941 van 23 septemberEiste dat de etnische zuiveringen in Bosnië en Herzegovina stopten en dat de VN toegang kregen tot de Bosnisch-Servische gebieden.
Resolutie 942 van 23 septemberLegde de Serviërs in Bosnië en Herzegovina bijkomende economische sancties op.
Resolutie 943 van 23 septemberVerlichtte de sancties tegen Servië en Montenegro als die de grens met Bosnië en Herzegovina sloot.
Resolutie 944 van 29 septemberHief de sancties tegen Haïti op.
Resolutie 945 van 29 septemberVerlengde de vredesmissie in Angola tot 31 oktober.
Resolutie 946 van 30 septemberVerlengde de vredesmissie in Somalië met 1 maand.
Resolutie 947 van 30 septemberVerlengde de beschermingsmacht in ex-Joegoslavië tot 31 maart 1995.
Resolutie 948 van 15 oktoberWas tevreden over het herstel van de democratie in Haïti.
Resolutie 949 van 15 oktoberEiste dat Irak de troepen die het naar de grens met Koeweit stuurde terugtrok.
Resolutie 950 van 21 oktoberVerlengde de waarnemingsmissie in Liberia tot 13 januari 1995.
Resolutie 951 van 21 oktoberVastlegging datum voor de verkiezing van een nieuwe rechter voor het Internationaal Gerechtshof.
Resolutie 952 van 27 oktoberVerlengde de vredesmissie in Angola tot 8 december.
Resolutie 953 van 31 oktoberVerlengde de vredesmissie in Somalië tot 4 november.
Resolutie 954 van 4 novemberVerlengde de vredesmissie in Somalië tot 31 maart 1995.
Resolutie 955 van 8 novemberRichtte het Rwandatribunaal op.
Resolutie 956 van 10 novemberBeëindigde de status van Palau als mandaatgebied.
Resolutie 957 van 15 novemberVerlengde de vredesmissie in Mozambique tot de nieuwe regering in dat land geïnstalleerd was.
Resolutie 958 van 19 novemberStond toe dat de lidstaten hun luchtmacht inzetten om de VN-Beschermde Gebieden in Kroatië te beveiligen.
Resolutie 959 van 19 novemberVroeg dat de VN-Beschermde Gebieden in Bosnië en Herzegovina en Kroatië beter beschermd werden.
Resolutie 960 van 21 novemberSteunde de verkiezingsuitslag in Mozambique.
Resolutie 961 van 23 novemberVerlengde de waarnemingsmissie in El Salvador tot 30 april 1995.
Resolutie 962 van 29 novemberVerlengde de waarnemingsmissie in het Midden-Oosten met zes maanden.
Resolutie 963 van 29 novemberAanbeveling Palau als VN-lidstaat.
Resolutie 964 van 29 novemberAutoriseerde een versterking van de voorhoede van de vredesmissie in Haïti tot 500 man.
Resolutie 965 van 30 novemberVerlengde de vredesmacht in Rwanda tot 9 juni 1995 en breidde het mandaat uit.
Resolutie 966 van 8 decemberVerlengde de vredesmissie in Angola tot 8 februari 1995.
Resolutie 967 van 14 decemberStond 30 dagen lang toe dat tegenmiddel voor difterie werd uitgevoerd uit Servië en Montenegro.
Resolutie 968 van 16 decemberRichtte de waarnemingsmissie in Tadzjikistan op.
Resolutie 969 van 21 decemberVerlengde de vredesmacht in Cyprus tot 30 juni 1995.

## 1995 (970-1035)
Resolutie 970 van 12 januariSchortte de sancties tegen Servië en Montenegro 100 dagen op.
Resolutie 971 van 12 januariVerlengde de waarnemingsmissie in Georgië tot 15 mei.
Resolutie 972 van 13 januariVerlengde de waarnemingsmissie in Liberia tot 13 april.
Resolutie 973 van 13 januariVerlengde de missie in de Westelijke Sahara tot 31 mei.
Resolutie 974 van 30 januariVerlengde de interim VN-macht in Zuid-Libanon met zes maanden.
Resolutie 975 van 30 januariVerlengde de vredesmissie in Haïti met 6 maanden.
Resolutie 976 van 8 februariRichtte de UNAVEM III-vredesmacht in Angola op.
Resolutie 977 van 22 februariBesloot dat de zetel van het Rwandatribunaal in Arusha kwam.
Resolutie 978 van 27 februariVroeg alle landen de aanhouding van de plegers van de Rwandese genocide.
Resolutie 979 van 9 maartVastlegging datum voor de verkiezing van een nieuwe rechter voor het Internationaal Gerechtshof.
Resolutie 980 van 22 maartVastlegging datum voor de verkiezing van een nieuwe rechter voor het Internationaal Gerechtshof.
Resolutie 981 van 31 maartRichtte de VN-Vertrouwenshersteloperatie in Kroatië op.
Resolutie 982 van 31 maartVerlengde de beschermingsmacht in ex-Joegoslavië tot 30 november.
Resolutie 983 van 31 maartRichtte de VN-Voorkomende Ontplooiingsmacht in Macedonië op.
Resolutie 984 van 11 aprilDe Veiligheidsraad moet onmiddellijk ingrijpen als een niet-kernland met kernwapens wordt aangevallen.
Resolutie 985 van 13 aprilVerlengde de waarnemingsmissie in Liberia tot 30 juni.
Resolutie 986 van 14 aprilOprichting Olie-voor-voedselprogramma voor de humanitaire noden van de Iraakse bevolking.
Resolutie 987 van 19 aprilEiste dat het geweld in Bosnië en Herzegovina stopte en de onderhandelingen werden hervat.
Resolutie 988 van 21 aprilSchortte de sancties tegen Servië en Montenegro op tot 5 juli.
Resolutie 989 van 24 aprilLegde de lijst met kandidaten voor rechter van het Rwandatribunaal vast.
Resolutie 990 van 28 aprilAutoriseerde de inzet van de vredesmacht in Kroatië.
Resolutie 991 van 28 aprilBevestigde de beëindiging van de waarnemingsmissie in El Salvador.
Resolutie 992 van 11 meiStond tijdelijk toe dat schepen uit Servië en Montenegro de sluizen aan de Roemeense oever van de Donau gebruikten terwijl die aan de andere oever hersteld werden.
Resolutie 993 van 12 meiVerlengde de waarnemingsmissie in Georgië tot 12 januari 1996.
Resolutie 994 van 17 meiEiste dat Kroatië zich terugtrok.
Resolutie 995 van 26 meiVerlengde de missie in de Westelijke Sahara tot 30 juni.
Resolutie 996 van 26 meiVerlengde de waarnemingsmissie in het Midden-Oosten met zes maanden.
Resolutie 997 van 9 juniVerlengde de vredesmacht in Rwanda, verminderde het aantal troepen en breidde het mandaat uit.
Resolutie 998 van 16 juniVersterkte de vredesmacht in Bosnië en Herzegovina met 12.500 manschappen.
Resolutie 999 van 16 juniVerlengde de waarnemingsmissie in Tadzjikistan tot 15 december.
Resolutie 1000 van 23 juniVerlengde de vredesmissie in Cyprus tot 31 december 1995.
Resolutie 1001 van 30 juniVerlengde de waarnemingsmissie in Liberia tot 15 september.
Resolutie 1002 van 30 juniVerlengde de missie in de Westelijke Sahara tot 30 september.
Resolutie 1003 van 5 juliSchortte de sancties tegen Servië en Montenegro op tot 18 september.
Resolutie 1004 van 12 juliEiste dat het offensief tegen Srebrenica gestaakt werd.
Resolutie 1005 van 17 juliStond toe dat Rwanda springstof invoerde voor ontmijningsoperaties.
Resolutie 1006 van 28 juliVerlengde de interim VN-macht in Zuid-Libanon met zes maanden.
Resolutie 1007 van 31 juliVerlengde de vredesmissie in Haïti met 7 maanden.
Resolutie 1008 van 7 augustusVerlengde de vredesmissie in Angola tot 8 februari 1996.
Resolutie 1009 van 10 augustusEiste dat Kroatië zijn militaire offensief staakte.
Resolutie 1010 van 10 augustusEiste dat de Bosnische Serviërs de rechten van ontheemden en gevangenen in hun gebied in Bosnië en Herzegovina respecteerden.
Resolutie 1011 van 16 augustusHief de wapenbeperkingen tegen de Rwandese overheid op tot 1 september 1996.
Resolutie 1012 van 25 augustusRichtte een onderzoekscommissie op naar de genocide in Burundi.
Resolutie 1013 van 7 septemberRichtte een onderzoekscommissie op naar illegale wapentrafiek naar Rwandezen in het Grote Merengebied.
Resolutie 1014 van 15 septemberVerlengde de waarnemingsmissie in Liberia tot 31 januari 1996.
Resolutie 1015 van 15 septemberSchortte de sancties tegen Servië en Montenegro op tot 18 maart 1996.
Resolutie 1016 van 21 septemberRiep op de offensieven in West-Bosnië te stoppen.
Resolutie 1017 van 22 septemberVerlengde de missie in de Westelijke Sahara tot 31 januari 1996.
Resolutie 1018 van 7 novemberVastlegging datum voor de verkiezing van een nieuwe rechter voor het Internationaal Gerechtshof.
Resolutie 1019 van 9 novemberEiste dat de mensenrechten werden gerespecteerd in Bosnië en Herzegovina en Kroatië.
Resolutie 1020 van 10 novemberWijzigde het mandaat van de waarnemingsmacht in Liberia.
Resolutie 1021 van 22 novemberHief het wapenembargo tegen ex-Joegoslavië op.
Resolutie 1022 van 22 novemberSchorste de strafmaatregelen tegen Bosnië en Herzegovina, Kroatië en Servië en Montenegro voor onbepaalde duur.
Resolutie 1023 van 22 novemberVerwelkomde een akkoord tussen Kroatië en de Kroatische Serviërs.
Resolutie 1024 van 28 novemberVerlengde de waarnemingsmissie in het Midden-Oosten met zes maanden.
Resolutie 1025 van 30 novemberVerlengde de vredesmacht in Kroatië een laatste keer tot 15 januari 1996.
Resolutie 1026 van 30 novemberVerlengde de vredesmissie in Bosnië en Herzegovina tot 31 januari 1996.
Resolutie 1027 van 30 novemberVerlengde de vredesmissie in Macedonië tot 30 mei 1996.
Resolutie 1028 van 8 decemberVerlengde de vredesmissie in Rwanda tot 12 december.
Resolutie 1029 van 12 decemberVerlengde de vredesmissie in Rwanda tot 8 maart 1996 en paste het mandaat aan.
Resolutie 1030 van 14 decemberVerlengde de waarnemingsmissie in Tadzjikistan tot 15 juni 1996.
Resolutie 1031 van 15 decemberStond de lidstaten toe een vredesmissie op te richten in Bosnië en Herzegovina.
Resolutie 1032 van 19 decemberVerlengde de vredesmissie in Cyprus tot 30 juni 1996.
Resolutie 1033 van 19 decemberRiep op tot een akkoord over het identificatieproces van stemgerechtigden voor de volksraadpleging in de Westelijke Sahara.
Resolutie 1034 van 21 decemberVeroordeelde de mensenrechtenschendingen in Bosnië en Herzegovina.
Resolutie 1035 van 21 decemberRichtte de VN-burgerpolitiemacht op in Bosnië en Herzegovina.

## 1996 (1036-1092)
Resolutie 1036 van 12 januariVerlengde de waarnemingsmissie in Georgië tot 12 juli.
Resolutie 1037 van 15 januariRichtte een overgangsbestuur op in Noordoost-Kroatië.
Resolutie 1038 van 15 januariVerlengde het waarnemingsmandaat in Prevlaka met 3 maanden.
Resolutie 1039 van 29 januariVerlengde de interim VN-macht in Zuid-Libanon met zes maanden.
Resolutie 1040 van 29 januariVroeg dat de veiligheid van VN- en hulppersoneel in Burundi werd verbeterd.
Resolutie 1041 van 29 januariVerlengde de waarnemingsmissie in Liberia tot 31 mei.
Resolutie 1042 van 31 januariVerlengde de missie in de Westelijke Sahara tot 31 mei.
Resolutie 1043 van 31 januariAutoriseerde 100 militaire waarnemers voor het overgangsbestuur in Noordoost-Kroatië.
Resolutie 1044 van 31 januariVeroordeelde de moordaanslag tegen de president van Egypte in Ethiopië en riep Soedan op 3 verdachten uit te leveren.
Resolutie 1045 van 8 februariVerlengde de vredesmissie in Angola tot 8 mei.
Resolutie 1046 van 13 februariAutoriseerde de versterking van de vredesmacht in Macedonië met 50 man.
Resolutie 1047 van 29 februariAanstelling openbaar aanklager van het Joegoslaviëtribunaal en het Rwandatribunaal.
Resolutie 1048 van 29 februariVerlengde de vredesmacht in Haïti met 4 maanden en verlaagde het aantal manschappen.
Resolutie 1049 van 5 maartVroeg dat het geweld in Burundi stopte en onderhandelingen begonnen.
Resolutie 1050 van 8 maartVroeg een betere beveiliging van het Rwandatribunaal.
Resolutie 1051 van 27 maartVoerde een nieuw mechanisme in voor wapenleveringen aan Irak.
Resolutie 1052 van 18 aprilVroeg een einde aan de vijandelijkheden in Libanon.
Resolutie 1053 van 23 aprilVroeg de buurlanden van Rwanda mee te werken aan het onderzoek naar wapenleveringen aan Rwandese niet-regeringstroepen.
Resolutie 1054 van 26 aprilLegde sancties op tegen Soedan.
Resolutie 1055 van 8 meiVerlengde de vredesmissie in Angola tot 11 juli.
Resolutie 1056 van 29 meiVerlengde de missie in de Westelijke Sahara tot 30 november.
Resolutie 1057 van 30 meiVerlengde de waarnemingsmissie in het Midden-Oosten met zes maanden.
Resolutie 1058 van 30 meiVerlengde de vredesmissie in Macedonië tot 30 november.
Resolutie 1059 van 31 meiVerlengde de waarnemingsmissie in Liberia tot 31 augustus.
Resolutie 1060 van 12 juniEiste dat Irak wapeninspecteurs toegang gaf tot te inspecteren sites.
Resolutie 1061 van 14 juniVerlengde de waarnemingsmissie in Tadzjikistan tot 15 december.
Resolutie 1062 van 28 juniVerlengde de vredesmissie in Cyprus tot 31 december.
Resolutie 1063 van 28 juniRichtte de ondersteuningsmissie in Haïti op.
Resolutie 1064 van 11 juliVerlengde de vredesmissie in Angola tot 11 oktober.
Resolutie 1065 van 12 juliVerlengde de waarnemingsmissie in Georgië tot 31 januari 1997.
Resolutie 1066 van 15 juliAutoriseerde de VN-waarnemers om te blijven toezien op de demilitarisatie van Prevlaka.
Resolutie 1067 van 26 juliVroeg de naleving van de internationale regels over burgerluchtvaart nadat Cuba 2 burgervliegtuigen neerschoot.
Resolutie 1068 van 30 juliVerlengde de interim VN-macht in Zuid-Libanon met zes maanden.
Resolutie 1069 van 30 juliAutoriseerde 100 militaire waarnemers voor het overgangsbestuur in Noordoost-Kroatië.
Resolutie 1070 van 16 augustusLegde bijkomende sancties op tegen Soedan.
Resolutie 1071 van 30 augustusVerlengde de waarnemingsmissie in Liberia tot 30 november.
Resolutie 1072 van 30 augustusVroeg dat de vijandelijkheden in Burundi werden beëindigt en onderhandelingen begonnen.
Resolutie 1073 van 28 septemberVroeg daden die de situatie verergerden terug te draaien en de onderhandelingen in het vredesproces voor het Midden-Oosten te hervatten.
Resolutie 1074 van 1 oktoberHief de strafmaatregelen tegen Bosnië en Herzegovina op.
Resolutie 1075 van 11 oktoberVerlengde de vredesmissie in Angola tot 11 december.
Resolutie 1076 van 22 oktoberVroeg een einde aan de vijandelijkheden en een politieke dialoog in Afghanistan.
Resolutie 1077 van 22 oktoberBepaalde dat het nieuwe VN-kantoor voor de mensenrechten in Abchazië zou deel uitmaken van de waarnemingsmissie in Georgië.
Resolutie 1078 van 9 novemberVroeg dat de vijandelijkheden in het Grote Merengebied werden gestaakt, werd gewerkt aan een vreedzame oplossing en de humanitaire hulp aan vluchtelingen werd hervat.
Resolutie 1079 van 15 novemberVerlengde het overgangsbestuur in Noordoost-Kroatië met 6 maanden.
Resolutie 1080 van 15 novemberLiet een humanitaire operatie in Oost-Zaïre toe tot 31 maart 1997.
Resolutie 1081 van 27 novemberVerlengde de waarnemingsmissie in het Midden-Oosten met zes maanden.
Resolutie 1082 van 27 novemberVerlengde de vredesmissie in Macedonië tot 31 mei 1997.
Resolutie 1083 van 27 novemberVerlengde de waarnemingsmissie in Liberia tot 31 maart 1997.
Resolutie 1084 van 27 novemberVerlengde de missie in de Westelijke Sahara tot 31 mei 1997.
Resolutie 1085 van 29 novemberVerlengde de ondersteuningsmissie in Haïti tot 5 december.
Resolutie 1086 van 5 decemberVerlengde de ondersteuningsmissie in Haïti tot 31 mei 1997.
Resolutie 1087 van 11 decemberVerlengde de vredesmissie in Angola tot 28 februari 1997.
Resolutie 1088 van 12 decemberAutoriseerde de SFOR-macht en verlengde de VN-missie in Bosnië en Herzegovina tot 21 december 1997.
Resolutie 1089 van 13 decemberVerlengde de waarnemingsmissie in Tadzjikistan tot 15 maart 1997.
Resolutie 1090 van 13 decemberAanbeveling Kofi Annan als Secretaris-Generaal.
Resolutie 1091 van 13 decemberEerbetoon aan uittredend Secretaris-Generaal Boutros Boutros-Ghali.
Resolutie 1092 van 23 decemberVerlengde de vredesmissie in Cyprus tot 30 juni 1997.

## 1997 (1093-1146)
Resolutie 1093 van 14 januariAutoriseerde de VN-waarnemers om te blijven toezien op de demilitarisatie van Prevlaka tot 15 juli.
Resolutie 1094 van 20 januariAutoriseerde militaire VN-waarnemers in Guatemala.
Resolutie 1095 van 28 januariVerlengde de interim VN-macht in Zuid-Libanon met zes maanden.
Resolutie 1096 van 30 januariVerlengde de waarnemingsmissie in Georgië tot 31 juli.
Resolutie 1097 van 18 februariSteunde de Secretaris-Generaals 5-puntenplan voor het Grote Merengebied.
Resolutie 1098 van 27 februariVerlengde de vredesmissie in Angola tot 31 maart.
Resolutie 1099 van 14 maartVerlengde de waarnemingsmissie in Tadzjikistan tot 15 juni.
Resolutie 1100 van 27 maartVerlengde de waarnemingsmissie in Liberia tot 30 juni.
Resolutie 1101 van 28 maartAutoriseerde een humanitaire operatie van 3 maanden in Albanië.
Resolutie 1102 van 31 maartVerlengde de vredesmissie in Angola tot 16 april.
Resolutie 1103 van 31 maartVersterkte de VN-missie in Bosnië en Herzegovina.
Resolutie 1104 van 8 aprilZond een lijst met weerhouden nominaties voor rechter in het Joegoslaviëtribunaal door naar de Algemene Vergadering.
Resolutie 1105 van 9 aprilSchortte de afslanking van de vredesmissie in Macedonië op.
Resolutie 1106 van 16 aprilVerlengde de vredesmissie in Angola tot 30 juni.
Resolutie 1107 van 16 meiAutoriseerde een versterking van de VN-missie in Bosnië en Herzegovina.
Resolutie 1108 van 22 meiVerlengde de missie in de Westelijke Sahara tot 30 september.
Resolutie 1109 van 28 meiVerlengde de waarnemingsmissie in het Midden-Oosten met zes maanden.
Resolutie 1110 van 28 meiVerlengde de vredesmissie in Macedonië tot 30 november.
Resolutie 1111 van 4 juniVerlengde het Olie-voor-voedselprogramma met Irak met 180 dagen.
Resolutie 1112 van 12 juniStemde in met de aanstelling van een nieuwe Hoge Vertegenwoordiger in Bosnië en Herzegovina.
Resolutie 1113 van 12 juniVerlengde de waarnemingsmissie in Tadzjikistan tot 15 september.
Resolutie 1114 van 19 juniBeperkte de operatie in Albanië tot 45 dagen.
Resolutie 1115 van 21 juniEiste dat Irak wapeninspecteurs toegang gaf tot te inspecteren sites.
Resolutie 1116 van 27 juniVerlengde de waarnemingsmissie in Liberia tot 30 september.
Resolutie 1117 van 27 juniVerlengde de vredesmissie in Cyprus tot 31 december.
Resolutie 1118 van 30 juniRichtte de waarnemingsmissie in Angola op.
Resolutie 1119 van 14 juliAutoriseerde de VN-waarnemers om te blijven toezien op de demilitarisatie van Prevlaka tot 15 juli.
Resolutie 1120 van 14 juliVerlengde het overgangsbestuur in Noordoost-Kroatië tot 15 januari 1998.
Resolutie 1121 van 22 juliStelde de Dag Hammarskjöldmedaille voor VN-vredesoperaties.
Resolutie 1122 van 29 juliVerlengde de interim VN-macht in Zuid-Libanon met zes maanden.
Resolutie 1123 van 30 juliRichtte de overgangsmissie in Haïti op.
Resolutie 1124 van 31 juliVerlengde de waarnemingsmissie in Georgië tot 31 januari 1998.
Resolutie 1125 van 6 augustusKeurde een missie in de Centraal-Afrikaanse Republiek goed.
Resolutie 1126 van 27 augustusStemde in om 3 vertrekkende rechters van het Joegoslaviëtribunaal hun lopende zaak te laten afwerken.
Resolutie 1127 van 28 augustusLegde reisbeperkingen op tegen UNITA in Angola.
Resolutie 1128 van 12 septemberVerlengde de waarnemingsmissie in Tadzjikistan tot 15 november.
Resolutie 1129 van 12 septemberVerlengde eenmalig de periode waarin landen voor 1 miljard USD Iraakse olie mochten kopen.
Resolutie 1130 van 29 septemberStelde de reisbeperkingen tegen UNITA in Angola uit.
Resolutie 1131 van 29 septemberVerlengde de missie in de Westelijke Sahara tot 20 oktober.
Resolutie 1132 van 8 oktoberLegde sancties op tegen Sierra Leone.
Resolutie 1133 van 20 oktoberVerlengde de missie in de Westelijke Sahara tot 20 april 1998.
Resolutie 1134 van 23 oktoberEiste dat Irak wapeninspecteurs toegang gaf tot eender welke site.
Resolutie 1135 van 29 oktoberVerlengde de waarnemingsmissie in Angola tot 30 januari 1998.
Resolutie 1136 van 6 novemberStemde in met de verlengde missie in de Centraal-Afrikaanse Republiek.
Resolutie 1137 van 12 novemberLegde Irak reisbeperkingen op.
Resolutie 1138 van 14 novemberVerlengde de waarnemingsmissie in Tadzjikistan tot 15 mei 1998 en breidde het mandaat uit.
Resolutie 1139 van 21 novemberVerlengde de waarnemingsmissie in het Midden-Oosten met zes maanden.
Resolutie 1140 van 28 novemberVerlengde de vredesmissie in Macedonië tot 4 december.
Resolutie 1141 van 28 novemberRichtte de politiemissie in Haïti op.
Resolutie 1142 van 4 decemberVerlengde de vredesmissie in Macedonië tot 31 augustus 1998.
Resolutie 1143 van 4 decemberVerlengde nogmaals de periode waarin landen voor 1 miljard USD Iraakse olie mochten kopen.
Resolutie 1144 van 19 decemberVerlengde de vredesmissie in Bosnië en Herzegovina tot 21 juni 1998.
Resolutie 1145 van 19 decemberRichtte een ondersteuningsgroep van 180 politiewaarnemers op in Kroatië.
Resolutie 1146 van 23 decemberVerlengde de vredesmissie in Cyprus tot 30 juni 1998.

## 1998 (1147-1219)
Resolutie 1147 van 13 januariAutoriseerde de VN-waarnemers om te blijven toezien op de demilitarisatie van Prevlaka tot 15 juli.
Resolutie 1148 van 26 januariKeurde de inzet van een technisch team en administratief personeel in de Westelijke Sahara goed.
Resolutie 1149 van 27 januariVerlengde de waarnemingsmissie in Angola tot 30 april.
Resolutie 1150 van 30 januariVerlengde de waarnemingsmissie in Georgië tot 31 juli.
Resolutie 1151 van 30 januariVerlengde de interim VN-macht in Zuid-Libanon met zes maanden.
Resolutie 1152 van 5 februariStemde in met de verlengde missie in de Centraal-Afrikaanse Republiek.
Resolutie 1153 van 20 februariVerlengde het olie-voor-voedselprogramma met 180 dagen en vergrootte het maximumbedrag.
Resolutie 1154 van 2 maartVerwelkomde de toezegging van Irak om aan zijn verplichtingen te voldoen.
Resolutie 1155 van 16 maartStemde in met de verlengde missie in de Centraal-Afrikaanse Republiek.
Resolutie 1156 van 16 maartTrok het verbod om Sierra Leone olieproducten te verkopen in.
Resolutie 1157 van 20 maartBreidde de missie in Angola uit tot 83 waarnemers.
Resolutie 1158 van 25 maartVerhoogde het totaalbedrag waarvoor landen Iraakse olie mochten kopen.
Resolutie 1159 van 27 maartRichtte de vredesmissie in de Centraal-Afrikaanse Republiek op.
Resolutie 1160 van 31 maartRiep op tot dialoog over Kosovo en legde Servië en Montenegro een wapenembargo op.
Resolutie 1161 van 9 aprilReactiveerde de onderzoekscommissie naar illegale wapenstromen in het Grote Merengebied.
Resolutie 1162 van 17 aprilAutoriseerde 10 VN-personeelsleden in Sierra Leone.
Resolutie 1163 van 17 aprilVerlengde de missie in de Westelijke Sahara tot 20 juli.
Resolutie 1164 van 29 aprilVerlengde de waarnemingsmissie in Angola tot 30 juni.
Resolutie 1165 van 30 aprilRichtte een derde rechtszaal op voor het Rwandatribunaal.
Resolutie 1166 van 13 meiRichtte een derde rechtszaal op voor het Joegoslaviëtribunaal.
Resolutie 1167 van 14 meiVerlengde de waarnemingsmissie in Tadzjikistan tot 15 november.
Resolutie 1168 van 21 meiAutoriseerde een versterking van de VN-politiemacht in Bosnië en Herzegovina.
Resolutie 1169 van 27 meiVerlengde de waarnemingsmissie in het Midden-Oosten met zes maanden.
Resolutie 1170 van 28 meiLiet een werkgroep mogelijke acties voorbereiden met betrekking tot de vele conflicten in Afrika.
Resolutie 1171 van 5 juniBeëindigde de sancties tegen Sierra Leone maar legde een wapenembargo op waarvan enkel de overheid van het land was uitgesloten.
Resolutie 1172 van 6 juniVeroordeelde Indische- en Pakistaanse kernproeven.
Resolutie 1173 van 12 juniLegde UNITA in Angola bijkomende sancties op.
Resolutie 1174 van 15 juniStemde in met een verlenging van SFOR met 12 maanden en verlengde de vredesmissie in Bosnië en Herzegovina tot 21 juni 1999.
Resolutie 1175 van 19 juniStond toe dat Irak onderdelen en uitrusting voor olieproductie invoerde.
Resolutie 1176 van 24 juniBesloot de eerder genomen sancties tegen UNITA in Angola op 1 juli te laten ingaan.
Resolutie 1177 van 26 juniEiste een einde aan de vijandelijkheden tussen Ethiopië en Eritrea en een vreedzame oplossing.
Resolutie 1178 van 29 juniVerlengde de vredesmissie in Cyprus tot 31 december.
Resolutie 1179 van 29 juniRiep op de onderhandelingen in Cyprus opnieuw vlot te trekken.
Resolutie 1180 van 29 juniVerlengde de waarnemingsmissie in Angola tot 15 augustus.
Resolutie 1181 van 13 juliRichtte de waarnemingsmissie in Sierra Leone op.
Resolutie 1182 van 14 juliVerlengde de vredesmissie in de Centraal-Afrikaanse Republiek tot 25 oktober.
Resolutie 1183 van 15 juliAutoriseerde de VN-waarnemers om te blijven toezien op de demilitarisatie van Prevlaka tot 15 januari 1999.
Resolutie 1184 van 16 juliStemde in met een programma om toezicht te houden op justitie in Bosnië en Herzegovina.
Resolutie 1185 van 20 juliVerlengde de missie in de Westelijke Sahara tot 21 september.
Resolutie 1186 van 21 juliVersterkte de missie in ex-Joegoslavië en verlengde ze tot 28 september 1999.
Resolutie 1187 van 30 juliVerlengde de waarnemingsmissie in Georgië tot 31 januari 1999.
Resolutie 1188 van 30 juliVerlengde de interim VN-macht in Zuid-Libanon met zes maanden.
Resolutie 1189 van 13 augustusVeroordeelde de aanslagen op de Amerikaanse ambassades in Kenia en Tanzania.
Resolutie 1190 van 13 augustusVerlengde de waarnemingsmissie in Angola tot 15 september.
Resolutie 1191 van 27 augustusWeerhield een aantal nominaties voor rechter in het Joegoslaviëtribunaal.
Resolutie 1192 van 27 augustusStemde in met een proces over de Lockerbie-aanslag en vroeg de overdracht van de 2 verdachten aan Nederland.
Resolutie 1193 van 28 augustusVroeg de strijdende fracties in Afghanistan te onderhandelen.
Resolutie 1194 van 9 septemberVroeg Irak zijn beslissing over medewerking aan de wapeninspecties te herzien.
Resolutie 1195 van 15 septemberVerlengde de waarnemingsmissie in Angola tot 15 oktober.
Resolutie 1196 van 16 septemberVroeg dat in Afrika opgelegde wapenembargo's effectiever werden.
Resolutie 1197 van 18 septemberVroeg een betere samenwerking tussen de VN met de Afrikaanse OAE.
Resolutie 1198 van 18 septemberVerlengde de missie in de Westelijke Sahara tot 31 oktober.
Resolutie 1199 van 23 septemberRiep op het gewapend conflict in Kosovo vreedzaam op te lossen.
Resolutie 1200 van 30 septemberWeerhield een aantal nominaties voor rechter in het Rwandatribunaal.
Resolutie 1201 van 15 oktoberVerlengde de vredesmissie in de Centraal-Afrikaanse Republiek tot 28 februari 1999 en breidde het mandaat uit.
Resolutie 1202 van 15 oktoberVerlengde de waarnemingsmissie in Angola tot 3 december.
Resolutie 1203 van 24 oktoberRiep op het gewapend conflict in Kosovo vreedzaam op te lossen.
Resolutie 1204 van 30 oktoberVerlengde de missie in de Westelijke Sahara tot 17 december.
Resolutie 1205 van 5 novemberEiste dat Irak zijn beslissing over medewerking aan de wapeninspecties introk.
Resolutie 1206 van 12 novemberVerlengde de waarnemingsmissie in Tadzjikistan tot 15 mei 1999.
Resolutie 1207 van 17 novemberRiep Servië en Montenegro op mee te werken met het Joegoslaviëtribunaal.
Resolutie 1208 van 19 novemberVroeg internationale samenwerking om te zorgen voor de veiligheid van vluchtelingenkampen in Afrika.
Resolutie 1209 van 19 novemberVroeg internationale samenwerking tegen de wapentrafiek naar en in Afrika.
Resolutie 1210 van 24 novemberVerlengde het olie-voor-voedselprogramma met 180 dagen.
Resolutie 1211 van 25 novemberVerlengde de waarnemingsmissie in het Midden-Oosten met zes maanden.
Resolutie 1212 van 25 novemberVerlengde de politiemissie in Haïti tot 30 november 1999.
Resolutie 1213 van 3 decemberVerlengde de waarnemingsmissie in Angola tot 26 februari 1999.
Resolutie 1214 van 8 decemberVroeg een einde aan de gevechten en de mensenrechtenschendingen in Afghanistan.
Resolutie 1215 van 17 decemberVerlengde de missie in de Westelijke Sahara tot 31 januari 1999.
Resolutie 1216 van 21 decemberVroeg de uitvoering van de gesloten akkoorden en stemde in met een ECOWAS-waarnemingsmacht in Guinee-Bissau.
Resolutie 1217 van 22 decemberVerlengde de vredesmissie in Cyprus tot 30 juni 1999.
Resolutie 1218 van 22 decemberVroeg de uitwerking van maatregelen om de spanningen op Cyprus te verminderen.
Resolutie 1219 van 31 decemberRiep UNITA op mee te werken aan de onderzoeken naar in Angola neergestorte VN-vluchten.

## 1999 (1220-1284)
Resolutie 1220 van 12 januariVerlengde de waarnemingsmissie in Sierra Leone tot 13 maart.
Resolutie 1221 van 12 januariVeroordeelde de aanvallen op vliegtuigen boven Angola.
Resolutie 1222 van 15 januariAutoriseerde de VN-waarnemers om te blijven toezien op de demilitarisatie van Prevlaka tot 15 juli.
Resolutie 1223 van 28 januariVerlengde de interim VN-macht in Zuid-Libanon met zes maanden.
Resolutie 1224 van 28 januariVerlengde de missie in de Westelijke Sahara tot 11 februari.
Resolutie 1225 van 28 januariVerlengde de waarnemingsmissie in Georgië tot 31 juli.
Resolutie 1226 van 29 januariRiep Ethiopië en Eritrea op een raamakkoord van de OAE te aanvaarden.
Resolutie 1227 van 10 februariEiste een einde aan de vijandelijkheden tussen Ethiopië en Eritrea.
Resolutie 1228 van 11 februariVerlengde de missie in de Westelijke Sahara tot 31 maart.
Resolutie 1229 van 26 februariHief de waarnemingsmissie in Angola op.
Resolutie 1230 van 26 februariVerlengde de vredesmissie in de Centraal-Afrikaanse Republiek een laatste keer tot 15 november.
Resolutie 1231 van 11 maartVerlengde de waarnemingsmissie in Sierra Leone tot 13 juni.
Resolutie 1232 van 30 maartVerlengde de missie in de Westelijke Sahara tot 30 april.
Resolutie 1233 van 6 aprilVroeg dat zo snel mogelijk presidentsverkiezingen werden gehouden in Guinee-Bissau.
Resolutie 1234 van 9 aprilEiste dat de vijandelijkheden stopten en een vredesproces op gang werd gebracht in de Democratische Republiek Congo.
Resolutie 1235 van 30 aprilVerlengde de missie in de Westelijke Sahara tot 14 mei.
Resolutie 1236 van 7 meiVroeg een vreedzame consultatie van de bevolking van Oost-Timor.
Resolutie 1237 van 7 meiRichtte een panel van experts op om schendingen van de sancties tegen UNITA in Angola te onderzoeken.
Resolutie 1238 van 14 meiVerlengde de missie in de Westelijke Sahara tot 14 september.
Resolutie 1239 van 14 meiVroeg hulpverlening aan alle ontheemden en vluchtelingen uit Kosovo.
Resolutie 1240 van 15 meiVerlengde de waarnemingsmissie in Tadzjikistan tot 15 november.
Resolutie 1241 van 19 meiStemde in om een vertrekkende rechter van het Rwandatribunaal zijn lopende zaken te laten afwerken.
Resolutie 1242 van 21 meiVerlengde het olie-voor-voedselprogramma met 180 dagen.
Resolutie 1243 van 27 meiVerlengde de waarnemingsmissie in het Midden-Oosten met zes maanden.
Resolutie 1244 van 10 juniPlaatste Kosovo onder internationaal bestuur.
Resolutie 1245 van 11 juniVerlengde de waarnemingsmissie in Sierra Leone tot 13 december.
Resolutie 1246 van 11 juniRichtte de VN-missie in Oost-Timor op.
Resolutie 1247 van 18 juniStemde in met een verlenging van SFOR met 12 maanden en verlengde de vredesmissie in Bosnië en Herzegovina tot 21 juni 2000.
Resolutie 1248 van 25 juniAanbeveling Kiribati als VN-lidstaat.
Resolutie 1249 van 25 juniAanbeveling Nauru als VN-lidstaat.
Resolutie 1250 van 29 juniVroeg een onderhandelingsronde tussen de partijen in Cyprus in de herfst.
Resolutie 1251 van 29 juniVerlengde de vredesmissie in Cyprus tot 15 december.
Resolutie 1252 van 15 juliAutoriseerde de VN-waarnemers om te blijven toezien op de demilitarisatie van Prevlaka tot 15 januari 2000.
Resolutie 1253 van 29 juliAanbeveling Tonga als VN-lidstaat.
Resolutie 1254 van 30 juliVerlengde de interim VN-macht in Zuid-Libanon met zes maanden.
Resolutie 1255 van 30 juliVerlengde de waarnemingsmissie in Georgië tot 31 januari 2000.
Resolutie 1256 van 3 augustusStemde in met de aanstelling van een nieuwe Hoge Vertegenwoordiger in Bosnië en Herzegovina.
Resolutie 1257 van 3 augustusVerlengde de VN-missie in Oost-Timor tot 30 september.
Resolutie 1258 van 6 augustusAutoriseerde 90 VN-verbindingsofficieren in de Democratische Republiek Congo en omliggende landen.
Resolutie 1259 van 11 augustusAanstelling openbaar aanklager van het Joegoslaviëtribunaal en het Rwandatribunaal.
Resolutie 1260 van 20 augustusAutoriseerde een versterking van de waarnemingsmacht in Sierra Leone.
Resolutie 1261 van 25 augustusVroeg maatregelen ter bescherming van kinderen in gewapende conflicten.
Resolutie 1262 van 27 augustusVerlengde de VN-missie in Oost-Timor tot 30 november en breidde de missie uit.
Resolutie 1263 van 13 septemberVerlengde de missie in de Westelijke Sahara tot 14 december.
Resolutie 1264 van 15 septemberAutoriseerde een multinationale vredesmacht in Oost-Timor.
Resolutie 1265 van 17 septemberRiep op tot meer respect voor de mensenrechten en humanitaire hulp tijdens gewapende conflicten.
Resolutie 1266 van 4 oktoberVerhoogde het totaalbedrag waarvoor landen Iraakse olie mochten kopen.
Resolutie 1267 van 15 oktoberLegde sancties op tegen de Taliban.
Resolutie 1268 van 15 oktoberRichtte het VN-kantoor in Angola op.
Resolutie 1269 van 19 oktoberVroeg internationale samenwerking tegen terreurdaden.
Resolutie 1270 van 22 oktoberVerving de waarnemingsmacht in Sierra Leone door een nieuwe vredesmissie.
Resolutie 1271 van 22 oktoberVerlengde de vredesmissie in de Centraal-Afrikaanse Republiek tot 15 februari 2000.
Resolutie 1272 van 25 oktoberRichtte het VN-overgangsbestuur in Oost-Timor op.
Resolutie 1273 van 5 novemberVerlengde het mandaat van de verbindingsofficieren in de Democratische Republiek Congo en omliggende landen.
Resolutie 1274 van 12 novemberVerlengde de waarnemingsmissie in Tadzjikistan tot 15 mei 2000.
Resolutie 1275 van 19 novemberVerlengde het olie-voor-voedselprogramma tot 4 december.
Resolutie 1276 van 24 novemberVerlengde de waarnemingsmissie in het Midden-Oosten met zes maanden.
Resolutie 1277 van 30 novemberVerlengde de politiemissie in Haïti tot 15 maart 2000.
Resolutie 1278 van 30 novemberVastlegging datum voor de verkiezing van een nieuwe rechter voor het Internationaal Gerechtshof.
Resolutie 1279 van 30 novemberVerlengde het mandaat van de verbindingsofficieren in de Democratische Republiek Congo en omliggende landen.
Resolutie 1280 van 3 decemberVerlengde het olie-voor-voedselprogramma tot 11 december.
Resolutie 1281 van 10 decemberVerlengde het olie-voor-voedselprogramma met 180 dagen.
Resolutie 1282 van 14 decemberVerlengde de missie in de Westelijke Sahara tot 29 februari 2000.
Resolutie 1283 van 15 decemberVerlengde de vredesmissie in Cyprus tot 15 juni 2000.
Resolutie 1284 van 17 decemberVerving de Speciale Commissie door de UNMOVIC, schrapte de beperkingen op Iraakse olie-uitvoer en opende de deur voor het opheffen van de andere economische sancties tegen Irak.

## 2000 (1285-1334)
Resolutie 1285 van 13 januariAutoriseerde de VN-waarnemers om te blijven toezien op de demilitarisatie van Prevlaka tot 15 juli.
Resolutie 1286 van 19 januariVeroordeelde het geweld in Burundi en vroeg humanitaire hulp.
Resolutie 1287 van 31 januariVerlengde de waarnemingsmissie in Georgië tot 31 juli.
Resolutie 1288 van 31 januariVerlengde de interim VN-macht in Zuid-Libanon met zes maanden.
Resolutie 1289 van 7 februariVerlengde de vredesmacht in Sierra Leone met 6 maanden en breidde het mandaat uit.
Resolutie 1290 van 17 februariAanbeveling Tuvalu als VN-lidstaat.
Resolutie 1291 van 24 februariVerlengde de vredesmacht in de Democratische Republiek Congo tot 31 augustus.
Resolutie 1292 van 29 februariVerlengde de missie in de Westelijke Sahara tot 31 mei.
Resolutie 1293 van 31 maartVerdubbelde het bedrag waarvoor Irak olieonderdelen mocht invoeren met geld van de VN-borgrekening waarop zijn olie werd betaald.
Resolutie 1294 van 13 aprilStemde in met de verlenging van het mandaat van het VN-kantoor in Angola.
Resolutie 1295 van 18 aprilVroeg maatregelen om de sancties tegen UNITA beter te doen naleven.
Resolutie 1296 van 19 aprilVeroordeelde geweld tegen burgers tijdens gewapende conflicten.
Resolutie 1297 van 12 meiVeroordeelde de nieuwe gevechten tussen Ethiopië en Eritrea.
Resolutie 1298 van 17 meiLegde een wapenembargo op tegen Eritrea en Ethiopië.
Resolutie 1299 van 19 meiBreidde de vredesmacht in Sierra Leone uit tot 13.000 manschappen.
Resolutie 1300 van 31 meiVerlengde de waarnemingsmissie in het Midden-Oosten met zes maanden.
Resolutie 1301 van 31 meiVerlengde de missie in de Westelijke Sahara tot 31 juli.
Resolutie 1302 van 8 juniVerlengde het olie-voor-voedselprogramma met 180 dagen.
Resolutie 1303 van 14 juniVerlengde de vredesmissie in Cyprus tot 15 december.
Resolutie 1304 van 16 juniEiste het einde van de gevechten in de Democratische Republiek Congo en de terugtrekking van alle buitenlandse troepen.
Resolutie 1305 van 21 juniStemde in met een verlenging van SFOR met 12 maanden en verlengde de vredesmissie in Bosnië en Herzegovina tot 21 juni 2001.
Resolutie 1306 van 5 juliVroeg maatregelen tegen illegale diamant- en wapenhandel met Sierra Leone.
Resolutie 1307 van 13 juliAutoriseerde de VN-waarnemers om te blijven toezien op de demilitarisatie van Prevlaka tot 15 januari 2001.
Resolutie 1308 van 17 juliVroeg aids-preventie voor vredeshandhavers.
Resolutie 1309 van 25 juliVerlengde de missie in de Westelijke Sahara tot 31 oktober.
Resolutie 1310 van 27 juliVerlengde de interim VN-macht in Zuid-Libanon met zes maanden.
Resolutie 1311 van 28 juliVerlengde de waarnemingsmissie in Georgië tot 31 januari 2001.
Resolutie 1312 van 31 juliRichtte de waarnemingsmissie in Ethiopië en Eritrea op.
Resolutie 1313 van 4 augustusVerlengde de vredesmacht in Sierra Leone tot 8 september.
Resolutie 1314 van 11 augustusVroeg maatregelen ter bescherming van kinderen in gewapende conflicten.
Resolutie 1315 van 14 augustusOprichting van een speciale rechtbank voor oorlogsmisdadigers in Sierra Leone.
Resolutie 1316 van 23 augustusVerlengde de vredesmissie in de Democratische Republiek Congo tot 15 oktober.
Resolutie 1317 van 5 septemberVerlengde de vredesmacht in Sierra Leone tot 20 september.
Resolutie 1318 van 7 septemberOver de rol van de VN in conflicten en vredesoperaties.
Resolutie 1319 van 8 septemberVroeg Indonesië en het VN-bestuur op te treden tegen de milities op Timor.
Resolutie 1320 van 15 septemberGaf de waarnemingsmissie in Ethiopië en Eritrea een mandaat tot 15 maart 2001.
Resolutie 1321 van 20 septemberVerlengde de vredesmacht in Sierra Leone tot 31 december.
Resolutie 1322 van 7 oktoberRiep op het geweld in Israël te stoppen.
Resolutie 1323 van 13 oktoberVerlengde de vredesmissie in de Democratische Republiek Congo tot 15 december.
Resolutie 1324 van 30 oktoberVerlengde de missie in de Westelijke Sahara tot 28 februari 2001.
Resolutie 1325 van 31 oktoberVroeg gelijkheid van vrouwen en mannen in politiek en vredesoperaties en specifieke aandacht voor vrouwen en meisjes in gewapende conflicten.
Resolutie 1326 van 31 oktoberAanbeveling Federale Republiek Joegoslavië als VN-lidstaat.
Resolutie 1327 van 13 novemberToekomstige richtlijnen voor vredesoperaties en het aanpakken van conflicten.
Resolutie 1328 van 27 novemberVerlengde de waarnemingsmissie in het Midden-Oosten met zes maanden.
Resolutie 1329 van 30 novemberAmendeerde de statuten van het Joegoslaviëtribunaal en het Rwandatribunaal.
Resolutie 1330 van 5 decemberVerlengde het olie-voor-voedselprogramma met 180 dagen.
Resolutie 1331 van 13 decemberVerlengde de vredesmissie in Cyprus tot 15 juni 2001.
Resolutie 1332 van 14 decemberVerlengde de vredesmissie in de Democratische Republiek Congo tot 15 juni 2001.
Resolutie 1333 van 19 decemberLegde bijkomende sancties op tegen de Taliban.
Resolutie 1334 van 22 decemberVerlengde de vredesmacht in Sierra Leone tot 31 maart 2001.

## 2001 (1335-1386)
Resolutie 1335 van 12 januariAutoriseerde de VN-waarnemers om te blijven toezien op de demilitarisatie van Prevlaka tot 15 juli.
Resolutie 1336 van 23 januariVerlengde het onderzoek naar schendingen van de sancties tegen UNITA met 3 maanden.
Resolutie 1337 van 30 januariVerlengde de interim VN-macht in Zuid-Libanon met zes maanden.
Resolutie 1338 van 31 januariVerlengde het VN-overgangsbestuur in Oost-Timor tot 31 januari 2002.
Resolutie 1339 van 31 januariVerlengde de waarnemingsmissie in Georgië tot 31 juli.
Resolutie 1340 van 8 februariWeerhield een aantal nominaties voor rechter in het Joegoslaviëtribunaal.
Resolutie 1341 van 22 februariRiep op het geweld te laten en buitenlandse troepen terug te trekken uit de Democratische Republiek Congo.
Resolutie 1342 van 27 februariVerlengde de missie in de Westelijke Sahara tot 30 april.
Resolutie 1343 van 7 maartLegde Liberia een nieuw wapenembargo en een diamantembargo op.
Resolutie 1344 van 15 maartVerlengde de waarnemingsmissie in Ethiopië en Eritrea tot 15 september.
Resolutie 1345 van 21 maartEiste dat extremistische gewapende groeperingen in Macedonië, Zuid-Servië en Kosovo de wapens neerlegden.
Resolutie 1346 van 30 maartVerlengde de vredesmacht in Sierra Leone met 6 maanden en versterkte ze.
Resolutie 1347 van 30 maartWeerhield een aantal nominaties voor rechter in het Rwandatribunaal.
Resolutie 1348 van 19 aprilVerlengde het onderzoek naar schendingen van de sancties tegen UNITA met 6 maanden.
Resolutie 1349 van 27 aprilVerlengde de missie in de Westelijke Sahara tot 30 juni.
Resolutie 1350 van 27 aprilWeerhield een aantal nominaties voor rechter in het Joegoslaviëtribunaal.
Resolutie 1351 van 30 meiVerlengde de waarnemingsmissie in het Midden-Oosten met zes maanden.
Resolutie 1352 van 1 juniVerlengde het olie-voor-voedselprogramma tot 3 juli.
Resolutie 1353 van 13 juniMaatregelen om VN-vredesoperaties te versterken.
Resolutie 1354 van 15 juniVerlengde de vredesmissie in Cyprus tot 15 december.
Resolutie 1355 van 15 juniVerlengde de vredesmissie in de Democratische Republiek Congo tot 15 juni 2002.
Resolutie 1356 van 19 juniOverwoog uitzonderingen op het embargo tegen Somalië voor beschermende uitrusting voor VN-personeel, hulpverleners en media.
Resolutie 1357 van 21 juniStemde in met een verlenging van SFOR met 12 maanden en verlengde de vredesmissie in Bosnië en Herzegovina tot 21 juni 2002.
Resolutie 1358 van 27 juniAanbeveling tweede termijn voor Kofi Annan als Secretaris-Generaal.
Resolutie 1359 van 29 juniVerlengde de missie in de Westelijke Sahara tot 30 september.
Resolutie 1360 van 3 juliVerlengde het olie-voor-voedselprogramma met 150 dagen.
Resolutie 1361 van 5 juliVastlegging datum voor de verkiezing van een nieuwe rechter voor het Internationaal Gerechtshof.
Resolutie 1362 van 11 juliAutoriseerde de VN-waarnemers om te blijven toezien op de demilitarisatie van Prevlaka tot 15 januari 2002.
Resolutie 1363 van 30 juliRichtte een comité op om toe te zien op de sancties tegen de Taliban.
Resolutie 1364 van 31 juliVerlengde de waarnemingsmissie in Georgië tot 31 januari 2002.
Resolutie 1365 van 31 juliVerlengde de interim VN-macht in Zuid-Libanon met zes maanden.
Resolutie 1366 van 30 augustusOver de rol van de VN in conflicten en vredesoperaties.
Resolutie 1367 van 10 septemberHief het wapenembargo tegen de Federale Republiek Joegoslavië op.
Resolutie 1368 van 12 septemberVeroordeelde de aanslagen op 11 september 2001.
Resolutie 1369 van 14 septemberVerlengde de waarnemingsmissie in Ethiopië en Eritrea tot 15 maart 2002.
Resolutie 1370 van 18 septemberVerlengde de vredesmacht in Sierra Leone met 6 maanden.
Resolutie 1371 van 26 septemberWas tevreden over een raamakkoord dat was bereikt in Macedonië.
Resolutie 1372 van 28 septemberHief de sancties tegen Soedan op.
Resolutie 1373 van 28 septemberVroeg dat alle landen maatregelen namen tegen terreurdaden.
Resolutie 1374 van 19 oktoberVerlengde het onderzoek naar schendingen van de sancties tegen UNITA met 6 maanden.
Resolutie 1375 van 29 oktoberRiep alle partijen in Burundi op het geweld te staken en mee in het vredesproces te stappen.
Resolutie 1376 van 9 novemberVroeg de terugtrekking van alle buitenlandse troepen uit de Democratische Republiek Congo.
Resolutie 1377 van 12 novemberNam een verklaring aan die alle landen vroeg samen te strijden tegen terreurdaden.
Resolutie 1378 van 14 novemberSteunde de afzetting van de Taliban en de vorming van een overgangsregering.
Resolutie 1379 van 20 novemberVroeg maatregelen ter bescherming van kinderen in gewapende conflicten.
Resolutie 1380 van 27 novemberVerlengde de missie in de Westelijke Sahara tot 28 februari 2002.
Resolutie 1381 van 27 novemberVerlengde de waarnemingsmissie in het Midden-Oosten met zes maanden.
Resolutie 1382 van 29 novemberVerlengde het olie-voor-voedselprogramma met 180 dagen.
Resolutie 1383 van 6 decemberSprak zijn steun uit aan de overgangsregering en een akkoord over nieuwe overheidsinstellingen in Afghanistan.
Resolutie 1384 van 14 decemberVerlengde de vredesmissie in Cyprus tot 15 juni 2002.
Resolutie 1385 van 19 decemberVerlengde het invoerverbod van diamant uit Sierra Leone met 11 maanden.
Resolutie 1386 van 20 decemberAutoriseerde de Internationale Veiligheidsbijstandsmacht in de omgeving van de Afghaanse hoofdstad.

## 2002 (1387-1454)
Resolutie 1387 van 15 januariAutoriseerde de VN-waarnemers om te blijven toezien op de demilitarisatie van Prevlaka tot 15 juli.
Resolutie 1388 van 15 januariZonderde Ariana Afghan Airlines uit van de sancties tegen de Taliban.
Resolutie 1389 van 16 januariBesloot dat de vredesmissie in Sierra Leone zou meewerken aan de verkiezingen en dat meer politieadviseurs mochten worden gestuurd.
Resolutie 1390 van 16 januariLegde sancties op tegen Osama bin Laden, Al Qaida en nieuwe tegen de Taliban.
Resolutie 1391 van 28 januariVerlengde de interim VN-macht in Zuid-Libanon met zes maanden.
Resolutie 1392 van 31 januariVerlengde het VN-overgangsbestuur in Oost-Timor tot 20 mei.
Resolutie 1393 van 31 januariVerlengde de waarnemingsmissie in Georgië tot 31 juli.
Resolutie 1394 van 27 februariVerlengde de missie in de Westelijke Sahara tot 30 april.
Resolutie 1395 van 27 februariVerlengde het onderzoek naar schendingen van de sancties tegen Liberia met 5 weken.
Resolutie 1396 van 5 maartStemde in met de aanstelling van een nieuwe Hoge Vertegenwoordiger in Bosnië en Herzegovina.
Resolutie 1397 van 12 maartSprak zich uit voor de vorming van een staat Palestina naast Israël en riep op tot beëindiging van alle gewelddaden en hervatting van onderhandelingen.
Resolutie 1398 van 15 maartVerlengde de waarnemingsmissie in Ethiopië en Eritrea tot 15 september.
Resolutie 1399 van 19 maartVeroordeelde nieuwe vijandelijkheden in de Democratische Republiek Congo.
Resolutie 1400 van 28 maartVerlengde de vredesmacht in Sierra Leone met 6 maanden.
Resolutie 1401 van 28 maartStond achter de oprichting van de VN-bijstandsmissie in Afghanistan.
Resolutie 1402 van 30 maartRiep op tot een staakt-het-vuren tussen Israël en de Palestijnen.
Resolutie 1403 van 4 aprilEiste een staakt-het-vuren tussen Israël en de Palestijnen.
Resolutie 1404 van 18 aprilVerlengde het onderzoek naar schendingen van de sancties tegen UNITA met 6 maanden.
Resolutie 1405 van 19 aprilVroeg dat de Palestijnse bevolking humanitaire hulp kon krijgen.
Resolutie 1406 van 30 aprilVerlengde de missie in de Westelijke Sahara tot 31 juli.
Resolutie 1407 van 3 meiOpzetten van een team van experts ter voorbereiding van een panel van experts die schendingen van het wapenembargo tegen Liberia moesten onderzoeken.
Resolutie 1408 van 6 meiVerlengde de sancties tegen Liberia met 12 maanden en het onderzoek naar schendingen ervan met 3 maanden.
Resolutie 1409 van 14 meiVerlenging van het Olie-voor-voedselprogramma en de herziening van de goederenlijst en leveringsprocedures.
Resolutie 1410 van 17 meiRichtte de ondersteuningsmissie in Oost-Timor op.
Resolutie 1411 van 17 meiPaste de statuten van het Joegoslavië- en het Rwandatribunaal aan voor rechters met de dubbele nationaliteit.
Resolutie 1412 van 17 meiSchorste de reisbeperkingen tegen UNITA gedurende 90 dagen.
Resolutie 1413 van 23 meiVerlengde de autorisatie van de Internationale Veiligheidsbijstandsmacht in Kabul met 6 maanden.
Resolutie 1414 van 23 meiAanbeveling Oost-Timor als VN-lidstaat.
Resolutie 1415 van 30 meiVerlengde de waarnemingsmissie in het Midden-Oosten met zes maanden.
Resolutie 1416 van 13 juniVerlengde de vredesmissie in Cyprus tot 15 december.
Resolutie 1417 van 14 juniVerlengde de vredesmissie in de Democratische Republiek Congo tot 30 juni 2003.
Resolutie 1418 van 21 juniVerlengde SFOR en de vredesmissie in Bosnië en Herzegovina tot 30 juni.
Resolutie 1419 van 26 juniRiep alle bevolkingsgroepen in Afghanistan op samen te werken met de nieuwe Overgangsautoriteit.
Resolutie 1420 van 30 juniVerlengde SFOR en de vredesmissie in Bosnië en Herzegovina tot 3 juli.
Resolutie 1421 van 3 juliVerlengde SFOR en de vredesmissie in Bosnië en Herzegovina tot 15 juli.
Resolutie 1422 van 12 juliVroeg gedurende 12 maanden geen zaken te behandelen tegen vredeshandhavers uit landen die geen partij van het Internationaal Strafhof waren.
Resolutie 1423 van 12 juliStemde in met een verlenging van SFOR met 12 maanden en verlengde de vredesmissie in Bosnië en Herzegovina tot 31 december.
Resolutie 1424 van 12 juliAutoriseerde de VN-waarnemers om te blijven toezien op de demilitarisatie van Prevlaka tot 15 oktober.
Resolutie 1425 van 22 juliRichtte een panel van experts op om schendingen van het wapenembargo tegen Somalië te onderzoeken.
Resolutie 1426 van 24 juliAanbeveling Zwitserland als VN-lidstaat.
Resolutie 1427 van 29 juliVerlengde de waarnemingsmissie in Georgië tot 31 januari 2003.
Resolutie 1428 van 30 juliVerlengde de interim VN-macht in Zuid-Libanon met 6 maanden.
Resolutie 1429 van 30 juliVerlengde de missie in de Westelijke Sahara tot 31 januari 2003.
Resolutie 1430 van 14 augustusPaste het mandaat van de waarnemingsmissie in Ethiopië en Eritrea aan ter ondersteuning van de grenscommissie.
Resolutie 1431 van 14 augustusAmendeerde het statuut van het Rwandatribunaal door ad-litemrechters toe te voegen.
Resolutie 1432 van 15 augustusVerlengde de schorsing van de reisbeperkingen tegen UNITA met 90 dagen.
Resolutie 1433 van 15 augustusRichtte de VN-missie in Angola op.
Resolutie 1434 van 6 septemberVerlengde de waarnemingsmissie in Ethiopië en Eritrea tot 15 maart 2003.
Resolutie 1435 van 24 septemberRiep op het geweld in de Palestijnse steden te beëindigen.
Resolutie 1436 van 24 septemberVerlengde de vredesmacht in Sierra Leone met 6 maanden.
Resolutie 1437 van 11 oktoberAutoriseerde de VN-waarnemers om te blijven toezien op de demilitarisatie van Prevlaka tot 15 december.
Resolutie 1438 van 14 oktoberVeroordeelde de bomaanslagen op Bali in Indonesië.
Resolutie 1439 van 18 oktoberVerlengde het onderzoek naar schendingen van de sancties tegen UNITA met 2 maanden en beëindigde de reisbeperkingen tegen UNITA.
Resolutie 1440 van 24 oktoberVeroordeelde de gijzelingsactie in Rusland.
Resolutie 1441 van 8 novemberGaf Irak een laatste kans om aan de opgelegde verplichtingen te voldoen.
Resolutie 1442 van 25 novemberVerlengde de vredesmissie in Cyprus tot 15 juni 2003.
Resolutie 1443 van 25 novemberVerlengde het olie-voor-voedselprogramma tot 4 december.
Resolutie 1444 van 27 novemberVerlengde de autorisatie van de Internationale Veiligheidsbijstandsmacht in Kabul met 1 jaar.
Resolutie 1445 van 4 decemberAutoriseerde de uitbreiding van de vredesmacht in de Democratische Republiek Congo tot 8700 manschappen.
Resolutie 1446 van 4 decemberVerlengde het invoerverbod van diamant uit Sierra Leone met 5 maanden.
Resolutie 1447 van 4 decemberVerlengde het olie-voor-voedselprogramma met 180 dagen.
Resolutie 1448 van 9 decemberBeëindigde de sancties tegen UNITA.
Resolutie 1449 van 13 decemberWeerhield een aantal nominaties voor rechter in het Rwandatribunaal.
Resolutie 1450 van 13 decemberVeroordeelde 2 terreuraanslagen in Kenia.
Resolutie 1451 van 17 decemberVerlengde de waarnemingsmissie in het Midden-Oosten met zes maanden.
Resolutie 1452 van 20 decemberHief de financiële sancties tegen de Taliban op voor uitzonderlijke onkosten.
Resolutie 1453 van 24 decemberVerwelkomde een verklaring over goed nabuurschap met Afghanistans buurlanden.
Resolutie 1454 van 30 decemberHerzag de goederenlijst en leveringsprocedures van het olie-voor-voedselprogramma.

## 2003 (1455-1521)
Resolutie 1455 van 17 januariVerlengde de waarnemingsgroep die toezag op de uitvoering van maatregelen tegen terrorisme met 12 maanden.
Resolutie 1456 van 20 januariNam een verklaring aan met maatregelen tegen terrorisme.
Resolutie 1457 van 24 januariVerlengde het onderzoek naar de illegale ontginning van grondstoffen in Democratische Republiek Congo met 6 maanden.
Resolutie 1458 van 28 januariVerlengde het onderzoek naar schendingen van de sancties tegen Liberia met 3 maanden.
Resolutie 1459 van 28 januariVerwelkomde de start van het certificeringssysteem van het Kimberley-Proces.
Resolutie 1460 van 30 januariVroeg partijen in gewapende conflicten die kindsoldaten inzetten om hiermee te stoppen.
Resolutie 1461 van 30 januariVerlengde de interim VN-macht in Zuid-Libanon met 6 maanden.
Resolutie 1462 van 30 januariVerlengde de waarnemingsmissie in Georgië tot 31 juli.
Resolutie 1463 van 30 januariVerlengde de missie in de Westelijke Sahara tot 31 maart.
Resolutie 1464 van 4 februariAutoriseerde dat lidstaten deelnamen aan de ECOWAS-vredesmacht in Ivoorkust.
Resolutie 1465 van 13 februariVeroordeelde de bomaanslag in Colombia.
Resolutie 1466 van 14 maartVerlengde de waarnemingsmissie in Ethiopië en Eritrea tot 15 september.
Resolutie 1467 van 18 maartNam een verklaring aan over illegale wapenhandel en huurlingen in West-Afrika.
Resolutie 1468 van 20 maartVerwelkomde een akkoord over een overgangsregering en eiste het einde van alle vijandelijkheden in de Democratische Republiek Congo.
Resolutie 1469 van 25 maartVerlengde de missie in de Westelijke Sahara tot 31 mei.
Resolutie 1470 van 28 maartVerlengde de vredesmacht in Sierra Leone met 6 maanden.
Resolutie 1471 van 28 maartVerlengde de bijstandsmissie in Afghanistan met 12 maanden.
Resolutie 1472 van 28 maartTijdelijke aanpassing van het Olie-voor-voedselprogramma door de Irakoorlog.
Resolutie 1473 van 4 aprilAanpassing plan voor de verkleining van de UNMISET-missie in Oost-Timor.
Resolutie 1474 van 8 aprilMaatregelen om het wapenembargo tegen Somalië te doen gelden.
Resolutie 1475 van 14 aprilSteun aan het plan van de VN-Secretaris-Generaal voor de hereniging van Cyprus.
Resolutie 1476 van 24 aprilVerlengde de tijdelijke maatregelen van resolutie 1472 inzake het Olie-voor-voedselprogramma.
Resolutie 1477 van 29 aprilZond een lijst met weerhouden nominaties voor rechter in het Rwandatribunaal door naar de Algemene Vergadering.
Resolutie 1478 van 6 meiEiste dat Liberia steun aan de rebellen in Sierra Leone stopte.
Resolutie 1479 van 13 meiOprichting VN-missie en een hulpstaf voor de VN-vertegenwoordiger in Ivoorkust.
Resolutie 1480 van 19 meiVerlenging van het mandaat van de UNMISET-missie in Oost-Timor.
Resolutie 1481 van 19 meiAanpassing van een artikel in het statuut van het Joegoslaviëtribunaal.
Resolutie 1482 van 19 meiToestemming aan rechters van het Rwandatribunaal om begonnen rechtszaken af te werken na afloop van hun ambtstermijn.
Resolutie 1483 van 22 meiRiep op het Irak van na Saddam Hoessein te steunen, hief de economische sancties tegen het land op en voorzag de beëindiging van het Olie-voor-voedselprogramma.
Resolutie 1484 van 30 meiAutoriseerde een tijdelijke multinationale macht in de Democratische Republiek Congo.
Resolutie 1485 van 30 meiVerlengde de missie in de Westelijke Sahara tot 31 juli.
Resolutie 1486 van 11 juniVerlengde de vredesmissie in Cyprus tot 15 december.
Resolutie 1487 van 12 juniVroeg opnieuw gedurende 12 maanden geen zaken te behandelen tegen vredeshandhavers uit landen die geen partij van het Internationaal Strafhof waren.
Resolutie 1488 van 26 juniVerlengde de waarnemingsmissie in het Midden-Oosten met zes maanden.
Resolutie 1489 van 26 juniVerlengde de vredesmacht in de Democratische Republiek Congo tot 30 juli.
Resolutie 1490 van 3 juliVerlengde de waarnemingsmissie in Irak en Koeweit een laatste keer tot 6 oktober.
Resolutie 1491 van 11 juliStemde in met een verlenging van SFOR in Bosnië en Herzegovina met 12 maanden.
Resolutie 1492 van 18 juliStemde in met een terugtrekkingsplan van de vredesmissie in Sierra Leone.
Resolutie 1493 van 28 juliVerlengde de vredesmacht in de Democratische Republiek Congo tot 30 juli 2004.
Resolutie 1494 van 30 juliVerlengde de waarnemingsmissie in Georgië tot 31 januari 2004.
Resolutie 1495 van 31 juliVerlengde de missie in de Westelijke Sahara tot 31 oktober.
Resolutie 1496 van 31 juliVerlengde de interim VN-macht in Zuid-Libanon met 6 maanden.
Resolutie 1497 van 1 augustusAutoriseerde een multinationale macht in Liberia.
Resolutie 1498 van 4 augustusVerlengde de autorisatie van de lidstaten om deel te nemen aan de ECOWAS-vredesmacht in Ivoorkust met 6 maanden.
Resolutie 1499 van 13 augustusVerlengde het onderzoek naar de illegale ontginning van grondstoffen in Democratische Republiek Congo tot 31 oktober.
Resolutie 1500 van 14 augustusRichtte de VN-bijstandsmissie voor Irak op.
Resolutie 1501 van 26 augustusAutoriseerde de na 1 september nog resterende elementen van de tijdelijke noodmacht in de Democratische Republiek Congo om de VN-vredesmacht op diens vraag te blijven bijstaan.
Resolutie 1502 van 26 augustusNam stappen om het personeel van VN-operaties te beschermen tegen geweld.
Resolutie 1503 van 28 augustusRiep de bij het Joegoslaviëtribunaal en het Rwandatribunaal betrokken landen op tot medewerking.
Resolutie 1504 van 4 septemberAanstelling openbaar aanklager van het Joegoslaviëtribunaal.
Resolutie 1505 van 4 septemberAanstelling openbaar aanklager van het Rwandatribunaal.
Resolutie 1506 van 12 septemberBeëindigde de sancties tegen Libië.
Resolutie 1507 van 12 septemberVerlengde de waarnemingsmissie in Ethiopië en Eritrea tot 15 maart 2004.
Resolutie 1508 van 19 septemberVerlengde de vredesmacht in Sierra Leone met 6 maanden.
Resolutie 1509 van 19 septemberRichtte de vredesmissie in Liberia op.
Resolutie 1510 van 13 oktoberAutoriseerde de bijstandsmissie in Afghanistan om buiten Kabul te opereren en verlengde ze met 12 maanden.
Resolutie 1511 van 16 oktoberVeroordeelde verschillende terreuraanslagen in Irak.
Resolutie 1512 van 27 oktoberAmendeerde de statuten van het Rwandatribunaal.
Resolutie 1513 van 28 oktoberVerlengde de missie in de Westelijke Sahara tot 31 januari 2004.
Resolutie 1514 van 13 novemberVerlengde de VN-missie in Ivoorkust tot 4 februari 2004.
Resolutie 1515 van 19 novemberSteunde het plan voor een tweestatenoplossing in Israël.
Resolutie 1516 van 20 novemberVeroordeelde de bomaanslagen in Turkije.
Resolutie 1517 van 24 novemberVerlengde de vredesmissie in Cyprus tot 15 juni 2004.
Resolutie 1518 van 24 novemberRichtte een comité op om de lijst met Iraakse personen en entiteiten waartegen sancties van kracht waren te onderhouden.
Resolutie 1519 van 16 decemberRichtte een waarnemingsgroep op om schendingen van het wapenembargo tegen Somalië verder te onderzoeken.
Resolutie 1520 van 22 decemberVerlengde de waarnemingsmissie in het Midden-Oosten met zes maanden.
Resolutie 1521 van 22 decemberStelde nieuwe sancties in tegen Liberia.

## 2004 (1522-1580)
Resolutie 1522 van 15 januariBesliste dat zijn eis om Kisangani te demilitariseren niet zou gelden voor het nieuwe eenheidsleger van Congo-Kinshasa.
Resolutie 1523 van 30 januariVerlengde de missie in de Westelijke Sahara tot 30 april.
Resolutie 1524 van 30 januariVerlengde de waarnemingsmissie in Georgië tot 30 juli.
Resolutie 1525 van 30 januariVerlengde de interim VN-macht in Zuid-Libanon met 6 maanden.
Resolutie 1526 van 30 januariVroeg dat alle landen maatregelen namen tegen terreurorganisaties.
Resolutie 1527 van 4 februariVerlengde de VN-missie in Ivoorkust tot 27 februari.
Resolutie 1528 van 27 februariVerlengde de VN-missie in Ivoorkust tot 4 april en richtte een vredesmacht op.
Resolutie 1529 van 29 februariAutoriseerde een tijdelijke multinationale macht in Haïti.
Resolutie 1530 van 11 maartVeroordeelde de bomaanslagen in Spanje.
Resolutie 1531 van 12 maartVerlengde de waarnemingsmissie in Ethiopië en Eritrea tot 15 september.
Resolutie 1532 van 12 maartBevroor het geld dat ex-president Charles Taylor van Liberia naar het buitenland had versluisd.
Resolutie 1533 van 12 maartRichtte een comité en een panel van experts op voor onderzoek naar schendingen van het wapenembargo tegen gewapende groepen en milities in Oost-Congo.
Resolutie 1534 van 26 maartVroeg de betrokken landen om betere medewerking met het Joegoslaviëtribunaal en het Rwandatribunaal.
Resolutie 1535 van 26 maartHervormde het Antiterrorismecomité van de Veiligheidsraad.
Resolutie 1536 van 26 maartVerlengde de bijstandsmissie in Afghanistan met 12 maanden.
Resolutie 1537 van 30 maartVerlengde de vredesmissie in Sierra Leone met 6 maanden.
Resolutie 1538 van 21 aprilVerwelkomde het onderzoek naar corruptie in het olie-voor-voedselprogramma.
Resolutie 1539 van 22 aprilRiep partijen in gewapende conflicten op het gebruik van kindsoldaten te stoppen.
Resolutie 1540 van 28 aprilVerbood het steunen van niet-landen bij het verwerven van kern-, chemische-, of biowapens.
Resolutie 1541 van 29 aprilVerlengde de missie in de Westelijke Sahara tot 31 oktober.
Resolutie 1542 van 30 aprilRichtte de stabilisatiemacht in Haïti op.
Resolutie 1543 van 14 meiVerlengde de vredesmissie in Oost-Timor met 6 maanden.
Resolutie 1544 van 19 meiRiep Israël op geen Palestijnse woningen meer te slopen.
Resolutie 1545 van 21 meiRichtte de vredesmissie in Burundi op.
Resolutie 1546 van 8 juniStemde op vraag van Irak zelf in met het behoud van de multinationale bezettingsmacht.
Resolutie 1547 van 11 juniStemde in met het sturen van een voorhoedeteam naar Soedan.
Resolutie 1548 van 11 juniVerlengde de vredesmissie in Cyprus tot 15 december.
Resolutie 1549 van 17 juniVerlengde het onderzoek naar de uitvoering en schendingen van de tegen Liberia opgelegde sancties.
Resolutie 1550 van 20 juniVerlengde de waarnemingsmissie in het Midden-Oosten met zes maanden.
Resolutie 1551 van 9 juliStemde in met een verlenging van SFOR in Bosnië en Herzegovina met 12 maanden.
Resolutie 1552 van 27 juliVerlengde het wapenembargo tegen de Democratische Republiek Congo en het onderzoek naar de schendingen ervan.
Resolutie 1553 van 29 juliVerlengde de interim VN-macht in Zuid-Libanon met 6 maanden.
Resolutie 1554 van 29 juliVerlengde de waarnemingsmissie in Georgië tot 31 januari 2005.
Resolutie 1555 van 29 juliBreidde het mandaat van de vredesmacht in de Democratische Republiek Congo uit.
Resolutie 1556 van 30 juliLegde een wapenembargo op tegen alle niet-overheidsentiteiten in Soedan.
Resolutie 1557 van 12 augustusVerlengde de bijstandsmissie in Irak met 12 maanden.
Resolutie 1558 van 17 augustusVerlengde de waarnemingsgroep die de schendingen van het wapenembargo tegen Somalië onderzocht.
Resolutie 1559 van 2 septemberOproep tot beëindiging van de bezetting van Libanon door Syrië.
Resolutie 1560 van 14 septemberVerlengde de waarnemingsmissie in Ethiopië en Eritrea tot 15 maart 2005.
Resolutie 1561 van 17 septemberVerlengde de vredesmissie in Liberia met een jaar.
Resolutie 1562 van 17 septemberVerlengde de vredesmissie in Sierra Leone tot 30 juni 2005.
Resolutie 1563 van 17 septemberVerlengde de autorisatie van de NAVO-macht in Afghanistan met een jaar.
Resolutie 1564 van 18 septemberRichtte een internationale onderzoekscommissie op naar mensenrechtenschendingen in Darfur.
Resolutie 1565 van 1 oktoberVerlengde de vredesmacht in de Democratische Republiek Congo met 6 maanden en autoriseerde versterkingen.
Resolutie 1566 van 8 oktoberRichtte een werkgroep op voor maatregelen tegen terroristen.
Resolutie 1567 van 14 oktoberWeerhield een aantal nominaties voor rechter in het Joegoslaviëtribunaal.
Resolutie 1568 van 22 oktoberVerlengde de vredesmissie in Cyprus tot 15 juni 2005.
Resolutie 1569 van 26 oktoberBesliste een aantal vergaderingen in Nairobi te houden.
Resolutie 1570 van 28 oktoberVerlengde de missie in de Westelijke Sahara tot 30 april 2005.
Resolutie 1571 van 4 novemberVastlegging datum voor de verkiezing van een nieuwe rechter voor het Internationaal Gerechtshof.
Resolutie 1572 van 15 novemberLegde sancties op tegen Ivoorkust.
Resolutie 1573 van 16 novemberVerlengde de vredesmissie in Oost-Timor een laatste keer met 6 maanden.
Resolutie 1574 van 19 novemberVerlengde de voorhoedemissie in Soedan met 3 maanden.
Resolutie 1575 van 22 novemberAutoriseerde de Europese vredesmissie in Bosnië en Herzegovina voor een initiële periode van een jaar.
Resolutie 1576 van 29 novemberVerlengde de stabilisatiemacht in Haïti met 6 maanden.
Resolutie 1577 van 1 decemberVerlengde de vredesmissie in Burundi met 6 maanden.
Resolutie 1578 van 15 decemberVerlengde de waarnemingsmissie in het Midden-Oosten met zes maanden.
Resolutie 1579 van 21 decemberVerlengde de economische maatregelen tegen Liberia met 6 tot 12 maanden.
Resolutie 1580 van 22 decemberVerlengde de speciale politieke missie in Guinee-Bissau met 1 jaar.

## 2005 (1581-1651)
Resolutie 1581 van 18 januariStond toe dat de vertrekkende ad-litemrechters van het Joegoslaviëtribunaal hun lopende zaak afhandelden.
Resolutie 1582 van 28 januariVerlengde de waarnemingsmissie in Georgië met 6 maanden.
Resolutie 1583 van 28 januariVerlengde de interim VN-macht in Zuid-Libanon met 6 maanden.
Resolutie 1584 van 1 februariAutoriseerde UNOCI en de Franse troepen om wapencontroles te doen in Ivoorkust.
Resolutie 1585 van 11 maartVerlengde de voorhoedemissie in Soedan met 6 dagen.
Resolutie 1586 van 14 maartVerlengde de waarnemingsmissie in Ethiopië en Eritrea met 6 maanden.
Resolutie 1587 van 15 maartVerlengde de waarnemingsgroep die de schendingen van het wapenembargo tegen Somalië onderzocht.
Resolutie 1588 van 17 maartVerlengde de voorhoedemissie in Soedan met 7 dagen.
Resolutie 1589 van 24 maartVerlengde de bijstandsmissie in Afghanistan met 12 maanden.
Resolutie 1590 van 24 maartRichtte de vredesmissie in Soedan op.
Resolutie 1591 van 29 maartTrof sancties tegen hen die vrede in Darfur in de weg stonden.
Resolutie 1592 van 30 maartVerlengde de vredesmacht in de Democratische Republiek Congo met 5 maanden.
Resolutie 1593 van 31 maartVerwees de kwestie-Darfur door naar het Internationaal Strafhof.
Resolutie 1594 van 4 aprilVerlengde de vredesmissie in Ivoorkust met 1 maand.
Resolutie 1595 van 7 aprilRichtte een internationale onderzoekscommissie op naar de aanslag op Rafiq Hariri in Libanon.
Resolutie 1596 van 18 aprilBreidde het wapenembargo in de Democratische Republiek Congo uit.
Resolutie 1597 van 20 aprilBepaalde dat de ad-litemrechters van het Joegoslaviëtribunaal herverkiesbaar waren.
Resolutie 1598 van 28 aprilVerlengde de missie in de Westelijke Sahara met 6 maanden.
Resolutie 1599 van 28 aprilRichtte de opvolgingsmissie in Oost-Timor op.
Resolutie 1600 van 4 meiVerlengde de vredesmissie in Ivoorkust met 1 maand.
Resolutie 1601 van 31 meiVerlengde de stabilisatiemacht in Haïti tot 24 juni.
Resolutie 1602 van 31 meiVerlengde de vredesmissie in Burundi met 6 maanden.
Resolutie 1603 van 3 juniVerlengde de vredesmissie in Ivoorkust tot 24 juni.
Resolutie 1604 van 15 juniVerlengde de vredesmissie in Cyprus met 6 maanden.
Resolutie 1605 van 17 juniVerlengde de waarnemingsmissie in het Midden-Oosten met 6 maanden.
Resolutie 1606 van 20 juniVroeg onderhandelingen tussen de VN en Burundi over aanbevelingen over het te voeren onderzoek naar onder meer de genocide die had plaatsgevonden.
Resolutie 1607 van 21 juniVerlengde het diamantembargo tegen Liberia met 6 maanden en het panel van experts dat toezag op de sancties tegen dat land.
Resolutie 1608 van 22 juniVerlengde de stabilisatiemacht in Haïti met 8 maanden.
Resolutie 1609 van 24 juniVerlengde de vredesmissie in Ivoorkust met 7 maanden.
Resolutie 1610 van 30 juniVerlengde de vredesmissie in Sierra Leone met 6 maanden.
Resolutie 1611 van 7 juliVeroordeelde de terroristische aanslagen in Londen van 7 juli 2005.
Resolutie 1612 van 26 juliStemde in met de oprichting van een mechanisme om toe te zien op het gebruik van kindsoldaten.
Resolutie 1613 van 26 juliWeerhield een aantal nominaties voor rechter in het Joegoslaviëtribunaal.
Resolutie 1614 van 29 juliVerlengde de interim VN-macht in Zuid-Libanon met 6 maanden.
Resolutie 1615 van 29 juliVerlengde de waarnemingsmissie in Georgië met 6 maanden.
Resolutie 1616 van 29 juliVerlengde het wapenembargo tegen alle gewapende groepen in de Democratische Republiek Congo met 1 jaar.
Resolutie 1617 van 29 juliVerlengde de waarnemingsgroep die toezag op de uitvoering van maatregelen tegen terrorisme met 17 maanden.
Resolutie 1618 van 4 augustusStelde dat de vele terreurdaden in Irak het overgangsproces niet mochten verstoren.
Resolutie 1619 van 11 augustusVerlengde de bijstandsmissie in Irak met 12 maanden.
Resolutie 1620 van 31 augustusRichtte het geïntegreerde VN-kantoor in Sierra Leone op.
Resolutie 1621 van 6 septemberAutoriseerde een versterking van de vredesmacht in de Democratische Republiek Congo.
Resolutie 1622 van 13 septemberVerlengde de waarnemingsmissie in Ethiopië en Eritrea met 6 maanden.
Resolutie 1623 van 13 septemberVerlengde de autorisatie van de NAVO-macht in Afghanistan met een jaar.
Resolutie 1624 van 14 septemberVroeg landen onder meer om het aanzetten tot terreurdaden strafbaar te maken.
Resolutie 1625 van 14 septemberNam een verklaring aan over het voorkomen van conflicten in vooral Afrika.
Resolutie 1626 van 19 septemberVerlengde de vredesmissie in Liberia met 6 maanden.
Resolutie 1627 van 23 septemberVerlengde de vredesmissie in Soedan met 6 maanden.
Resolutie 1628 van 30 septemberVerlengde de vredesmacht in de Democratische Republiek Congo met 1 maand.
Resolutie 1629 van 30 septemberEen van de rechters van het Joegoslaviëtribunaal werd op een zaak gezet voor haar ambtstermijn aanving.
Resolutie 1630 van 14 oktoberVerlengde de waarnemingsgroep die de schendingen van het wapenembargo tegen Somalië onderzocht.
Resolutie 1631 van 17 oktoberVroeg om Regionale- en subregionale organisaties te versterken zodat ze de VN konden helpen in diens rol als handhaver van de internationale vrede en veiligheid.
Resolutie 1632 van 18 oktoberVerlengde de groep van experts die de wapenstromen naar Ivoorkust onderzocht met 2 maanden.
Resolutie 1633 van 21 oktoberDrong aan op de aanstelling van een door alle partijen in Ivoorkust aanvaardbare eerste minister.
Resolutie 1634 van 28 oktoberVerlengde de missie in de Westelijke Sahara met 6 maanden.
Resolutie 1635 van 28 oktoberVerlengde de vredesmacht in de Democratische Republiek Congo met 11 maanden.
Resolutie 1636 van 31 oktoberEiste betere medewerking van Syrië aan het onderzoek naar de aanslag op Rafiq Hariri.
Resolutie 1637 van 8 novemberStemde op vraag van Irak zelf in met het behoud van de multinationale bezettingsmacht.
Resolutie 1638 van 11 novemberDroeg de vredesmacht in Liberia op voormalig president Charles Taylor op te pakken en uit te leveren aan Sierra Leone moest hij voet in het land zetten.
Resolutie 1639 van 21 novemberVerlengde de autorisatie van de Europese stabilisatiemacht in Bosnië en Herzegovina met 12 maanden.
Resolutie 1640 van 23 novemberEiste dat Eritrea de beperkingen die het de waarnemingsmacht oplegde introk en dat Eritrea en Ethiopië troepen terugtrokken.
Resolutie 1641 van 30 novemberVerlengde de VN-operatie in Burundi tot 15 januari 2006.
Resolutie 1642 van 14 decemberVerlengde de vredesmissie in Cyprus met 6 maanden.
Resolutie 1643 van 15 decemberVerlengde de sancties tegen Ivoorkust met 1 jaar.
Resolutie 1644 van 15 decemberVerlengde de onderzoekscommissie naar de aanslag op Rafiq Hariri in Libanon met 6 maanden.
Resolutie 1645 van 20 decemberRichtte de Vredesopbouwcommissie op.
Resolutie 1646 van 20 decemberBepaling dat de 5 permanente leden van de VN-Veiligheidsraad en jaarlijks 2 nieuwe van zijn verkozen leden lid werden van het organiserend comité van de pas opgerichte Vredesopbouwcommissie.
Resolutie 1647 van 20 decemberVerlengde de economische maatregelen tegen Liberia met 6 tot 12 maanden en het panel van experts dat toezag op de sancties tegen dat land.
Resolutie 1648 van 21 decemberVerlengde de waarnemingsmissie in het Midden-Oosten met 6 maanden.
Resolutie 1649 van 21 decemberBreidde het wapenembargo in de Democratische Republiek Congo uit.
Resolutie 1650 van 21 decemberVerlengde de VN-operatie in Burundi tot 1 juli 2006.
Resolutie 1651 van 21 decemberVerlengde het panel van experts dat toezag op de maatregelen tegen de partijen in Darfur met 3 maanden.

## 2006 (1652-1738)
Resolutie 1652 van 24 januariVerlengde de vredesmissie in Ivoorkust met 11 maanden.
Resolutie 1653 van 27 januariVroeg samenwerking tussen de landen in het Grote Merengebied tegen de gewapende groepen in die regio.
Resolutie 1654 van 31 januariVerlengde de groep van experts die de schendingen van het wapenembargo tegen gewapende groepen in de Democratische Republiek Congo onderzocht met 6 maanden.
Resolutie 1655 van 31 januariVerlengde de interim VN-macht in Zuid-Libanon met 6 maanden.
Resolutie 1656 van 31 januariVerlengde de waarnemingsmissie in Georgië met 2 maanden.
Resolutie 1657 van 6 februariAutoriseerde dat een compagnie van de vredesmacht in Liberia werd ingezet bij die in Ivoorkust.
Resolutie 1658 van 14 februariVerlengde de vredesmacht in Haïti met 6 maanden.
Resolutie 1659 van 15 februariSteunde een met Afghanistan afgesloten compact.
Resolutie 1660 van 28 februariStond toe dat in het Joegoslaviëtribunaal reserverechters werden toegewezen aan de rechtszaken.
Resolutie 1661 van 14 maartVerlengde de waarnemingsmissie in Ethiopië en Eritrea met 1 maand.
Resolutie 1662 van 23 maartVerlengde de bijstandsmissie in Afghanistan met 12 maanden.
Resolutie 1663 van 24 maartVerlengde de vredesmissie in Soedan met 6 maanden.
Resolutie 1664 van 24 maartVroeg de Secretaris-Generaal met Libanon te onderhandelen over een internationaal tribunaal.
Resolutie 1665 van 29 maartVerlengde het panel van experts dat toezag op de maatregelen tegen de partijen in Darfur met 6 maanden.
Resolutie 1666 van 31 maartVerlengde de waarnemingsmissie in Georgië tot 15 oktober.
Resolutie 1667 van 31 maartVerlengde de vredesmacht in Liberia met 6 maanden.
Resolutie 1668 van 10 aprilStond toe dat een van de rechters in het Joegoslaviëtribunaal langer dan 3 jaar aanbleef om zijn zaak te kunnen uitzitten.
Resolutie 1669 van 10 aprilStond toe dat militaire van de VN-operatie in Burundi werden ingezet bij die in de Democratische Republiek Congo.
Resolutie 1670 van 13 aprilVerlengde de waarnemingsmissie in Ethiopië en Eritrea met 1 maand.
Resolutie 1671 van 25 aprilAutoriseerde een tijdelijke EU-macht in de Democratische Republiek Congo.
Resolutie 1672 van 25 aprilNoemde enkele Soedanezen tegen wie sancties werden getroffen.
Resolutie 1673 van 27 aprilVerlengde het 1540-Comité met 2 jaar.
Resolutie 1674 van 28 aprilVeroordeelde het met opzet treffen van de bevolking tijdens gewapende conflicten.
Resolutie 1675 van 28 aprilVerlengde de missie in de Westelijke Sahara met 6 maanden.
Resolutie 1676 van 10 meiVerlengde de waarnemingsgroep die schendingen van het wapenembargo tegen Somalië onderzocht met 6 maanden.
Resolutie 1677 van 12 meiVerlengde het VN-kantoor in Oost-Timor tot 20 juni.
Resolutie 1678 van 15 meiVerlengde de waarnemingsmissie in Ethiopië en Eritrea met 2 weken.
Resolutie 1679 van 16 meiVroeg de voorbereiding van de overgang van de AU-missie in Darfur tot een VN-operatie.
Resolutie 1680 van 17 meiRiep Syrië op diplomatieke betrekkingen aan te knopen met Libanon.
Resolutie 1681 van 31 meiVerlengde de waarnemingsmissie in Ethiopië en Eritrea met 4 maanden.
Resolutie 1682 van 2 juniVersterkte de vredesmacht in Ivoorkust.
Resolutie 1683 van 13 juniSloot de nieuwe veiligheidsdiensten van Liberia uit van het wapenembargo.
Resolutie 1684 van 13 juniVerlengde de ambtstermijnen van de rechters van het Rwandatribunaal tot 31 december 2008.
Resolutie 1685 van 13 juniVerlengde de waarnemingsmissie in het Midden-Oosten met 6 maanden.
Resolutie 1686 van 15 juniVerlengde de onderzoekscommissie naar de aanslag op Rafiq Hariri in Libanon met 1 jaar.
Resolutie 1687 van 15 juniVerlengde de vredesmissie in Cyprus met 6 maanden.
Resolutie 1688 van 16 juniStemde ermee in dat Charles Taylor in Nederland werd berecht.
Resolutie 1689 van 20 juniSchrapte de sancties tegen hout uit Liberia en verlengde die tegen diamanten met 6 maanden.
Resolutie 1690 van 20 juniVerlengde het VN-kantoor in Oost-Timor tot 20 augustus.
Resolutie 1691 van 22 juniAanbeveling Montenegro als VN-lidstaat.
Resolutie 1692 van 30 juniVerlengde de VN-operatie in Burundi met 6 maanden.
Resolutie 1693 van 30 juniVerlengde de versterking van de vredesmacht in de Democratische Republiek Congo met 3 maanden.
Resolutie 1694 van 13 juliVersterkte het politiecomponent van de vredesmissie in Liberia en verkleinde het militaire component.
Resolutie 1695 van 15 juliVeroordeelde Noord-Koreaanse proeven met ballistische raketten.
Resolutie 1696 van 31 juliEis tot stopzetting van uraniumverrijking door Iran.
Resolutie 1697 van 31 juliVerlengde de interim VN-macht in Zuid-Libanon met 1 maand.
Resolutie 1698 van 31 juliVerlengde het wapenembargo in de Democratische Republiek Congo met 1 jaar.
Resolutie 1699 van 8 augustusVroeg dat de samenwerking met Interpol verder werd uitgediept.
Resolutie 1700 van 10 augustusVerlengde de bijstandsmissie in Irak met 12 maanden.
Resolutie 1701 van 11 augustusRiep Israël en Libanon op tot een staakt-het-vuren en verlengde de VN-macht in Zuid-Libanon met 1 jaar.
Resolutie 1702 van 15 augustusVerlengde de vredesmacht in Haïti met 6 maanden en hervormde ze.
Resolutie 1703 van 18 augustusVerlengde het VN-kantoor in Oost-Timor met 5 dagen.
Resolutie 1704 van 25 augustusRichtte de vredesmissie in Oost-Timor op.
Resolutie 1705 van 29 augustusStond een rechter in het Rwandatribunaal toe na afloop van haar ambtstermijn te blijven zetelen tot een zaak was afgelopen.
Resolutie 1706 van 31 augustusVersterkte de vredesmacht in Soedan en breidde het mandaat uit.
Resolutie 1707 van 12 septemberVerlengde de autorisatie van de NAVO-macht in Afghanistan met 1 jaar.
Resolutie 1708 van 13 septemberVerlengde de groep van experts die de illegale wapenhandel naar Ivoorkust onderzocht met 3 maanden.
Resolutie 1709 van 22 septemberVerlengde de vredesmacht in Soedan tot 8 oktober.
Resolutie 1710 van 29 septemberVerlengde de waarnemingsmissie in Ethiopië en Eritrea met 4 maanden.
Resolutie 1711 van 29 septemberVerlengde de vredesmacht in de Democratische Republiek Congo tot 15 februari 2007.
Resolutie 1712 van 29 septemberVerlengde de vredesmacht in Liberia met 6 maanden.
Resolutie 1713 van 29 septemberVerlengde het panel van experts dat toezag op de maatregelen tegen de partijen in Darfur met 1 jaar.
Resolutie 1714 van 6 oktoberVerlengde de vredesmacht in Soedan tot 30 april 2007.
Resolutie 1715 van 9 oktoberAanbeveling Ban Ki-moon als Secretaris-Generaal.
Resolutie 1716 van 13 oktoberVerlengde de waarnemingsmissie in Georgië met 6 maanden.
Resolutie 1717 van 13 oktoberVerlengde de ambtstermijnen van de ad-litemrechters in het Rwandatribunaal tot 31 december 2008.
Resolutie 1718 van 14 oktoberVeroordeelde de vermeende kernproef van Noord-Korea en legde sancties op tegen het land.
Resolutie 1719 van 25 oktoberRichtte het geïntegreerde VN-kantoor voor Burundi op.
Resolutie 1720 van 31 oktoberVerlengde de missie in de Westelijke Sahara met 6 maanden.
Resolutie 1721 van 1 novemberStemde in met de maatregelen van de Afrikaanse Unie om de verkiezingen in Ivoorkust nog een jaar uit te stellen.
Resolutie 1722 van 21 novemberVerlengde de autorisatie van de Europese stabilisatiemacht in Bosnië en Herzegovina met 12 maanden.
Resolutie 1723 van 28 novemberStemde op vraag van Irak zelf in met het behoud van de multinationale bezettingsmacht.
Resolutie 1724 van 29 novemberVerlengde de waarnemingsgroep die schendingen van het wapenembargo tegen Somalië onderzocht met 6 maanden.
Resolutie 1725 van 6 decemberAutoriseerde een troepenmacht van de IGAD in Somalië.
Resolutie 1726 van 15 decemberVerlengde de vredesmissie in Ivoorkust tot 10 januari 2007.
Resolutie 1727 van 15 decemberVerlengde de sancties tegen Ivoorkust tot 31 oktober 2007 en de groep van experts die de wapenhandel naar dat land onderzocht met 6 maanden.
Resolutie 1728 van 15 decemberVerlengde de vredesmissie in Cyprus met 6 maanden.
Resolutie 1729 van 15 decemberVerlengde de waarnemingsmissie in het Midden-Oosten met 6 maanden.
Resolutie 1730 van 19 decemberNam de procedure aan om geschrapt te worden van de lijst van personen en entiteiten waartegen sancties golden.
Resolutie 1731 van 20 decemberVerlengde de sancties tegen Liberia met 6 tot 12 maanden.
Resolutie 1732 van 21 decemberBesloot dat de Informele Werkgroep over Algemene Kwesties inzake Sancties haar mandaat had volbracht.
Resolutie 1733 van 22 decemberEerbetoon aan uittredend Secretaris-Generaal Kofi Annan.
Resolutie 1734 van 22 decemberVerlengde het Geïntegreerd VN-Kantoor in Sierra Leone met 12 maanden.
Resolutie 1735 van 22 decemberVerlengde de waarnemingsgroep die toezag op de uitvoering van maatregelen tegen terrorisme met 18 maanden.
Resolutie 1736 van 22 decemberVersterkte de vredesmacht in de Democratische Republiek Congo.
Resolutie 1737 van 23 decemberLegde sancties op tegen Iran vanwege diens kernprogramma.
Resolutie 1738 van 23 decemberVeroordeelde aanvallen op journalisten en de media in gewapende conflicten.

## 2007 (1739-1794)
Resolutie 1739 van 10 januariVerlengde de vredesmissie in Ivoorkust tot 30 juni.
Resolutie 1740 van 23 januariRichtte de vredesmissie in Nepal op.
Resolutie 1741 van 30 januariVerlengde de waarnemingsmissie in Ethiopië en Eritrea met 6 maanden.
Resolutie 1742 van 15 februariVerlengde de vredesmacht in de Democratische Republiek Congo met 2 maanden.
Resolutie 1743 van 15 februariVerlengde de vredesmacht in Haïti met 6 maanden.
Resolutie 1744 van 21 februariAutoriseerde de vredesmissie van de Afrikaanse Unie in Somalië.
Resolutie 1745 van 22 februariVerlengde de vredesmacht in Oost-Timor met 1 jaar.
Resolutie 1746 van 23 maartVerlengde de bijstandsmissie in Afghanistan met 1 jaar.
Resolutie 1747 van 24 maartVerstrengde de sancties tegen Iran vanwege diens kernprogramma.
Resolutie 1748 van 27 maartVerlengde de onderzoekscommissie naar de aanslag op Rafiq Hariri in Libanon met 1 jaar.
Resolutie 1749 van 28 maartBeëindigde de vereiste om alle wapenleveringen aan Rwanda te meldden aan het 918-Comité van de Veiligheidsraad.
Resolutie 1750 van 30 maartVerlengde de vredesmacht in Liberia met 6 maanden.
Resolutie 1751 van 13 aprilVerlengde de vredesmacht in de Democratische Republiek Congo met 1 maand.
Resolutie 1752 van 13 aprilVerlengde de waarnemingsmissie in Georgië met 6 maanden.
Resolutie 1753 van 27 aprilBeëindigde het diamantembargo tegen Liberia.
Resolutie 1754 van 30 aprilVerlengde de missie in de Westelijke Sahara met 6 maanden.
Resolutie 1755 van 30 aprilVerlengde de vredesmacht in Soedan met 6 maanden.
Resolutie 1756 van 15 meiVerlengde de vredesmacht in de Democratische Republiek Congo tot 31 december.
Resolutie 1757 van 30 meiInstelling van een Bijzonder Tribunaal voor Libanon ter berechting van de verdachten van de moord op de Libanese oud-premier Rafik Hariri.
Resolutie 1758 van 15 juniVerlengde de vredesmissie in Cyprus met 6 maanden.
Resolutie 1759 van 20 juniVerlengde de waarnemingsmissie in het Midden-Oosten met 6 maanden.
Resolutie 1760 van 20 juniVerlengde het panel van experts dat toezag op de sancties tegen Liberia met 6 maanden.
Resolutie 1761 van 20 juniVerlengde de groep van experts die toezag op de sancties tegen Ivoorkust tot 31 oktober.
Resolutie 1762 van 29 juniBeëindigde de wapeninspecties in Irak.
Resolutie 1763 van 29 juniVerlengde de vredesmacht in Ivoorkust met 2 weken.
Resolutie 1764 van 29 juniStemde in met de aanstelling van een nieuwe Hoge Vertegenwoordiger in Bosnië en Herzegovina.
Resolutie 1765 van 16 juliVerlengde de vredesmacht in Ivoorkust met 6 maanden.
Resolutie 1766 van 23 juliVerlengde de waarnemingsgroep die schendingen van het wapenembargo tegen Somalië onderzocht met 6 maanden.
Resolutie 1767 van 30 juliVerlengde de waarnemingsmissie in Ethiopië en Eritrea met 6 maanden.
Resolutie 1768 van 31 juliVerlengde de sancties tegen gewapende groepen en de groep van experts die erop toezag in de Democratische Republiek Congo met 10 dagen.
Resolutie 1769 van 31 juliAutoriseerde de VN/AU-vredesoperatie in Darfur.
Resolutie 1770 van 10 augustusVerlengde de bijstandsmissie in Irak met 12 maanden.
Resolutie 1771 van 10 augustusVerlengde de sancties tegen gewapende groepen en de groep van experts die erop toezag in de Democratische Republiek Congo tot 15 februari 2008.
Resolutie 1772 van 20 augustusVerlengde de autorisatie van de AU-vredesmacht in Somalië met 6 maanden.
Resolutie 1773 van 24 augustusVerlengde de interim VN-macht in Zuid-Libanon met 1 jaar.
Resolutie 1774 van 14 septemberAanstelling openbaar aanklager van het Rwandatribunaal.
Resolutie 1775 van 14 septemberVerlengde de ambtstermijn van de openbaar aanklager van het Joegoslaviëtribunaal tot 31 december 2007.
Resolutie 1776 van 19 septemberVerlengde de autorisatie van de NAVO-macht in Afghanistan met 1 jaar.
Resolutie 1777 van 20 septemberVerlengde de vredesmissie in Liberia met 1 jaar.
Resolutie 1778 van 25 septemberRichtte de vredesmissie in Tsjaad en de Centraal-Afrikaanse Republiek op en autoriseerde een EU-operatie.
Resolutie 1779 van 28 septemberVerlengde het panel van experts dat toezag op het wapenembargo tegen Darfur met 1 jaar.
Resolutie 1780 van 15 oktoberVerlengde de vredesmacht in Haïti met 1 jaar.
Resolutie 1781 van 15 oktoberVerlengde de waarnemingsmissie in Georgië met 6 maanden.
Resolutie 1782 van 29 oktoberVerlengde de sancties tegen Ivoorkust met 1 jaar.
Resolutie 1783 van 31 oktoberVerlengde de missie in de Westelijke Sahara met 6 maanden.
Resolutie 1784 van 31 oktoberVerlengde de vredesmacht in Soedan met 6 maanden.
Resolutie 1785 van 21 novemberVerlengde de autorisatie van de Europese stabilisatiemacht in Bosnië en Herzegovina met 12 maanden.
Resolutie 1786 van 28 novemberAanstelling openbaar aanklager van het Joegoslaviëtribunaal.
Resolutie 1787 van 10 decemberVerlengde het Uitvoerend Directoraat van het Antiterrorismecomité met 3 maanden.
Resolutie 1788 van 14 decemberVerlengde de waarnemingsmissie in het Midden-Oosten met 6 maanden.
Resolutie 1789 van 14 decemberVerlengde de vredesmissie in Cyprus met 6 maanden.
Resolutie 1790 van 18 decemberStemde op vraag van Irak zelf in met het behoud van de multinationale bezettingsmacht.
Resolutie 1791 van 19 decemberVerlengde het VN-kantoor in Burundi met 1 jaar.
Resolutie 1792 van 19 decemberVerlengde het wapenembargo tegen Liberia met 1 jaar en het panel van experts dat schendingen ervan onderzocht met 6 maanden.
Resolutie 1793 van 21 decemberVerlengde het geïntegreerd VN-kantoor in Sierra Leone met 9 maanden.
Resolutie 1794 van 21 decemberVerlengde de vredesmacht in de Democratische Republiek Congo met 1 jaar.

## 2008 (1795-1859)
Resolutie 1795 van 15 januariVerlengde de vredesmacht in Ivoorkust met 6 maanden.
Resolutie 1796 van 23 januariVerlengde de vredesmissie in Nepal met 6 maanden.
Resolutie 1797 van 30 januariAutoriseerde de vredesmacht in de Democratische Republiek Congo om te helpen met de organisatie van lokale verkiezingen.
Resolutie 1798 van 30 januariVerlengde de waarnemingsmissie in Ethiopië en Eritrea met 6 maanden.
Resolutie 1799 van 15 februariVerlengde de sancties tegen gewapende groepen in de Democratische Republiek Congo en de groep van experts die de wapenhandel onderzocht tot 31 maart.
Resolutie 1800 van 20 februariAutoriseerde de Secretaris-Generaal om meer ad-litemrechters aan te stellen bij het Joegoslaviëtribunaal dan de statuten van dat tribunaal voorzagen.
Resolutie 1801 van 20 februariVerlengde de autorisatie van de AU-vredesmacht in Somalië met 6 maanden.
Resolutie 1802 van 25 februariVerlengde de vredesmacht in Oost-Timor met 1 jaar.
Resolutie 1803 van 3 maartVerstrengde de sancties tegen Iran.
Resolutie 1804 van 13 maartRiep alle landen op steun aan de Rwandese milities in het oosten van de Democratische Republiek Congo te voorkomen.
Resolutie 1805 van 20 maartVerlengde het Uitvoerend Directoraat van het Antiterrorismecomité tot eind 2010.
Resolutie 1806 van 20 maartVerlengde de bijstandsmissie in Afghanistan met 1 jaar.
Resolutie 1807 van 31 maartVerlengde de sancties tegen gewapende groepen in de Democratische Republiek Congo en de groep van experts die de wapenhandel onderzocht tot 31 december.
Resolutie 1808 van 15 aprilVerlengde de waarnemingsmissie in Georgië met 6 maanden.
Resolutie 1809 van 16 aprilVroeg meer samenwerking tussen internationale organisaties.
Resolutie 1810 van 25 aprilVerlengde het 1540-Comité met 3 jaar.
Resolutie 1811 van 29 aprilVerlengde de waarnemingsgroep die schendingen van het wapenembargo tegen Somalië onderzocht met 6 maanden.
Resolutie 1812 van 30 aprilVerlengde de vredesmacht in Soedan met 1 jaar.
Resolutie 1813 van 30 aprilVerlengde de missie in de Westelijke Sahara met 1 jaar.
Resolutie 1814 van 15 meiVroeg alle landen mee te werken aan de bescherming van zeetransporten met hulpgoederen voor Somalië tegen piraten.
Resolutie 1815 van 2 juniVerlengde de onderzoekscommissie naar de aanslag op Rafiq Hariri in Libanon tot 31 december.
Resolutie 1816 van 2 juniVroeg alle landen mee te strijden tegen de piraterij voor de kust van Somalië.
Resolutie 1817 van 11 juniVroeg internationale samenwerking tegen de drugshandel in Afghanistan.
Resolutie 1818 van 13 juniVerlengde de vredesmissie in Cyprus met 6 maanden.
Resolutie 1819 van 18 juniVerlengde het panel van experts dat schendingen van het wapenembargo tegen Liberia onderzocht met 6 maanden.
Resolutie 1820 van 19 juniEiste een einde aan alle seksueel geweld tegen vrouwen en meisjes in alle gewapende conflicten.
Resolutie 1821 van 27 juniVerlengde de waarnemingsmissie in het Midden-Oosten met 6 maanden.
Resolutie 1822 van 30 juniVerlengde de waarnemingsgroep die toezag op de uitvoering van maatregelen tegen terrorisme met 18 maanden.
Resolutie 1823 van 10 juliBeëindigde het wapenembargo tegen Rwanda.
Resolutie 1824 van 18 juliVerlengde de ambtstermijnen van de rechters in het Rwandatribunaal.
Resolutie 1825 van 23 juliVerlengde de vredesmissie in Nepal met 6 maanden.
Resolutie 1826 van 29 juliVerlengde de vredesmacht in Ivoorkust met 6 maanden.
Resolutie 1827 van 30 juliBeëindigde de waarnemingsmissie in Ethiopië en Eritrea.
Resolutie 1828 van 31 juliVerlengde de VN-AU-vredesoperatie in Darfur met 12 maanden.
Resolutie 1829 van 4 augustusRichtte het geïntegreerd VN-vredeskantoor in Sierra Leone op.
Resolutie 1830 van 7 augustusVerlengde de bijstandsmissie in Irak met 12 maanden.
Resolutie 1831 van 19 augustusVerlengde de autorisatie van de AU-vredesmacht in Somalië met 6 maanden.
Resolutie 1832 van 27 augustusVerlengde de interim VN-macht in Zuid-Libanon met 1 jaar.
Resolutie 1833 van 22 septemberVerlengde de autorisatie van de NAVO-macht in Afghanistan met 1 jaar.
Resolutie 1834 van 24 septemberVerlengde de vredesmacht in Tsjaad en de Centraal-Afrikaanse Republiek met 6 maanden.
Resolutie 1835 van 27 septemberRiep Iran op aan de eerder gestelde eisten te voldoen.
Resolutie 1836 van 29 septemberVerlengde de vredesmissie in Liberia met 1 jaar.
Resolutie 1837 van 29 septemberVerlengde de ambtstermijnen van de rechters in het Joegoslaviëtribunaal.
Resolutie 1838 van 7 oktoberOpening van de actieve jacht op Somalische piraten.
Resolutie 1839 van 9 oktoberVerlenging voor vier maanden van de VN-missie UNOMIG in Georgië met betrekking tot Abchazië, de eerste verlenging na de Russisch-Georgische Oorlog van 2008.
Resolutie 1840 van 14 oktoberVerlengde de vredesmacht in Haïti met 1 jaar.
Resolutie 1841 van 15 oktoberVerlengde het panel van experts dat toezag op het wapenembargo tegen Darfur met 1 jaar.
Resolutie 1842 van 29 oktoberVerlengde de sancties tegen Ivoorkust en de groep van experts die de wapenhandel naar Ivoorkust onderzocht met 1 jaar.
Resolutie 1843 van 20 novemberVersterkte de vredesmacht in de Democratische Republiek Congo.
Resolutie 1844 van 20 novemberLegde gerichte sancties op tegen Somalië.
Resolutie 1845 van 20 novemberVerlengde de autorisatie van de Europese stabilisatiemacht in Bosnië en Herzegovina met 12 maanden.
Resolutie 1846 van 2 decemberStond landen toe de territoriale wateren van Somalië te betreden voor de strijd tegen piraterij.
Resolutie 1847 van 12 decemberVerlengde de vredesmissie in Cyprus met 6 maanden.
Resolutie 1848 van 12 decemberVerlengde de waarnemingsmissie in het Midden-Oosten met 6 maanden.
Resolutie 1849 van 12 decemberVerlengde de autorisatie van de Secretaris-Generaal om meer ad-litemrechters aan te stellen bij het Joegoslaviëtribunaal dan de statuten van dat tribunaal voorzagen.
Resolutie 1850 van 16 decemberVroeg steun aan de onderhandelingen tussen Israël en de Palestijnse Autoriteit.
Resolutie 1851 van 16 decemberVroeg internationale samenwerking tegen de uit de hand lopende piraterij in Somalië.
Resolutie 1852 van 17 decemberVerlengde de onderzoekscommissie naar de aanslag op Rafiq Hariri in Libanon tot 28 februari 2009.
Resolutie 1853 van 19 decemberVerlengde de waarnemingsgroep die schendingen van het wapenembargo tegen Somalië onderzocht met 12 maanden.
Resolutie 1854 van 19 decemberVerlengde het wapenembargo tegen Liberia en het panel van experts dat schendingen ervan onderzocht met 1 jaar.
Resolutie 1855 van 19 decemberStond toe dat meer dan de voorziene 9 ad-litemrechters werden toegewezen aan zaken in het Rwandatribunaal.
Resolutie 1856 van 22 decemberVerlengde de vredesmacht in de Democratische Republiek Congo met 1 jaar.
Resolutie 1857 van 22 decemberVerlengde de sancties tegen gewapende groepen en de groep van experts die erop toezag in de Democratische Republiek Congo tot 30 november 2009.
Resolutie 1858 van 22 decemberVerlengde het VN-kantoor in Burundi met 1 jaar.
Resolutie 1859 van 22 decemberVerlengde de regelingen in verband met Iraks olie-inkomsten met 1 jaar.

## 2009 (1860-1907)
Resolutie 1860 van 8 januariOproep tot staakt-het-vuren in het Conflict in de Gazastrook 2008-2009.
Resolutie 1861 van 14 januariVerlengde de vredesmacht in de Centraal-Afrikaanse Republiek en stond toe dat de missie uitbreidde naar Tsjaad.
Resolutie 1862 van 14 januariEiste dat Eritrea zich terugtrok en deelnam aan een dialoog met Djibouti.
Resolutie 1863 van 16 januariAutoriseerde de Afrikaanse Unie om haar vredesmissie in Somalië 6 maanden te verlengen.
Resolutie 1864 van 23 januariVerlengde de vredesmissie in Nepal.
Resolutie 1865 van 27 januariVerlengde de vredesmissie in Ivoorkust met 6 maanden.
Resolutie 1866 van 13 februariVerlengde de waarnemingsmissie in Georgië met 4 maanden.
Resolutie 1867 van 26 februariVerlengde de vredesmacht in Oost-Timor met 1 jaar.
Resolutie 1868 van 23 maartVerlengde de bijstandsmissie in Afghanistan met 12 maanden.
Resolutie 1869 van 25 maartStemde in met de nieuw aangestelde hoge vertegenwoordiger in Bosnië en Herzegovina.
Resolutie 1870 van 30 aprilVerlengde de vredesmissie in Soedan met 1 jaar.
Resolutie 1871 van 30 aprilVerlengde de missie in de Westelijke Sahara met 1 jaar.
Resolutie 1872 van 26 meiAutoriseerde de Afrikaanse Unie om haar vredesmissie in Somalië 8 maanden te verlengen.
Resolutie 1873 van 29 meiVerlengde de vredesmissie in Cyprus met 6 maanden.
Resolutie 1874 van 12 juniVeroordeelde een kernproef van Noord-Korea en breidde de sancties tegen dat land uit.
Resolutie 1875 van 23 juniVerlengde de waarnemingsmissie in het Midden-Oosten met zes maanden.
Resolutie 1876 van 26 juniVerlengde de VN-missie in Guinee-Bissau tot 31 december en stemde in met diens vervolgmissie.
Resolutie 1877 van 7 juliVerlengde de ambtstermijnen van de rechters van het Joegoslaviëtribunaal.
Resolutie 1878 van 7 juliVerlengde de ambtstermijnen van de rechters van het Rwandatribunaal.
Resolutie 1879 van 23 juliVerlengde de vredesmissie in Nepal met 6 maanden.
Resolutie 1880 van 30 juliVerlengde de VN-missie in Ivoorkust tot 31 januari 2010.
Resolutie 1881 van 30 juliVerlengde de vredesmacht in Darfur met 12 maanden.
Resolutie 1882 van 4 augustusVroeg een einde aan de straffeloosheid voor schendingen van de kinderrechten.
Resolutie 1883 van 7 augustusVerlengde de bijstandsmissie in Irak met 12 maanden.
Resolutie 1884 van 27 augustusVerlengde de interim VN-macht in Zuid-Libanon met 1 jaar.
Resolutie 1885 van 15 septemberVerlengde de vredesmissie in Liberia met 1 jaar.
Resolutie 1886 van 15 septemberVerlengde het geïntegreerd VN-vredeskantoor in Sierra Leone met 1 jaar.
Resolutie 1887 van 24 septemberRiep alle landen op hun verplichtingen inzake non-proliferatie van kern- en andere massavernietigingswapens na te komen.
Resolutie 1888 van 30 septemberNam maatregelen tegen seksueel geweld tegen vrouwen en kinderen tijdens gewapende conflicten.
Resolutie 1889 van 5 oktoberVroeg maatregelen om de rol van vrouwen in het oplossen van gewapende conflicten te versterken.
Resolutie 1890 van 8 oktoberVerlengde de autorisatie van de NAVO-macht in Afghanistan met 1 jaar.
Resolutie 1891 van 13 oktoberVerlengde het panel van experts dat toezag op het wapenembargo tegen Darfur met 1 jaar.
Resolutie 1892 van 13 oktoberVerlengde de vredesmacht in Haïti met 1 jaar.
Resolutie 1893 van 29 oktoberVerlengde de sancties tegen Ivoorkust en de groep van experts die de wapenhandel naar Ivoorkust onderzocht met 1 jaar.
Resolutie 1894 van 11 novemberEiste dat het internationaal recht inzake de bescherming van burgers in oorlogstijd werd nageleefd.
Resolutie 1895 van 18 novemberVerlengde de autorisatie van de Europese stabilisatiemacht in Bosnië en Herzegovina met 12 maanden.
Resolutie 1896 van 30 novemberVerlengde de sancties tegen gewapende groepen en de groep van experts die erop toezag in de Democratische Republiek Congo met 1 jaar.
Resolutie 1897 van 30 novemberVerlengde de toestemming aan landen om de Somalische wateren te bestreden voor de strijd tegen piraterij met 1 jaar.
Resolutie 1898 van 14 decemberVerlengde de vredesmissie in Cyprus met 6 maanden.
Resolutie 1899 van 16 decemberVerlengde de waarnemingsmissie in het Midden-Oosten met zes maanden.
Resolutie 1900 van 16 decemberStond 2 rechters van het Joegoslaviëtribunaal toe na afloop van hun ambtstermijn hun lopende zaak af te werken.
Resolutie 1901 van 16 decemberStond een rechter van het Rwandatribunaal toe na afloop van zijn ambtstermijn zijn lopende zaak af te werken.
Resolutie 1902 van 17 decemberVerlengde het VN-kantoor in Burundi met 1 jaar.
Resolutie 1903 van 17 decemberVerlengde de sancties tegen Liberia en het panel van experts dat erop toezag met 1 jaar.
Resolutie 1904 van 17 decemberVerscherpte de sancties tegen de Taliban en Al Qaida, verlengde het waarnemingsteam met 1,5 jaar en creëerde een ombudsman.
Resolutie 1905 van 21 decemberVerlengde de regelingen in verband met Iraks' olie-inkomsten met 1 jaar.
Resolutie 1906 van 23 decemberVerlengde de vredesmacht in de Democratische Republiek Congo met 5 maanden.
Resolutie 1907 van 23 decemberStelde sancties in tegen Eritrea.

## 2010 (1908-1966)
Resolutie 1908 van 19 januariBreidde de vredesmacht in Haïti uit.
Resolutie 1909 van 21 januariVerlengde de vredesmissie in Nepal met 4 maanden.
Resolutie 1910 van 28 januariAutoriseerde de Afrikaanse Unie om haar vredesmissie in Somalië 1 jaar te verlengen.
Resolutie 1911 van 28 januariVerlengde de VN-missie in Ivoorkust met 4 maanden.
Resolutie 1912 van 26 februariVerlengde VN-vredesmacht in Oost-Timor met 1 jaar.
Resolutie 1913 van 12 maartVerlengde de vredesmissie in Centraal-Afrikaanse Republiek met 2 maanden.
Resolutie 1914 van 18 maartVastlegging van het moment voor de verkiezing van een nieuwe rechter voor het Internationale Gerechtshof.
Resolutie 1915 van 18 maartTijdelijke verhoging ad-litemrechters in Joegoslaviëtribunaal.
Resolutie 1916 van 19 maartVerlengde de waarnemingsgroep die schendingen van het wapenembargo tegen Somalië onderzocht met 1 jaar.
Resolutie 1917 van 22 maartVerlengde de bijstandsmissie in Afghanistan met 1 jaar.
Resolutie 1918 van 27 aprilVroeg alle landen piraterij strafbaar te stellen gezien de problemen ermee nabij Somalië.
Resolutie 1919 van 29 aprilVerlengde de vredesmissie in Soedan met 1 jaar.
Resolutie 1920 van 30 aprilVerlengde de missie in de Westelijke Sahara met 1 jaar.
Resolutie 1921 van 12 meiVerlengde de vredesmissie in Nepal met 4 maanden.
Resolutie 1922 van 12 meiVerlengde de vredesmacht in de Centraal-Afrikaanse Republiek met 2 weken.
Resolutie 1923 van 25 meiVerlengde de vredesmacht in Tsjaad en de Centraal-Afrikaanse Republiek met 6 maanden.
Resolutie 1924 van 27 meiVerlengde de VN-missie in Ivoorkust met 1 maand.
Resolutie 1925 van 28 meiVerlengde de vredesmacht in de Democratische Republiek Congo met 1 maand.
Resolutie 1926 van 2 juniVastlegging datum voor de verkiezing van een nieuwe rechter voor het Internationaal Gerechtshof.
Resolutie 1927 van 4 juniBreidde de vredesmacht in Haïti uit.
Resolutie 1928 van 7 juniVerlengde het panel van experts dat toezag op de sancties tegen Noord-Korea met 1 jaar.
Resolutie 1929 van 9 juniBreidde de sancties tegen Iran uit.
Resolutie 1930 van 15 juniVerlengde de vredesmissie in Cyprus met 6 maanden.
Resolutie 1931 van 29 juniVerlengde de ambtstermijnen van de rechters van het Joegoslaviëtribunaal.
Resolutie 1932 van 29 juniVerlengde de ambtstermijnen van de rechters van het Rwandatribunaal.
Resolutie 1933 van 30 juniVerlengde de VN-missie in Ivoorkust met 6 maanden.
Resolutie 1934 van 30 juniVerlengde de waarnemingsmissie in het Midden-Oosten met zes maanden.
Resolutie 1935 van 30 juliVerlengde de vredesmacht in Darfur met 12 maanden.
Resolutie 1936 van 5 augustusVerlengde de bijstandsmissie in Irak met 12 maanden.
Resolutie 1937 van 30 augustusVerlengde de interim VN-macht in Zuid-Libanon met 1 jaar.
Resolutie 1938 van 15 septemberVerlengde de vredesmissie in Liberia met 1 jaar.
Resolutie 1939 van 15 septemberVerlengde de vredesmissie in Nepal met 4 maanden.
Resolutie 1940 van 29 septemberHief het wapenembargo tegen Sierra Leone op.
Resolutie 1941 van 29 septemberVerlengde het geïntegreerd VN-vredeskantoor in Sierra Leone met 1 jaar.
Resolutie 1942 van 29 septemberAutoriseerde een tijdelijke versterking van de missie in Ivoorkust.
Resolutie 1943 van 13 oktoberVerlengde de autorisatie van de NAVO-macht in Afghanistan met 1 jaar.
Resolutie 1944 van 14 oktoberVerlengde de vredesmacht in Haïti met 1 jaar.
Resolutie 1945 van 14 oktoberVerlengde het panel van experts dat toezag op het wapenembargo tegen Darfur met 1 jaar.
Resolutie 1946 van 15 oktoberVerlengde de sancties tegen Ivoorkust en de groep van experts die de wapenhandel naar Ivoorkust onderzocht met 1 jaar.
Resolutie 1947 van 29 oktoberVroeg de uitvoering van aanbevelingen die uit de evaluatie van de Vredesopbouwcommissie naar voren waren gekomen.
Resolutie 1948 van 18 novemberVerlengde de autorisatie van de Europese stabilisatiemacht in Bosnië en Herzegovina met 12 maanden.
Resolutie 1949 van 23 novemberVerlengde de VN-missie in Guinee-Bissau tot eind 2011.
Resolutie 1950 van 23 novemberVerlengde de toestemming aan landen om de Somalische wateren te bestreden voor de strijd tegen piraterij met 1 jaar.
Resolutie 1951 van 24 novemberStond een tijdelijke overplaatsing van VN-troepen uit Liberia naar Ivoorkust toe.
Resolutie 1952 van 29 novemberVerlengde de sancties tegen gewapende groepen en de groep van experts die erop toezag in de Democratische Republiek Congo met 1 jaar.
Resolutie 1953 van 14 decemberVerlengde de vredesmissie in Cyprus met 6 maanden.
Resolutie 1954 van 14 decemberStond 2 rechters van het Joegoslaviëtribunaal toe na afloop van hun ambtstermijn hun lopende zaak af te werken.
Resolutie 1955 van 14 decemberStond 3 rechters van het Joegoslaviëtribunaal toe na afloop van hun ambtstermijn hun lopende zaak af te werken alsook een tijdelijke verhoging van het aantal ad litem-rechters.
Resolutie 1956 van 15 decemberBeëindigde Irak's verplichting om alle olie-inkomsten in het ontwikkelingsfonds voor Irak te storten.
Resolutie 1957 van 15 decemberBeëindigde Irak's verplichting om massavernietigingswapens en raketten te vernietigen, kernenergieactiviteiten stop te zetten en hierover informatie te verstrekken.
Resolutie 1958 van 15 decemberBeëindigde alle nog resterende activiteiten onder het Olie-voor-voedselprogramma.
Resolutie 1959 van 16 decemberRichtte het BNUB-kantoor in Burundi op.
Resolutie 1960 van 16 decemberVeroordeelde seksueel geweld in oorlogssituaties en introduceerde nieuwe maatregelen.
Resolutie 1961 van 17 decemberVerlengde de sancties tegen Liberia en het panel van experts dat erop toezag met 1 jaar.
Resolutie 1962 van 20 decemberVerlengde de VN-missie in Ivoorkust met 6 maanden.
Resolutie 1963 van 20 decemberVerlengde het Uitvoerend Directoraat van het Antiterrorismecomité tot eind 2013.
Resolutie 1964 van 22 decemberAutoriseerde de Afrikaanse Unie om haar vredesmissie in Somalië 9 maanden te verlengen.
Resolutie 1965 van 22 decemberVerlengde de waarnemingsmissie in het Midden-Oosten met zes maanden.
Resolutie 1966 van 22 decemberRichtte het Internationaal Residumechanisme voor Straftribunalen op.

## 2011 (1967-2032)
Resolutie 1967 van 19 januariAutoriseerde de stationering van 2000 bijkomende blauwhelmen in Ivoorkust.
Resolutie 1968 van 16 februariVerlengde de toestemming om troepen van de naburige missie in Liberia in te zetten in Ivoorkust met drie maanden.
Resolutie 1969 van 24 februariVerlengde de VN-vredesmacht in Oost-Timor met één jaar.
Resolutie 1970 van 26 februariEiste een onmiddellijk einde aan het geweld in Libië en verwees de situatie in Libië naar het Internationaal Strafhof. Ook legde ze een wapenembargo en reisverboden op en werden de rekeningen van de Libische leider Qadhafi en zijn familie bevroren.
Resolutie 1971 van 3 maartBeëindigde de regeling waarbij troepen van de naburige vredesmacht in Liberia het Sierra Leonetribunaal bewaakten.
Resolutie 1972 van 17 maartVerlichtte tijdelijk de economische sancties tegen Somalië om de humanitaire steun aan het land te verbeteren.
Resolutie 1973 van 17 maartStelde een vliegverbod boven Libië in en machtigde alle VN-lidstaten om, met uitsluiting van buitenlandse bezetting van Libisch grondgebied, alle noodzakelijke maatregelen te nemen voor de bescherming van de burgerbevolking in Libië.
Resolutie 1974 van 22 maartVerlengde de bijstandsmissie in Afghanistan met 1 jaar.
Resolutie 1975 van 30 maartLegde sancties op tegen de president van Ivoorkust.
Resolutie 1976 van 11 aprilOverwoog de oprichting van anti-piraterijrechtbanken voor Somalië.
Resolutie 1977 van 20 aprilVerlengde het 1540-Comité met 3 jaar.
Resolutie 1978 van 27 aprilVerlengde de vredesmissie in Soedan met 2 maanden.
Resolutie 1979 van 27 aprilVerlengde de missie in de Westelijke Sahara met 1 jaar.
Resolutie 1980 van 28 aprilVerlengde de sancties tegen Ivoorkust met 1 jaar.
Resolutie 1981 van 13 meiVerlengde de VN-missie in Ivoorkust met 2,5 maanden.
Resolutie 1982 van 17 meiVerlengde het panel van experts dat toezag op het wapenembargo tegen Darfur met 9 maanden.
Resolutie 1983 van 7 juniVroeg dat VN-mandaten rekening zouden houden met aids in aids-gevoelige regio's.
Resolutie 1984 van 9 juniVerlengde het panel van experts dat toezag op de sancties tegen Iran met 1 jaar.
Resolutie 1985 van 10 juniVerlengde het panel van experts dat toezag op de sancties tegen Noord-Korea met 1 jaar.
Resolutie 1986 van 13 juniVerlengde de vredesmissie in Cyprus met 6 maanden.
Resolutie 1987 van 17 juniAanbeveling tweede termijn voor Ban Ki-moon als Secretaris-Generaal.
Resolutie 1988 van 17 juniSplitste de sancties tegen de Taliban af van deze tegen Al Qaida en behandelde verder deze tegen de Taliban.
Resolutie 1989 van 17 juniBehandelde verder de sancties tegen Al Qaida.
Resolutie 1990 van 27 juniRichtte een vredesmacht op voor Abyei (Soedan).
Resolutie 1991 van 28 juniVerlengde de vredesmacht in de Democratische Republiek Congo met 1 jaar.
Resolutie 1992 van 29 juniVerlengde de toestemming om troepen van de naburige missie in Liberia in te zetten in Ivoorkust met 1 maand.
Resolutie 1993 van 29 juniVerlengde de ambtstermijnen van de rechters van het Joegoslaviëtribunaal met 1,5 jaar.
Resolutie 1994 van 30 juniVerlengde de waarnemingsmissie in het Midden-Oosten met 6 maanden.
Resolutie 1995 van 6 juliDe ad litemrechters van het Rwandatribunaal werden verkiesbaar als voorzitter en kregen ook stemrecht.
Resolutie 1996 van 8 juliRichtte een vredesmacht op voor Zuid-Soedan.
Resolutie 1997 van 11 juliBeëindigde de vredesmacht voor Soedan.
Resolutie 1998 van 12 juliVerklaarde scholen en ziekenhuizen tot verboden terrein voor militaire activiteiten.
Resolutie 1999 van 13 juliAanbeveling Zuid-Soedan als VN-lidstaat.
Resolutie 2000 van 27 juliVerlengde de VN-missie in Ivoorkust met 1 jaar.
Resolutie 2001 van 28 juliVerlengde de bijstandsmissie in Irak met 12 maanden.
Resolutie 2002 van 29 juliVerlengde de waarnemingsgroep die schendingen van het wapenembargo tegen Somalië onderzocht met 1 jaar.
Resolutie 2003 van 29 juliVerlengde de vredesmacht in Darfur met 12 maanden.
Resolutie 2004 van 30 augustusVerlengde de interim VN-macht in Zuid-Libanon met 1 jaar.
Resolutie 2005 van 14 septemberVerlengde het geïntegreerd VN-vredeskantoor in Sierra Leone met 1 jaar.
Resolutie 2006 van 14 septemberVerlengde de aanstelling van de openbaar aanklager van het Rwandatribunaal.
Resolutie 2007 van 14 septemberVerlengde de aanstelling van de openbaar aanklager van het Joegoslaviëtribunaal.
Resolutie 2008 van 16 septemberVerlengde de vredesmissie in Liberia met 1 jaar.
Resolutie 2009 van 16 septemberRichtte de VN-missie voor Libië op.
Resolutie 2010 van 30 septemberAutoriseerde de Afrikaanse Unie om haar vredesmissie in Somalië 13 maanden te verlengen.
Resolutie 2011 van 12 oktoberVerlengde de autorisatie van de NAVO-macht in Afghanistan met 1 jaar.
Resolutie 2012 van 14 oktoberVerlengde de vredesmacht in Haïti met 1 jaar.
Resolutie 2013 van 14 oktoberStond een rechter van het Rwandatribunaal toe deeltijds te werken en tegelijkertijd nog een beroep uit te oefenen.
Resolutie 2014 van 21 oktoberVeroordeelde het geweld in Jemen en steunde een plan van de Golf-Samenwerkingsraad.
Resolutie 2015 van 24 oktoberHield de oprichting van speciale antipiraterijrechtbanken voor Somalië in beraad.
Resolutie 2016 van 27 oktoberBeëindigde de autorisatie van de lidstaten om de bevolking van Libië te beschermen alsook het vliegverbod boven Libië.
Resolutie 2017 van 31 oktoberVroeg maatregelen tegen de verspreiding van wapens in de regio rond Libië.
Resolutie 2018 van 31 oktoberVeroordeelde de piraterij in de Golf van Guinee.
Resolutie 2019 van 16 novemberVerlengde de autorisatie van de Europese stabilisatiemacht in Bosnië en Herzegovina met 12 maanden.
Resolutie 2020 van 22 novemberVerlengde de toestemming aan landen om de Somalische wateren te bestreden voor de strijd tegen piraterij met 1 jaar.
Resolutie 2021 van 29 novemberVerlengde de sancties tegen gewapende groepen en de groep van experts die erop toezag in de Democratische Republiek Congo met 1 jaar.
Resolutie 2022 van 2 decemberVerlengde de VN-missie in Libië met 3 maanden.
Resolutie 2023 van 5 decemberVersterkte de sancties tegen Eritrea.
Resolutie 2024 van 14 decemberBreidde het mandaat van de vredesmacht in Abyei uit.
Resolutie 2025 van 14 decemberVerlengde de sancties tegen Liberia en het panel van experts dat erop toezag met 1 jaar.
Resolutie 2026 van 14 decemberVerlengde de vredesmissie in Cyprus met 7 maanden.
Resolutie 2027 van 20 decemberVerlengde het VN-kantoor in Burundi met 13,5 maanden.
Resolutie 2028 van 21 decemberVerlengde de waarnemingsmissie in het Midden-Oosten met zes maanden.
Resolutie 2029 van 21 decemberVerlengde de ambtstermijnen van 12 rechters van het Rwandatribunaal.
Resolutie 2030 van 21 decemberVerlengde de VN-missie in Guinee-Bissau met 14 maanden.
Resolutie 2031 van 21 decemberVerlengde het VN-kantoor in de Centraal-Afrikaanse Republiek met 13 maanden.
Resolutie 2032 van 22 decemberVerlengde de vredesmacht in Zuid-Soedan met 5 maanden.

## 2012 (2033-2085)
Resolutie 2033 van 12 januariVroeg meer samenwerking tussen de VN en de Afrikaanse Unie.
Resolutie 2034 van 19 januariVastlegging van het moment voor de verkiezing van een nieuwe rechter voor het Internationaal Gerechtshof.
Resolutie 2035 van 17 februariVerlengde het panel van experts dat toezag op het wapenembargo tegen Darfur met 1 jaar.
Resolutie 2036 van 22 februariVroeg de Afrikaanse Unie om diens vredesmacht in Somalië te versterken.
Resolutie 2037 van 23 februariVerlengde de VN-vredesmacht in Oost-Timor met 10 maanden.
Resolutie 2038 van 29 februariStelde de openbaar aanklager van het Internationaal Residumechanisme voor Straftribunalen aan.
Resolutie 2039 van 29 februariVroeg de landen rond de Golf van Guinee een gezamenlijke strategie tegen piraterij uit te werken.
Resolutie 2040 van 12 maartVerlengde de VN-missie in Libië met 1 jaar.
Resolutie 2041 van 22 maartVerlengde de bijstandsmissie in Afghanistan met 1 jaar.
Resolutie 2042 van 14 aprilStuurde enkele waarnemers naar Syrië.
Resolutie 2043 van 21 aprilRichtte de waarnemingsmissie in Syrië op.
Resolutie 2044 van 24 aprilVerlengde de missie in de Westelijke Sahara met 1 jaar.
Resolutie 2045 van 26 aprilVerlengde de sancties tegen Ivoorkust met 1 jaar.
Resolutie 2046 van 2 meiVeroordeelde het geweld tussen Soedan en Zuid-Soedan.
Resolutie 2047 van 17 meiVerlengde de vredesmacht in Abyei met 6 maanden.
Resolutie 2048 van 18 meiWierp sancties op tegen de verantwoordelijken van de staatsgreep in Guinee-Bissau.
Resolutie 2049 van 7 juniVerlengde het panel van experts dat toezag op de sancties tegen Iran met 1 jaar.
Resolutie 2050 van 12 juniVerlengde het panel van experts dat toezag op de sancties tegen Noord-Korea met 13 maanden.
Resolutie 2051 van 12 juniEiste een einde aan de acties tegen de regering in Jemen.
Resolutie 2052 van 27 juniVerlengde de waarnemingsmissie in het Midden-Oosten met 6 maanden.
Resolutie 2053 van 27 juniVerlengde de vredesmacht in Congo met 1 jaar.
Resolutie 2054 van 29 juniVerlengde de ambtstermijnen van vier rechters van het Rwandatribunaal.
Resolutie 2055 van 29 juniBreidde de groep van experts verbonden aan het 1540-Comité uit.
Resolutie 2056 van 5 juliRiep op de orde in Mali te herstellen.
Resolutie 2057 van 5 juliVerlengde de vredesmacht in Zuid-Soedan met 1 jaar.
Resolutie 2058 van 19 juliVerlengde de vredesmacht in Cyprus met 6 maanden.
Resolutie 2059 van 20 juliVerlengde de waarnemingsmacht in Syrië met 1 maand.
Resolutie 2060 van 25 juliVerlengde de waarnemingsgroep in Somalië met 13 maanden.
Resolutie 2061 van 25 juliVerlengde de missie in Irak met 1 jaar.
Resolutie 2062 van 26 juliVerlengde de vredesmacht in Ivoorkust met 1 jaar.
Resolutie 2063 van 31 juliVerlengde met 1 jaar en verkleinde de vredesmacht in Soedan.
Resolutie 2064 van 30 augustusVerlengde de vredesmacht in Libanon met 1 jaar.
Resolutie 2065 van 12 septemberVerlengde het VN-kantoor in Sierra Leone met 7,5 maanden.
Resolutie 2066 van 17 septemberVerlengde de vredesmacht in Liberia met 1 jaar.
Resolutie 2067 van 18 septemberVroeg een snelle regeringsvorming na de verkiezingen in Somalië.
Resolutie 2068 van 19 septemberSprak de bereidheid tot maatregelen tegen groeperingen die de kinderrechten bleven schenden uit.
Resolutie 2069 van 9 oktoberVerlengde de autorisatie van de NAVO-macht in Afghanistan met 1 jaar.
Resolutie 2070 van 12 oktoberVerlengde met 1 jaar en verkleinde de vredesmacht in Haïti.
Resolutie 2071 van 12 oktoberVroeg om onderhandelingen in Mali.
Resolutie 2072 van 31 oktoberVerlengde de autorisatie van de AU-vredesmacht in Somalië met 1 week.
Resolutie 2073 van 7 novemberVerlengde de autorisatie van de AU-vredesmacht in Somalië met 4 maanden.
Resolutie 2074 van 14 novemberVerlengde de autorisatie van de EU-missie in Bosnië en Herzegovina met 1 jaar.
Resolutie 2075 van 16 novemberVerlengde de vredesmacht in Soedan met 6 maanden.
Resolutie 2076 van 20 novemberVeroordeelde de aanvallen van en steun aan de M23-rebellenbeweging in Congo.
Resolutie 2077 van 21 novemberVroeg landen om de strijd tegen Somalische piraterij verder te zetten.
Resolutie 2078 van 28 novemberVerlengde de sancties tegen gewapende groeperingen in Congo.
Resolutie 2079 van 12 decemberVerlengde de sancties tegen Liberia met 1 jaar.
Resolutie 2080 van 12 decemberVerlengde de ambtstermijn van vijf rechters van het Rwandatribunaal.
Resolutie 2081 van 17 decemberVerlengde de ambtstermijn van 21 rechters van het Joegoslaviëtribunaal.
Resolutie 2082 van 17 decemberWijzigde de sancties tegen de Taliban.
Resolutie 2083 van 17 decemberWijzigde de sancties tegen Al Qaida.
Resolutie 2084 van 19 decemberVerlengde de waarnemingsmacht in het Midden-Oosten met 6 maanden.
Resolutie 2085 van 20 decemberAutoriseerde de ECOWAS-vredesmacht in Mali.

## 2013 (2086-2132)
Resolutie 2086 van 21 januariVerbetering van de aanpak van vredesoperaties.
Resolutie 2087 van 22 januariVeroordeelde de schendingen van de sancties tegen Noord-Korea.
Resolutie 2088 van 24 januariVerlengde het VN-kantoor in de Centraal-Afrikaanse Republiek met 1 jaar.
Resolutie 2089 van 24 januariVerlengde de vredesmacht in Cyprus met 6 maanden.
Resolutie 2090 van 13 februariVerlengde het VN-kantoor in Burundi met 1 jaar.
Resolutie 2091 van 14 februariVerlengde het panel van experts dat toezag op het wapenembargo tegen Darfur met 1 jaar.
Resolutie 2092 van 22 februariVerlengde het VN-kantoor in Guinee-Bissau met 3 maanden.
Resolutie 2093 van 6 maartAutoriseerde de Afrikaanse Unie om haar vredesmissie in Somalië met 1 jaar te verlengen.
Resolutie 2094 van 7 maartVerzwaarde de sancties tegen Noord-Korea.
Resolutie 2095 van 14 maartVerlengde de VN-missie in Libië met 1 jaar.
Resolutie 2096 van 19 maartVerlengde de bijstandsmissie in Afghanistan met 1 jaar.
Resolutie 2097 van 26 maartVerlengde het VN-kantoor in Sierra Leone met 1 jaar.
Resolutie 2098 van 28 maartVerlengde de vredesmacht in de Democratische Republiek Congo met 1 jaar en stond toe dat rebellen actief werden ontwapend.
Resolutie 2099 van 25 aprilVerlengde de missie in de Westelijke Sahara met 1 jaar.
Resolutie 2100 van 25 aprilRichtte de vredesmacht voor Mali op.
Resolutie 2101 van 25 aprilVerlengde de sancties tegen Ivoorkust met 1 jaar.
Resolutie 2102 van 2 meiRichtte de bijstandsmissie voor Somalië op.
Resolutie 2103 van 22 meiVerlengde het VN-kantoor in Guinee-Bissau met 1 jaar.
Resolutie 2104 van 29 meiVerlengde de vredesmacht in Abyei met 6 maanden.
Resolutie 2105 van 5 juniVerlengde het panel van experts dat toezag op de sancties tegen Iran met 1 jaar.
Resolutie 2106 van 24 juniScherpte de maatregelen tegen seksueel geweld in conflicten verder aan.
Resolutie 2107 van 27 juniOnthief Irak van een aantal verplichtingen aangaande de terugkeer van Koeweiti's.
Resolutie 2108 van 27 juniVerlengde de waarnemingsmacht in het Midden-Oosten met 6 maanden.
Resolutie 2109 van 11 juliVerlengde de vredesmacht in Zuid-Soedan met 1 jaar.
Resolutie 2110 van 24 juliVerlengde de bijstandsmissie in Irak met 1 jaar.
Resolutie 2111 van 24 juliVerlengde de waarnemingsgroep in Somalië met 15 maanden.
Resolutie 2112 van 30 juliVerlengde de vredesmacht in Ivoorkust met 11 maanden.
Resolutie 2113 van 30 juliVerlengde de vredesmacht in Darfur met 13 maanden.
Resolutie 2114 van 30 juliVerlengde de vredesmacht in Cyprus met 6 maanden.
Resolutie 2115 van 29 augustusVerlengde de waarnemingsmacht in Libanon met 1 jaar.
Resolutie 2116 van 18 septemberVerlengde de vredesmacht in Liberia met 1 jaar.
Resolutie 2117 van 26 septemberVroeg om betere naleving van en controle op wapenembargo's.
Resolutie 2118 van 27 septemberVerbood voor Syrië chemische wapens te verwerven.
Resolutie 2119 van 10 oktoberVerlengde de vredesmacht in Haïti met 1 jaar.
Resolutie 2120 van 10 oktoberVerlengde de autorisatie van de NAVO-macht in Afghanistan met 15 maanden.
Resolutie 2121 van 10 oktoberVeroordeelde de staatsgreep in de Centraal-Afrikaanse Republiek en wijzigde het VN-kantoor aldaar.
Resolutie 2122 van 18 oktoberVroeg meer betrokkenheid van vrouwen bij het oplossen van conflicten.
Resolutie 2123 van 12 novemberVerlengde de autorisatie van de EU-missie in Bosnië en Herzegovina met 1 jaar.
Resolutie 2124 van 12 novemberVerlengde de AU-vredesmacht in Somalië met 8 maanden en vroeg meer manschappen.
Resolutie 2125 van 18 novemberVroeg landen om de strijd tegen Somalische piraterij verder te zetten.
Resolutie 2126 van 25 novemberVerlengde de vredesmacht in Abyei met 6 maanden.
Resolutie 2127 van 5 decemberAutoriseerde de AU-vredesmacht voor de Centraal-Afrikaanse Republiek.
Resolutie 2128 van 10 decemberVerlengde de sancties tegen Liberia met 1 jaar.
Resolutie 2129 van 17 decemberVerlengde het Uitvoerend Directoraat van het Antiterrorismecomité tot eind 2017.
Resolutie 2130 van 18 decemberVerlengde de ambtstermijnen van 17 rechters van het Joegoslaviëtribunaal.
Resolutie 2131 van 18 decemberVerlengde de waarnemingsmacht in het Midden-Oosten met 6 maanden.
Resolutie 2132 van 24 decemberVersterkte de vredesmacht in Zuid-Soedan.

## 2014 (2133-2195)
Resolutie 2133 van 27 januariBevestigde eerdere maatregelen tegen terrorisme en vroeg landen nauw samen te werken bij ontvoeringen en gijzelingsacties door terreurgroepen
Resolutie 2134 van 28 januariVerlengde het VN-kantoor in de Centraal-Afrikaanse Republiek met een jaar, paste het mandaat aan en breidde ook de sancties tegen een aantal personen in dat land uit.
Resolutie 2135 van 30 januariVerlengde de VN-vredesmacht in Cyprus verder met een half jaar.
Resolutie 2136 van 30 januariVerlengde sancties tegen gewapende groeperingen en milities in het oosten van de Democratische Republiek Congo met een jaar.
Resolutie 2137 van 13 februariVerlengde het VN-kantoor in Burundi tot eind 2014.
Resolutie 2138 van 13 februariVerlengde het panel van experts dat toezag op de sancties tegen Darfur met ruim een jaar.
Resolutie 2139 van 22 februariEiste van de strijdende partijen in Syrië dat ze noodhulpverlening aan de noodlijdende bevolking zouden toelaten, alsook het geweld tegen die bevolking zouden staken.
Resolutie 2140 van 26 februariInstelling financiële sancties en een reisverbod tegen personen en organisaties die het politieke overgangsproces in Jemen belemmerden.
Resolutie 2141 van 5 maartVerlengde het panel van experts om toe te zien op de uitvoering van sancties tegen Noord-Korea met dertien maanden.
Resolutie 2142 van 5 maartVerlengde de vrijstelling van de Somalische veiligheidsdiensten van het wapenembargo dat al sinds 1992 tegen het land gold met zeven maanden.
Resolutie 2143 van 7 maartVeroordeelde de inzet van kindsoldaten en oorlogsmisdaden tegen kinderen tijdens gewapende conflicten.
Resolutie 2144 van 14 maartVerlengde de VN-missie in Libië met een jaar.
Resolutie 2145 van 17 maartVerlengde de UNAMA-hulpmissie in Afghanistan met een jaar.
Resolutie 2146 van 19 maartNam maatregelen tegen de illegale uitvoer van aardolie uit Libië.
Resolutie 2147 van 28 maartVerlengde de MONUSCO-vredesmacht in de Democratische Republiek Congo met een jaar.
Resolutie 2148 van 3 aprilHerziening prioriteiten van de UNAMID-vredesmacht die in de Soedanese regio Darfur actief is.
Resolutie 2149 van 10 aprilRichtte de vredesmacht voor Centraal-Afrikaanse Republiek op.
Resolutie 2150 van 16 aprilVeroordeelde het ontkennen van de Rwandese genocide, vroeg om strijd tegen genocide te hervatten en vroeg om ondertekening van het Genocideverdrag.
Resolutie 2151 van 28 aprilBenadrukte het belang van de hervorming van de veiligheidsdiensten van een land na afloop van een gewapend conflict.
Resolutie 2152 van 29 aprilVerlengde de missie in de Westelijke Sahara verder met een jaar.
Resolutie 2153 van 29 aprilWapenembargo en de sancties tegen Ivoorkust met een jaar verlengd terwijl het embargo op ruwe diamant uit het land werd opgeheven.
Resolutie 2154 van 8 meiStelde een nieuwe VN-medaille in voor personen die uitzonderlijke moed hebben betoond tijdens hun deelname aan een VN-vredesoperatie.
Resolutie 2155 van 27 meiVerlengde de vredesmacht in Zuid-Soedan met een half jaar.
Resolutie 2156 van 29 meiVerlengde de vredesmacht in Abyei met 4 maanden.
Resolutie 2157 van 29 meiVerlengde het VN-kantoor in Guinee-Bissau met een half jaar.
Resolutie 2158 van 29 meiVerlengde het jaar tevoren de opgerichte bijstandsmissie in Somalië met een jaar.
Resolutie 2159 van 9 juniVerlengde het panel van experts dat in 2010 was gevormd om toe te zien op de sancties die toen tegen Iran waren getroffen opnieuw met een jaar.
Resolutie 2160 van 17 juniGaf de richtlijnen voor het beheer van de lijst van personen en organisaties die in verband waren gebracht met de Taliban en tegen wie daardoor sancties golden op.
Resolutie 2161 van 17 juniVerlengde de mandaten van de ombudsman en het waarnemingsteam verbonden aan het sanctiecomité, gaf richtlijnen voor hun werking en somde hun verantwoordelijkheden op.
Resolutie 2162 van 25 juniVerlengde de vredesmacht in Ivoorkust met een jaar.
Resolutie 2163 van 25 juniVerlengde de waarnemingsmacht in het Midden-Oosten met 6 maanden.
Resolutie 2164 van 25 juniVerlengde de vredesmacht in Mali met een jaar.
Resolutie 2165 van 14 juliStond de VN-hulporganisaties en meewerkende partnerorganisaties toe gebruik te maken van enkele bijkomende Syrische grensovergangen en door het conflictgebied in dat land te trekken om hulpgoederen bij de bevolking te krijgen.
Resolutie 2166 van 21 juliNeerschieten van Malaysia Airlines-vlucht 17 veroordeeld en een onafhankelijk, internationaal onderzoek naar de ramp ondersteund.
Resolutie 2167 van 28 juliVroeg meer samenwerking tussen regionale organisaties.
Resolutie 2168 van 30 juliVerlengde de vredesmacht in Cyprus met 6 maanden.
Resolutie 2169 van 30 juliVerlengde de bijstandsmissie in Irak met 1 jaar.
Resolutie 2170 van 15 augustusVoegde zes namen toe aan de Al Qaida-sanctielijst.
Resolutie 2171 van 21 augustusBeter gebruikmaken van het Handvest om conflicten in de kiem te smoren.
Resolutie 2172 van 26 augustusVerlengde de waarnemingsmacht in Libanon met 1 jaar.
Resolutie 2173 van 27 augustusVerlengde de vredesmacht in Darfur met 10 maanden.
Resolutie 2174 van 27 augustusRiep op tot een wapenstilstand in Libië.
Resolutie 2175 van 29 augustusMaatregelen tegen geweld op noodhulpverleners.
Resolutie 2176 van 15 septemberVerlengde de vredesmacht in Liberia met 3 maanden.
Resolutie 2177 van 18 septemberVroeg steun voor de door ebola getroffen landen in West-Afrika.
Resolutie 2178 van 24 septemberVroeg maatregelen tegen buitenlandse terreurstrijders.
Resolutie 2179 van 14 oktoberVerlengde de UNISFA-vredesmacht in Abyei met 4,5 maanden.
Resolutie 2180 van 14 oktoberVerlengde de vredesmacht in Haïti met 1 jaar.
Resolutie 2181 van 21 oktoberVerlengde de toelating voor de EU-operatie in de Centraal-Afrikaanse Republiek met 6 maanden.
Resolutie 2182 van 24 oktoberVerlengde de AU-vredesmacht in Somalië met 13 maanden.
Resolutie 2183 van 11 novemberVerlengde de autorisatie van de EU-missie in Bosnië en Herzegovina met 1 jaar.
Resolutie 2184 van 12 novemberVroeg landen om de strijd tegen Somalische piraterij verder te zetten.
Resolutie 2185 van 20 novemberDe Veiligheidsraad nam zich voor politiewerk voortaan integraal op te nemen in VN-mandaten.
Resolutie 2186 van 25 novemberVerlengde het VN-kantoor in Guinee-Bissau met 3 maanden.
Resolutie 2187 van 25 novemberVerlengde de vredesmacht in Zuid-Soedan met 6 maanden.
Resolutie 2188 van 9 decemberVerlengde de sancties tegen Liberia met 9 maanden.
Resolutie 2189 van 12 decemberVerwelkomde de nieuwe NAVO-operatie in Afghanistan.
Resolutie 2190 van 15 decemberVerlengde de vredesmacht in Liberia met 9 maanden.
Resolutie 2191 van 17 decemberVerlengde de toestemming aan hulporganisaties om door Syrië te trekken.
Resolutie 2192 van 18 decemberVerlengde de waarnemingsmacht in het Midden-Oosten met 6 maanden.
Resolutie 2193 van 18 decemberVerlengde de ambtstermijnen van 17 rechters van het Joegoslaviëtribunaal.
Resolutie 2194 van 18 decemberVerlengde de ambtstermijnen van 6 rechters van het Rwandatribunaal.
Resolutie 2195 van 19 decemberVroeg meer internationale samenwerking tegen georganiseerde misdaad als financiering van terrorisme.

## 2015 (2196-2259)
Resolutie 2196 van 22 januariVerlengde het wapenembargo, de reisverboden en financiële sancties tegen de Centraal-Afrikaanse Republiek met een jaar.
Resolutie 2197 van 29 januariVerlengde de VN-vredesmacht in Cyprus opnieuw met een half jaar.
Resolutie 2198 van 29 januariVerlengde de sancties tegen de Democratische Republiek Congo tot juli 2016.
Resolutie 2199 van 12 februariVeroordeelde de handel in onder meer olie met de terreurgroepen ISIL en ANF in Syrië en Irak en herinnerde aan de eerder ingestelde sancties.
Resolutie 2200 van 12 februariVerlengde het expertenpanel dat toezag op de sancties tegen Darfur met ruim een jaar.
Resolutie 2201 van 15 februariEiste dat de Houthi-rebellen die de macht in Jemen hadden overgenomen zich terugtrokken en de president, de premier en andere functionarissen die ze onder huisarrest hielden vrijlieten.
Resolutie 2202 van 17 februariRiep de betrokken partijen op de maatregelen die in Minsk waren overeengekomen om de crisis in Oost-Oekraïne te bezweren uit te voeren.
Resolutie 2203 van 18 februariVerlengde het VN-kantoor in Guinee-Bissau verder met een jaar. Ook de prioriteiten van het kantoor werden herzien na een rapport over de missie in januari 2015.
Resolutie 2204 van 24 februariVerlengde de sancties tegen Jemen met een jaar.
Resolutie 2205 van 26 februariVerlengde de vredesmacht in Abyei, een regio op de grens tussen Soedan en Zuid-Soedan, opnieuw met vier en een halve maand.
Resolutie 2206 van 3 maartBereidde de sancties voor die zouden worden ingesteld als de lopende onderhandelingen tussen de overheid en rebellen in Zuid-Soedan zouden spaaklopen.
Resolutie 2207 van 4 maartVerlengde het expertenpanel dat toezag op de sancties tegen Noord-Korea met dertien maanden.
Resolutie 2208 van 5 maartVerlengde de VN-missie in Libië met twee weken, alsook de toestemming aan landen om schepen die ervan verdacht werden illegaal Libische olie te vervoeren te inspecteren.
Resolutie 2209 van 6 maartVeroordeelde het gebruik van chloorgas als wapen in Syrië en dreigde met sancties.
Resolutie 2210 van 16 maartVerlengde de UNAMA-hulpmissie van de Verenigde Naties in Afghanistan verder met een jaar.
Resolutie 2211 van 26 maartVerlengde de MONUSCO-vredesmacht in de Democratische Republiek Congo opnieuw met een jaar.
Resolutie 2212 van 26 maartVerhoogde het aantal blauwhelmen in de Centraal-Afrikaanse Republiek.
Resolutie 2213 van 27 maartVerlengde de ondersteuningsmissie in Libië met vijf-en-een-halve maand.
Resolutie 2214 van 27 maartZegde de Libische overheid steun toe in haar strijd tegen de verschillende terreurgroepen in Libië; onder meer door vlotter wapens te leveren aan het Libische leger.
Resolutie 2215 van 2 aprilStemde in met het voorstel van secretaris-generaal Ban Ki-moon om de gefaseerde terugtrekking van de UNMIL-vredesmacht in Liberia te hervatten.
Resolutie 2216 van 14 aprilEiste een wapenstilstand van de rebellen in Jemen en vroeg dat de onderhandelingen werden hervat. Ook werd een wapenembargo toegevoegd aan de reeds geldende sancties.
Resolutie 2217 van 28 aprilVerlengde de MINUSCA-vredesmacht in de Centraal-Afrikaanse Republiek met een jaar.
Resolutie 2218 van 28 aprilVerlengde de MINURSO-missie in de Westelijke Sahara opnieuw met een jaar.
Resolutie 2219 van 28 aprilVerlengde de sancties tegen Ivoorkust met een jaar.
Resolutie 2220 van 22 meiVroeg landen het nodige te doen en samen te werken tegen de illegale wapenhandel.
Resolutie 2221 van 26 meiVerlengde de VN-operatie UNSOM in Somalië tot begin augustus 2015.
Resolutie 2222 van 27 meiVeroordeelde het stijgend aantal aanvallen op journalisten die in conflictgebieden werken; met name door terreurgroeperingen. Omdat het burgers zijn moeten de strijdende partijen hen volgens het internationaal recht beschermen.
Resolutie 2223 van 28 meiVerlengde de VN-vredesmacht in Zuid-Soedan verder met een half jaar.
Resolutie 2224 van 9 juniVerlengde het mandaat van het expertenpanel dat mee toezag op de sancties tegen Iran verder met een jaar, terwijl de onderhandelingen tussen Iran en de P5+1 verdergingen.
Resolutie 2225 van 18 juniVroeg de secretaris-generaal voortaan ook rekening te houden met de ontvoering van kinderen bij zijn waarnemingen over gewapende groeperingen die de mensenrechten schonden.
Resolutie 2226 van 25 juniVerlengde de UNOCI-vredesmacht in Ivoorkust opnieuw met een jaar. Het land verzocht wel de opheffing van het wapenembargo dat nog steeds van kracht was, en vroeg ook assistentie bij het organiseren van de presidentsverkiezingen die in oktober 2015 waren gepland.
Resolutie 2227 van 29 juniVerlengde het mandaat van de VN-vredesmacht MINUSMA in Mali met een jaar.
Resolutie 2228 van 29 juniVerlengde de AU/VN-vredesmacht UNAMID in Darfur opnieuw met een jaar.
Resolutie 2229 van 29 juniVerlengde de waarnemingsmissie UNDOF op de Syrisch-Israëlische grens opnieuw met een half jaar.
Resolutie 2230 van 14 juliVerlengde de VN-vredesmacht UNISFA in Abyei, op de grens tussen Soedan en Zuid-Soedan, verder met vijf maanden.
Resolutie 2231 van 20 juliKeurde het akkoord over Irans kernprogramma van 14 juli goed en stelde het afschaffen van de sancties tegen Iran voorop als dat akkoord zou worden nageleefd.
Resolutie 2232 van 28 juliVerlengde de toestemming voor de AMISOM-vredesmacht van de Afrikaanse Unie en het mandaat van de UNSOM-missie van de VN zelf in Somalië tot eind mei 2016.
Resolutie 2233 van 29 juliVerlengde de in 2003 opgerichte UNAMI-hulpmissie in Irak verder met een jaar.
Resolutie 2234 van 29 juliVerlengde de in 1964 opgerichte VN-vredesmacht UNFICYP in Cyprus opnieuw met een half jaar.
Resolutie 2235 van 7 augustusRichtte een gezamenlijke onderzoeksmissie met de OPCW op om uit te zoeken welke partijen in Syrië chemische wapens hadden gebruikt.
Resolutie 2236 van 21 augustusVerlengde de interim-vredesmacht UNIFIL in Libanon met een jaar.
Resolutie 2237 van 2 septemberVerlengde het wapenembargo en beëindigde andere sancties tegen Liberia.
Resolutie 2238 van 10 septemberVerlengde de missie in Libië met 6 maanden.
Resolutie 2239 van 17 septemberVerlengde de vredesmacht in Liberia met 1 jaar.
Resolutie 2240 van 9 oktoberLiet landen opnieuw toe schepen voor de kust van Libië te inspecteren.
Resolutie 2241 van 9 oktoberVerlengde de vredesmacht in Zuid-Soedan met 2 maanden.
Resolutie 2242 van 13 oktoberBeloofde meer vrouwen in vredesoperaties.
Resolutie 2243 van 14 oktoberVerlengde de vredesmacht in Haïti met 1 jaar.
Resolutie 2244 van 23 oktoberVerlengde de wapenembargo's tegen Somalië en Eritrea met 1 jaar.
Resolutie 2245 van 9 novemberVerving de missie in Somalië door een nieuwe.
Resolutie 2246 van 10 novemberVroeg de voortzetting van de strijd tegen piraterij voor de kust van Somalië.
Resolutie 2247 van 10 novemberVerlengde de autorisatie van de EU-missie in Bosnië en Herzegovina met 1 jaar.
Resolutie 2248 van 12 novemberRiep de partijen in Burundi op in dialoog te treden.
Resolutie 2249 van 20 novemberBeschouwde IS als een ongeziene bedreiging voor de wereldvrede.
Resolutie 2250 van 9 decemberWilde dat jongeren meer betrokken werden bij het oplossen van conflicten.
Resolutie 2251 van 15 decemberVerlengde de vredesmacht in Abyei met 5 maanden.
Resolutie 2252 van 15 decemberVerlengde de vredesmacht in Zuid-Soedan met 8 maanden.
Resolutie 2253 van 17 decemberHerzag de criteria voor de IS- en Al Qaidasanctielijst.
Resolutie 2254 van 18 decemberSteunde de geplande vredesonderhandelingen in Syrië.
Resolutie 2255 van 21 decemberVerfijnde het sanctieregime tegen de Taliban.
Resolutie 2256 van 22 decemberVerlengde de ambtstermijnen van 17 rechters van het Joegoslaviëtribunaal.
Resolutie 2257 van 22 decemberVerlengde de waarnemingsmacht in het Midden-Oosten met 6 maanden.
Resolutie 2258 van 22 decemberStond opnieuw toe dat hulpkonvooien door conflictgebieden in Syrië trokken.
Resolutie 2259 van 23 decemberSteunde het akkoord over een eenheidsregering in Libië.

## 2016 (2260-2336)
Resolutie 2260 van 20 januariVerkleinde de vredesmacht in Ivoorkust.
Resolutie 2261 van 25 januariRichtte een politieke missie op voor Colombia.
Resolutie 2262 van 27 januariVerlengde de sancties tegen de Centraal-Afrikaanse Republiek met 1 jaar.
Resolutie 2263 van 28 januariVerlengde de vredesmacht in Cyprus met 6 maanden.
Resolutie 2264 van 9 februariVerhoogde het aantal cipiers bij de vredesmacht in de Centraal-Afrikaanse Republiek.
Resolutie 2265 van 10 februariVerlengde het panel van experts dat toezag op het wapenembargo tegen Darfur met 1 jaar.
Resolutie 2266 van 24 februariVerlengde de sancties tegen Jemen met 1 jaar.
Resolutie 2267 van 26 februariVerlengde het VN-kantoor in Guinee-Bissau met 1 jaar.
Resolutie 2268 van 26 februariSteunde het wapenstilstandsakkoord voor Syrië.
Resolutie 2269 van 29 februariStelde een nieuwe openbaar aanklager aan voor het Internationaal Restmechanisme voor Straftribunalen.
Resolutie 2270 van 2 maartStelde nieuwe sancties in tegen Noord-Korea.
Resolutie 2271 van 2 maartVerlengde de sancties tegen Zuid-Soedan met 6 weken.
Resolutie 2272 van 11 maartBesloot dat alle eenheden bij een vredesmacht van een land dat klachten over seksueel misbruik niet voldoende onderzocht moesten worden vervangen.
Resolutie 2273 van 15 maartVerlengde de hulpmissie in Libië met 3 maanden.
Resolutie 2274 van 15 maartVerlengde de hulpmissie in Afghanistan met 1 jaar.
Resolutie 2275 van 24 maartVerlengde de hulpmissie in Somalië met 1 jaar.
Resolutie 2276 van 24 maartVerlengde het expertenpanel dat toezag op de sancties tegen Noord-Korea met 1 jaar.
Resolutie 2277 van 30 maartVerlengde de vredesmacht in Congo met 1 jaar.
Resolutie 2278 van 31 maartVerlengde de maatregelen tegen illegale olie-uitvoer uit Libië met 1 jaar.
Resolutie 2279 van 1 aprilVroeg de mogelijkheid voor een politiemissie in Burundi te bekijken.
Resolutie 2280 van 7 aprilVerlengde de sancties tegen Zuid-Soedan met 1,5 maanden.
Resolutie 2281 van 26 aprilVerlengde de vredesmacht in de Centraal-Afrikaanse Republiek met 3 maanden.
Resolutie 2282 van 27 aprilDiepte de rol van de VN in het handhaven van de vrede verder uit.
Resolutie 2283 van 28 aprilHief de sancties tegen Ivoorkust op.
Resolutie 2284 van 28 aprilVerlengde de vredesmacht in Ivoorkust met 1 jaar.
Resolutie 2285 van 29 aprilVerlengde de missie in de Westelijke Sahara met 1 jaar.
Resolutie 2286 van 3 meiVeroordeelde aanvallen op medische faciliteiten in conflictgebieden.
Resolutie 2287 van 12 meiVerlengde de vredesmacht in Abyei met 6 maanden.
Resolutie 2288 van 25 meiHief het wapenembargo tegen Liberia op.
Resolutie 2289 van 27 meiVerlengde de AU-vredesmacht in Somalië met 1 maand.
Resolutie 2290 van 31 meiVerlengde de sancties tegen Zuid-Soedan met 1 jaar.
Resolutie 2291 van 13 juniVerlengde de hulpmissie in Libië met 6 maanden.
Resolutie 2292 van 14 juniVerlengde de toestemming aan landen om schepen die ervan verdacht werden het wapenembargo tegen Libië te schenden te inspecteren.
Resolutie 2293 van 23 juniVerlengde de sancties tegen gewapende groeperingen in Congo.
Resolutie 2294 van 29 juniVerlengde de waarnemingsmacht op de Syrisch-Israëlische grens.
Resolutie 2295 van 29 juniVerlengde de vredesmacht in Mali met 1 jaar, en versterkte ze.
Resolutie 2296 van 29 juniVerlengde de vredesmacht in Darfur met 1 jaar.
Resolutie 2297 van 7 juliVerlengde de AU-vredesmacht in Somalië met 11 maanden.
Resolutie 2298 van 22 juliStond landen toe Syriës chemische wapens te vernietigen.
Resolutie 2299 van 25 juliVerlengde de hulpmissie in Irak met 1 jaar.
Resolutie 2300 van 26 juliVerlengde de vredesmacht in Cyprus met 6 maanden.
Resolutie 2301 van 26 juliVerlengde de vredesmacht in de Centraal-Afrikaanse Republiek met 15,5 maanden, en wijzigde het mandaat.
Resolutie 2302 van 29 juliVerlengde de vredesmacht in Zuid-Soedan met 12 dagen.
Resolutie 2303 van 29 juliRichtte een politiemissie op in Burundi.
Resolutie 2304 van 12 augustusVerlengde de vredesmacht in Zuid-Soedan en versterkte ze.
Resolutie 2305 van 30 augustusVerlengde de vredesmacht in Libanon met 1 jaar.
Resolutie 2306 van 6 septemberStond toe dat tijdelijk een rechter werd toegevoegd aan de kamer van beroep van het Joegoslaviëtribunaal indien nodig.
Resolutie 2307 van 13 septemberStemde in met de voorgestelde samenstelling voor de missie in Colombia.
Resolutie 2308 van 14 septemberVerlengde de vredesmacht in Liberia met 3,5 maanden.
Resolutie 2309 van 22 septemberVroeg verscherping van de veiligheid op luchthavens.
Resolutie 2310 van 23 septemberRiep alle landen op het Kernstopverdrag te ratificeren.
Resolutie 2311 van 6 oktoberBeval António Guterres aan als nieuwe secretaris-generaal.
Resolutie 2312 van 6 oktoberVerlengde de toestemming om schepen die verdacht werden van mensensmokkel uit Libië te inspecteren met 1 jaar.
Resolutie 2313 van 13 oktoberVerlengde de vredesmacht in Haïti met 6 maanden.
Resolutie 2314 van 31 oktoberVerlengde het gezamenlijk onderzoek met het OPCW met 2 weken.
Resolutie 2315 van 8 novemberVerlengde de EU-macht in Bosnië en Herzegovina met 1 jaar.
Resolutie 2316 van 9 novemberVroeg de voortzetting van de strijd tegen piraterij voor de kust van Somalië.
Resolutie 2317 van 10 novemberVerlengde de wapenembargo's tegen Somalië en Eritrea met 1 jaar.
Resolutie 2318 van 15 novemberVerlengde de vredesmacht in Abyei met 6 maanden.
Resolutie 2319 van 17 novemberVerlengde het gezamenlijk onderzoek met het OPCW met 1 jaar.
Resolutie 2320 van 18 novemberVerwelkomde dat de AU 25% van de kosten voor vredesoperaties in Afrika wilde dragen.
Resolutie 2321 van 30 novemberVerstrengde de sancties tegen Noord-Korea.
Resolutie 2322 van 12 decemberOproep om informatie over terroristen en terreurgroepen uit te wisselen.
Resolutie 2323 van 13 decemberVerlengde de hulpmissie in Libië met 9 maanden.
Resolutie 2324 van 14 decemberEerbetoon aan uittredend secretaris-generaal Ban Ki-moon.
Resolutie 2325 van 15 decemberSpoorde landen aan om resolutie 1540 uit te voeren.
Resolutie 2326 van 15 decemberVerlengde de vredesmacht in Zuid-Soedan met 1 dag.
Resolutie 2327 van 16 decemberVerlengde de vredesmacht in Zuid-Soedan met 1 jaar, en versterkte deze.
Resolutie 2328 van 19 decemberWaarnemers om toe te zien op de evacuatie van Oost-Aleppo.
Resolutie 2329 van 19 decemberVerlengde de ambtstermijnen van 7 rechters en herbenoemde de openbaar aanklager van het Joegoslaviëtribunaal.
Resolutie 2330 van 19 decemberVerlengde de waarnemingsmacht op de Syrisch-Israëlische grens met 6 maanden.
Resolutie 2331 van 20 decemberVroeg samenwerking tegen mensenhandel als financiering van terrorisme.
Resolutie 2332 van 21 decemberStond hulporganisaties toe door Syrië te trekken om noodhulp te leveren.
Resolutie 2333 van 23 decemberVerlengde de vredesmacht in Liberia met 15 maanden, en kromp ze in.
Resolutie 2334 van 23 decemberveroordeelt elke wijziging in de demografische samenstelling, karakter en status van het sinds juni 1967 bezette Palestijnse territorium.
Resolutie 2335 van 30 decemberGeblokkeerde rekening voor de afhandeling van het olie-voor-voedselprogramma werd 6 maanden langer behouden.
Resolutie 2336 van 31 decemberSteunde de Russisch-Turkse bemiddeling in de Syrische Burgeroorlog.

## 2017 (2337-2397)
Resolutie 2337 van 19 januariSteunde de positie van de ECOWAS ten aanzien van Gambia.
Resolutie 2338 van 26 januariVerlengde de vredesmacht in Cyprus met 6 maanden.
Resolutie 2339 van 27 januariVerlengde de sancties tegen de Centraal-Afrikaanse Republiek met 1 jaar.
Resolutie 2340 van 8 februariVerlengde het panel van experts dat toezag op het wapenembargo tegen Darfur met 1 jaar.
Resolutie 2341 van 13 februariRiep landen op kritieke infrastructuur te beveiligen.
Resolutie 2342 van 23 februariVerlengde de sancties tegen Jemen met 1 jaar.
Resolutie 2343 van 23 februariVerlengde het VN-kantoor in Guinee-Bissau met 1 jaar.
Resolutie 2344 van 17 maartVerlengde de hulpmissie in Afghanistan met 1 jaar.
Resolutie 2345 van 23 maartVerlengde het expertenpanel dat toezag op de sancties tegen Noord-Korea met 1 jaar.
Resolutie 2346 van 23 maartVerlengde de hulpmissie in Somalië met 1 jaar.
Resolutie 2347 van 24 maartNam maatregelen tegen de smokkel van cultureel erfgoed.
Resolutie 2348 van 31 maartVerlengde de vredesmacht in Congo met 1 jaar.
Resolutie 2349 van 31 maartVroeg meer steun aan Nigeria, Niger, Kameroen en Tsjaad tegen terreurgroepen.
Resolutie 2350 van 13 aprilRichtte een nieuwe vredesmacht op in Haïti.
Resolutie 2351 van 28 aprilVerlengde de missie in de Westelijke Sahara met 1 jaar.
Resolutie 2352 van 15 meiVerlengde de vredesmacht in Abyei met 6 maanden.
Resolutie 2353 van 24 meiVerlengde de sancties tegen Zuid-Soedan met 1 jaar.
Resolutie 2354 van 24 meiLegde richtlijnen tegen de retoriek van terroristen voor.
Resolutie 2355 van 26 meiVerlengde de AU-vredesmacht in Somalië.
Resolutie 2356 van 2 juniVoegde 18 namen toe aan de sanctielijst voor Noord-Korea.
Resolutie 2357 van 12 juniVerlengde de toestemming aan landen om schepen die ervan verdacht werden het wapenembargo tegen Libië te schenden te inspecteren.
Resolutie 2358 van 14 juniVerlengde de hulpmissie in Somalië.
Resolutie 2359 van 21 juniVerwelkomde de gezamenlijke militaire operatie van 5 Sahellanden.
Resolutie 2360 van 21 juniVerlengde de sancties tegen gewapende groeperingen in Congo.
Resolutie 2361 van 29 juniVerlengde de waarnemingsmacht op de Syrisch-Israëlische grens.
Resolutie 2362 van 29 juniVerlengde de maatregelen tegen illegale olie-uitvoer uit Libië.
Resolutie 2363 van 29 juniVerlengde en verkleinde de vredesmacht in Darfur.
Resolutie 2364 van 29 juniVerlengde de vredesmacht in Mali.
Resolutie 2365 van 30 juniVroeg landen te helpen met het opruimen van mijnen en explosieven.
Resolutie 2366 van 10 juliRichtte een verificatiemissie op in Colombia.
Resolutie 2367 van 14 juliVerlengde de bijstandsmissie in Irak.
Resolutie 2368 van 20 juliVroeg landen om de maatregelen tegen IS en Al Qaida beter uit te voeren.
Resolutie 2369 van 27 juliVerlengde de vredesmacht in Cyprus.
Resolutie 2370 van 2 augustusRiep landen op te verhinderen dat terroristen wapens konden verwerven.
Resolutie 2371 van 5 augustusVerzwaarde de sancties tegen Noord-Korea.
Resolutie 2372 van 30 augustusVerlengde en verkleinde de AU-vredesmacht in Somalië.
Resolutie 2373 van 30 augustusVerlengde de vredesmacht in Zuid-Libanon.
Resolutie 2374 van 5 septemberLegde sancties op tegen rebellen in Mali.
Resolutie 2375 van 11 septemberVerzwaarde de sancties tegen Noord-Korea.
Resolutie 2376 van 14 septemberVerlengde de ondersteuningsmissie in Libië.
Resolutie 2377 van 14 septemberStemde in met het mandaat en de omvang van de missie in Colombia.
Resolutie 2378 van 20 septemberVroeg rapportage over de hervorming van vredesoperaties en het secretariaat.
Resolutie 2379 van 21 septemberRichtte een onderzoeksteam op naar de oorlogsmisdaden van IS.
Resolutie 2380 van 5 oktoberVerlengde de toestemming om schepen die verdacht werden van mensensmokkel uit Libië te inspecteren.
Resolutie 2381 van 5 oktoberBreidde de verificatiemissie in Colombia uit.
Resolutie 2382 van 6 novemberVoornemen om politiewerk op te nemen in mandaten van vredesmachten.
Resolutie 2383 van 7 novemberVroeg landen om de strijd tegen de piraterij in Somalië voort te zetten.
Resolutie 2384 van 7 novemberVerlengde de EU-macht in Bosnië en Herzegovina.
Resolutie 2385 van 14 novemberVerlengde de wapenembargo's tegen Somalië en Eritrea.
Resolutie 2386 van 15 novemberVerlengde de vredesmacht in Abyei.
Resolutie 2387 van 15 novemberVerlengde en versterkte de vredesmacht in de Centraal-Afrikaanse Republiek.
Resolutie 2388 van 21 novemberVroeg landen samen te werken tegen mensenhandel als financiering van terrorisme.
Resolutie 2389 van 8 decemberRiep de landen in het Grote Merengebied op hun kaderakkoord uit 2013 uit te voeren.
Resolutie 2390 van 8 decemberStelde vast dat alle maatregelen in verband met de afwikkeling van het olie-voor-voedselprogramma waren uitgevoerd.
Resolutie 2391 van 8 decemberBesloot dat de vredesmacht in Mali logistieke steun zou geven aan de FC-G5S.
Resolutie 2392 van 14 decemberVerlengde de vredesmacht in Zuid-Soedan.
Resolutie 2393 van 19 decemberStond hulporganisaties toe door Syrië te trekken om noodhulp te leveren.
Resolutie 2394 van 21 decemberVerlengde de waarnemingsmacht op de Syrisch-Israëlische grens.
Resolutie 2395 van 21 decemberVerlengde het Uitvoerend Directoraat van het Antiterrorismecomité.
Resolutie 2396 van 21 decemberVroeg landen maatregelen te nemen tegen terugkerende terreurstrijders.
Resolutie 2397 van 22 decemberVerzwaarde de sancties tegen Noord-Korea.
Bijgewerkt t/m 9 januari 2018